# Мурашки
Мура́шки або мурахи (Formicidae) — родина комах з надродини мурашиних, інфраряду жалкі перетинчастокрилі ряду перетинчастокрилі. Є складними гуртосімейними комахами, що утворюють 3 касти: самки, самці і робочі особини. Самиці і самці крилаті, робочі особини — безкрилі. Вусики колінчасті, у самиць і робочих особин 11–12-членикові, у самців 12–13-членикові, у низки видів 4-, 6- або 10-членикові. Основний членик вусика (скапус) зазвичай, набагато довший за усіх інших. Задній відділ грудей (епінотум) є першим сегментом черевця, що злився із задньогрудьми. Власне черевце приєднується до епінотуму стебельцем, утвореним першим або другим сегментами. Мурашки деяких підродин (мирміцини, понерини та інших) мають розвинене жало. Крила зі скороченим жилкуванням.
Мурашки живуть великими сім'ями в кублах, званих мурашниками, які влаштовуються в ґрунті, деревині, під камінням; деякі споруджують мурашники з дрібних рослинних частинок тощо. Існують паразитичні види, які мешкають в гніздах інших мурашок, мурашки-«рабовласниці», що утримують у своїх кублах «рабів» — мурашок інших видів. Низка видів пристосувалася до проживання в оселях людини. Деякі види цінуються за регулювання чисельності комах-шкідників, інші можуть самі вважатися шкідниками. Також існують види, колонії котрих ведуть кочовий спосіб життя.
Харчуються переважно соком рослин, паддю попелиць та інших сисних комах, в період годування личинок — полюють на інших комах. Є також види, що харчуються насінням (мурашки-женці) і культивованими грибами (мурашки-листорізи).
Поширені усім світом, за винятком Антарктиди і деяких віддалених островів, утворюючи 10-25 % земної біомаси наземних тварин. Успіх мурашок у багатьох середовищах існування обумовлений їхньою соціальною згуртованістю та здатністю змінювати місце проживання і використовувати різноманітні ресурси.
Одним з перших дослідників, який у своїх наукових працях описав суспільне життя мурах, був ентомолог Еріх Васманн, який також є одним з основоположників мірмекології, тобто науки про мурашок.
У світі понад 14 000 видів і 485 родів (разом з вимерлими), поширених переважно в тропіках. У Палеарктиці є близько 1350 видів з 94 родів, в Україні відзначено понад 146 сучасних видів з 39 родів (і декілька викопних).

## Етимологія
Українське слово мурашка, як і споріднені муравель та мурава, сходить до прасл. *morvь(jь), яке продовжує пра-і.є. *morwis/*mormis (з того ж джерела походять лат. formica і дав.-гр. μύρμηξ).

## Опис родини

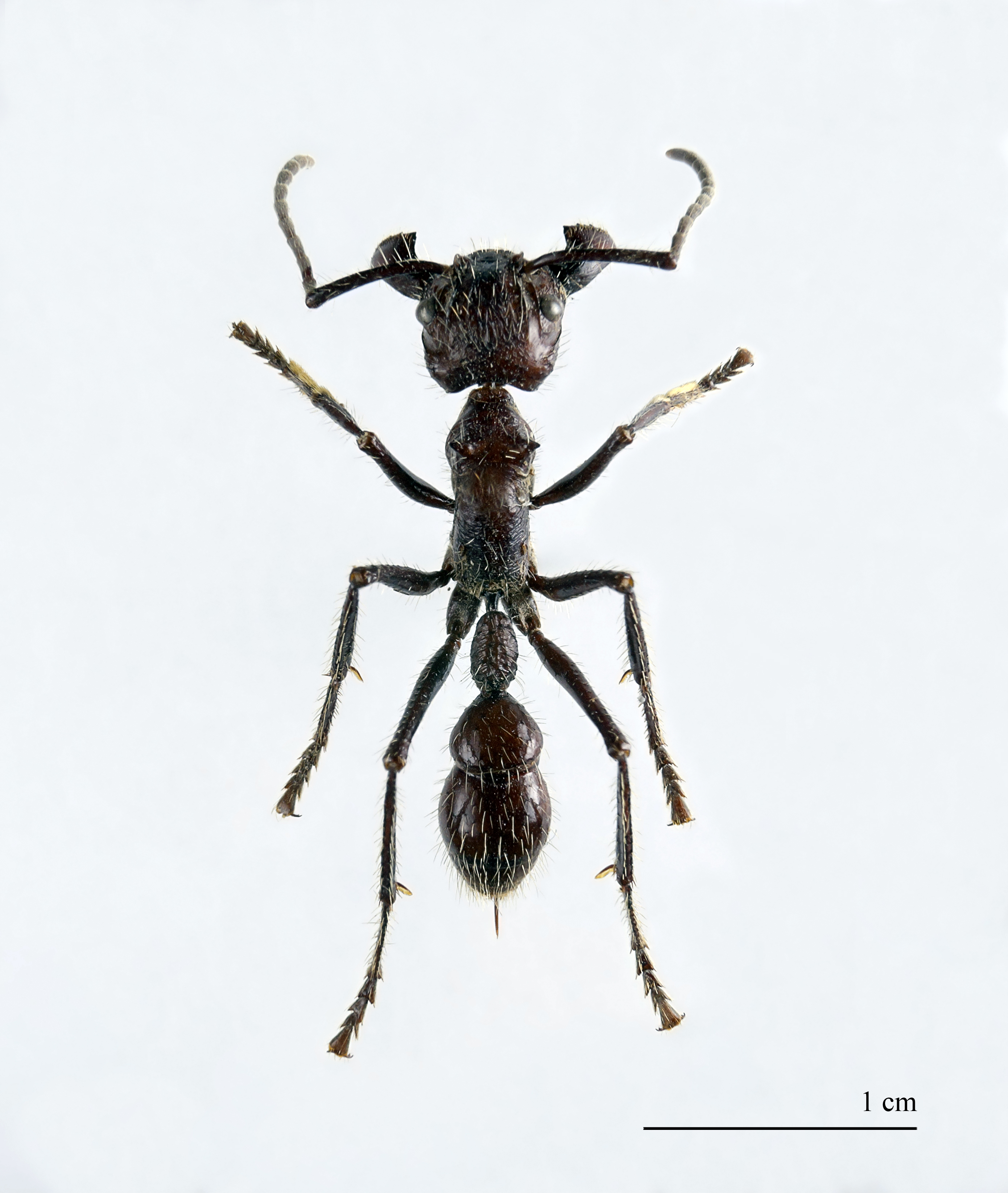
Paraponera clavata — один з найбільших і найнебезпечніших видів мурашок, чия отрута містить нейротоксин і використовується в болісних обрядах ініціації хлопчиків у індіанців Бразилії

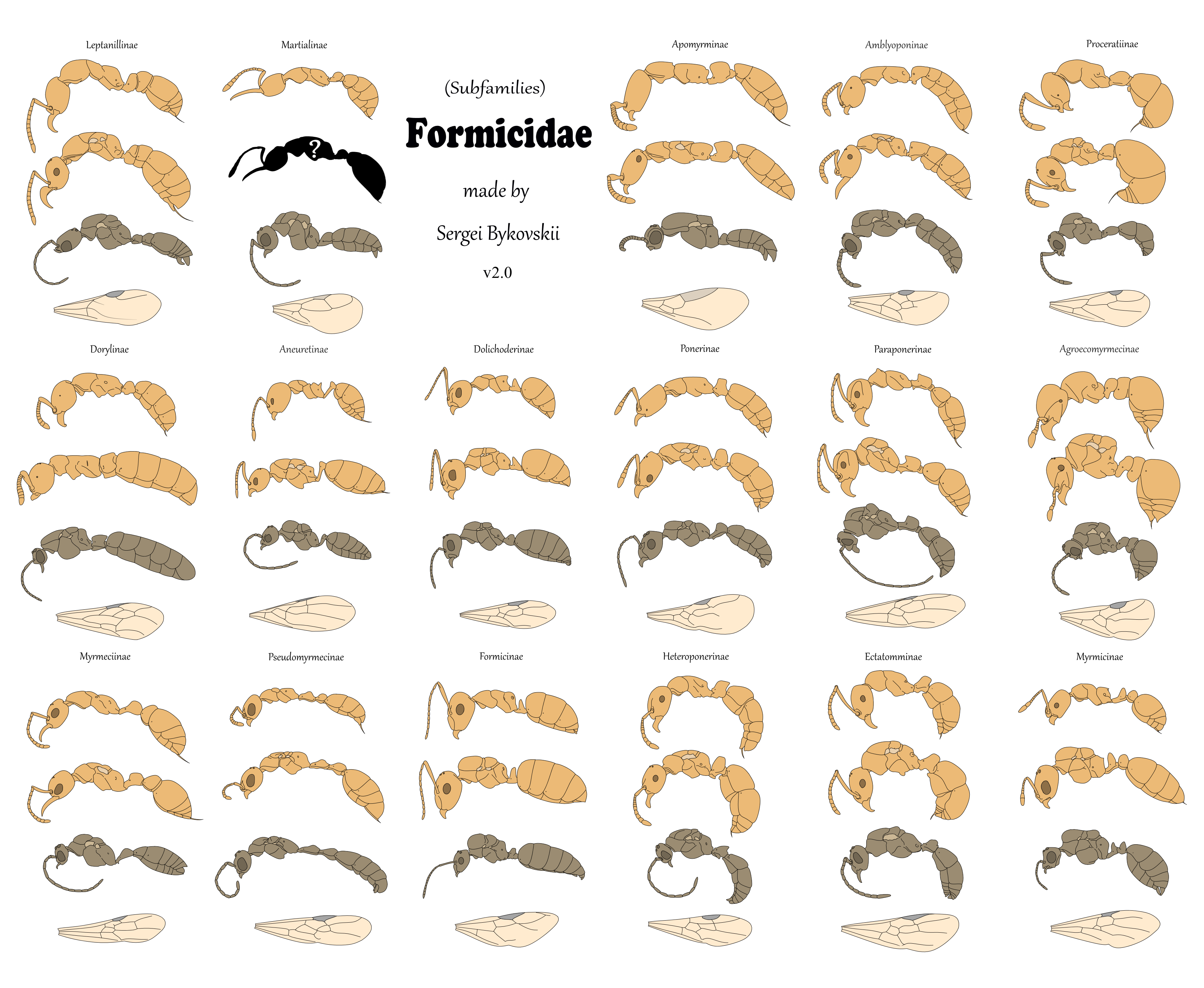
Усі підродини мурашок (окрім вимерлих)

Мурашки є еволюційно найпросунутішою родиною комах з погляду етології, екології і фізіології. Їхні сім'ї-колонії є складними соціальними групами з чітким поділом праці і розвиненими системами спілкування та самоорганізації, що дозволяють особинам узгоджувати свої дії під час виконання завдань, що не до спромоги окремій комасі. Деякі види мурашок володіють розвиненою «мовою» і здатні передавати складну інформацію. Крім того, багато видів мурашок підтримують високорозвинені симбіотичні відносини з іншими комахами, грибами, бактеріями та рослинами.
Особливості кооперації мурашок надають цій родині великих переваг, що призвело до того, що тепер вони є панівною за чисельністю групою членистоногих. Так, на 1 км² савани в Кот-д'Івуарі (Африка) мешкає майже 2 мільярди особин мурах, що утворюють приблизно 740 тисяч колоній. Разом з термітами (ще однієї великою групою суспільних комах) мурашки становлять третину загальної біомаси наземних тварин в тропічному лісі басейну Амазонки. Таким чином, при середній популяційній густоті 800 мільйонів мурашок і 100 мільйонів термітів на 1 км² вони в сумі важать лише вдвічі менше, ніж всі інші сухопутні тварини цього дощового лісу. В областях з помірним кліматом їх менше. На площі 8 км² у Флориді виявлено 76 видів мурашок з 30 родів, а на площі 5,5 км² у Мічигані — 87 видів з 23 родів.
Розміри представників родини різноманітні — від 1 до 30–50 мм і більше. До найменших мурашок відносяться представники родів мономоріум (робочі особини 1–2 мм, самиці і самці 3–4 мм), Mycetophylax (1–3 мм) і Cyphomyrmex (1,5–3 мм) і вид Leptothorax minutissimus — ендемік США, що паразитує в колоніях мурашок Leptothorax curvispinosus і досягає довжини до 3 мм.
Одним з найбільших представників родини є вид Camponotus gigas, розмір робочих особин якого становить близько 20 мм, самців — 18,3 мм, солдатів — 28,1 мм, матки — до 31,3 мм. Також найбільшими мурашками є дінопонера гігантська (Dinoponera gigantea) і Paraponera clavata, що досягають довжини 25–30 мм. Самці з африканського роду Dorylus можуть сягати до 3 см завдовжки, а матки (королеви) в осілу фазу під час дозрівання яєць мають сильно збільшене фізогастричне черевце і загальну довжину до 5 см. Однак найбільші в історії — викопні мурашки роду Formicium. Їхні самиці досягали 7 см в довжину, а крила мали розмах до 15 см. Деякі мурашки мають жало.

## Систематика й еволюція
|  | Tiphiidae                                                |
|  |                                                          |
|  | \| \| Sapygidae \| \| \| \| \| \| Mutillidae \| \| \| \| |
|  |                                                          |
|  | Sapygidae                                                |
|  |                                                          |
|  | Mutillidae                                               |
|  |                                                          |

|  | Sapygidae  |
|  |            |
|  | Mutillidae |
|  |            |

|  | Pompilidae       |
|  |                  |
|  | Rhopalosomatidae |
|  |                  |

|  | Formicidae                                             |
|  |                                                        |
|  | \| \| Vespidae \| \| \| \| \| \| Scoliidae \| \| \| \| |
|  |                                                        |
|  | Vespidae                                               |
|  |                                                        |
|  | Scoliidae                                              |
|  |                                                        |

|  | Vespidae  |
|  |           |
|  | Scoliidae |
|  |           |

|  | Pompilidae       |
|  |                  |
|  | Rhopalosomatidae |
|  |                  |

|  | Formicidae                                             |
|  |                                                        |
|  | \| \| Vespidae \| \| \| \| \| \| Scoliidae \| \| \| \| |
|  |                                                        |
|  | Vespidae                                               |
|  |                                                        |
|  | Scoliidae                                              |
|  |                                                        |

|  | Vespidae  |
|  |           |
|  | Scoliidae |
|  |           |

|  | Tiphiidae                                                |
|  |                                                          |
|  | \| \| Sapygidae \| \| \| \| \| \| Mutillidae \| \| \| \| |
|  |                                                          |
|  | Sapygidae                                                |
|  |                                                          |
|  | Mutillidae                                               |
|  |                                                          |

|  | Sapygidae  |
|  |            |
|  | Mutillidae |
|  |            |

|  | Pompilidae       |
|  |                  |
|  | Rhopalosomatidae |
|  |                  |

|  | Formicidae                                             |
|  |                                                        |
|  | \| \| Vespidae \| \| \| \| \| \| Scoliidae \| \| \| \| |
|  |                                                        |
|  | Vespidae                                               |
|  |                                                        |
|  | Scoliidae                                              |
|  |                                                        |

|  | Vespidae  |
|  |           |
|  | Scoliidae |
|  |           |

|  | Pompilidae       |
|  |                  |
|  | Rhopalosomatidae |
|  |                  |

|  | Formicidae                                             |
|  |                                                        |
|  | \| \| Vespidae \| \| \| \| \| \| Scoliidae \| \| \| \| |
|  |                                                        |
|  | Vespidae                                               |
|  |                                                        |
|  | Scoliidae                                              |
|  |                                                        |

|  | Vespidae  |
|  |           |
|  | Scoliidae |
|  |           |

|  | Tiphiidae                                                |
|  |                                                          |
|  | \| \| Sapygidae \| \| \| \| \| \| Mutillidae \| \| \| \| |
|  |                                                          |
|  | Sapygidae                                                |
|  |                                                          |
|  | Mutillidae                                               |
|  |                                                          |

|  | Sapygidae  |
|  |            |
|  | Mutillidae |
|  |            |

|  | Pompilidae       |
|  |                  |
|  | Rhopalosomatidae |
|  |                  |

|  | Formicidae                                             |
|  |                                                        |
|  | \| \| Vespidae \| \| \| \| \| \| Scoliidae \| \| \| \| |
|  |                                                        |
|  | Vespidae                                               |
|  |                                                        |
|  | Scoliidae                                              |
|  |                                                        |

|  | Vespidae  |
|  |           |
|  | Scoliidae |
|  |           |

|  | Pompilidae       |
|  |                  |
|  | Rhopalosomatidae |
|  |                  |

|  | Formicidae                                             |
|  |                                                        |
|  | \| \| Vespidae \| \| \| \| \| \| Scoliidae \| \| \| \| |
|  |                                                        |
|  | Vespidae                                               |
|  |                                                        |
|  | Scoliidae                                              |
|  |                                                        |

|  | Vespidae  |
|  |           |
|  | Scoliidae |
|  |           |

|  | Tiphiidae                                                |
|  |                                                          |
|  | \| \| Sapygidae \| \| \| \| \| \| Mutillidae \| \| \| \| |
|  |                                                          |
|  | Sapygidae                                                |
|  |                                                          |
|  | Mutillidae                                               |
|  |                                                          |

|  | Sapygidae  |
|  |            |
|  | Mutillidae |
|  |            |

|  | Pompilidae       |
|  |                  |
|  | Rhopalosomatidae |
|  |                  |

|  | Formicidae                                             |
|  |                                                        |
|  | \| \| Vespidae \| \| \| \| \| \| Scoliidae \| \| \| \| |
|  |                                                        |
|  | Vespidae                                               |
|  |                                                        |
|  | Scoliidae                                              |
|  |                                                        |

|  | Vespidae  |
|  |           |
|  | Scoliidae |
|  |           |

|  | Pompilidae       |
|  |                  |
|  | Rhopalosomatidae |
|  |                  |

|  | Formicidae                                             |
|  |                                                        |
|  | \| \| Vespidae \| \| \| \| \| \| Scoliidae \| \| \| \| |
|  |                                                        |
|  | Vespidae                                               |
|  |                                                        |
|  | Scoliidae                                              |
|  |                                                        |

|  | Vespidae  |
|  |           |
|  | Scoliidae |
|  |           |

|  | Tiphiidae                                                |
|  |                                                          |
|  | \| \| Sapygidae \| \| \| \| \| \| Mutillidae \| \| \| \| |
|  |                                                          |
|  | Sapygidae                                                |
|  |                                                          |
|  | Mutillidae                                               |
|  |                                                          |

|  | Sapygidae  |
|  |            |
|  | Mutillidae |
|  |            |

|  | Pompilidae       |
|  |                  |
|  | Rhopalosomatidae |
|  |                  |

|  | Formicidae                                             |
|  |                                                        |
|  | \| \| Vespidae \| \| \| \| \| \| Scoliidae \| \| \| \| |
|  |                                                        |
|  | Vespidae                                               |
|  |                                                        |
|  | Scoliidae                                              |
|  |                                                        |

|  | Vespidae  |
|  |           |
|  | Scoliidae |
|  |           |

|  | Pompilidae       |
|  |                  |
|  | Rhopalosomatidae |
|  |                  |

|  | Formicidae                                             |
|  |                                                        |
|  | \| \| Vespidae \| \| \| \| \| \| Scoliidae \| \| \| \| |
|  |                                                        |
|  | Vespidae                                               |
|  |                                                        |
|  | Scoliidae                                              |
|  |                                                        |

|  | Vespidae  |
|  |           |
|  | Scoliidae |
|  |           |

|  | Tiphiidae                                                |
|  |                                                          |
|  | \| \| Sapygidae \| \| \| \| \| \| Mutillidae \| \| \| \| |
|  |                                                          |
|  | Sapygidae                                                |
|  |                                                          |
|  | Mutillidae                                               |
|  |                                                          |

|  | Sapygidae  |
|  |            |
|  | Mutillidae |
|  |            |

|  | Pompilidae       |
|  |                  |
|  | Rhopalosomatidae |
|  |                  |

|  | Formicidae                                             |
|  |                                                        |
|  | \| \| Vespidae \| \| \| \| \| \| Scoliidae \| \| \| \| |
|  |                                                        |
|  | Vespidae                                               |
|  |                                                        |
|  | Scoliidae                                              |
|  |                                                        |

|  | Vespidae  |
|  |           |
|  | Scoliidae |
|  |           |

|  | Pompilidae       |
|  |                  |
|  | Rhopalosomatidae |
|  |                  |

|  | Formicidae                                             |
|  |                                                        |
|  | \| \| Vespidae \| \| \| \| \| \| Scoliidae \| \| \| \| |
|  |                                                        |
|  | Vespidae                                               |
|  |                                                        |
|  | Scoliidae                                              |
|  |                                                        |

|  | Vespidae  |
|  |           |
|  | Scoliidae |
|  |           |

|  | Tiphiidae                                                |
|  |                                                          |
|  | \| \| Sapygidae \| \| \| \| \| \| Mutillidae \| \| \| \| |
|  |                                                          |
|  | Sapygidae                                                |
|  |                                                          |
|  | Mutillidae                                               |
|  |                                                          |

|  | Sapygidae  |
|  |            |
|  | Mutillidae |
|  |            |

|  | Pompilidae       |
|  |                  |
|  | Rhopalosomatidae |
|  |                  |

|  | Formicidae                                             |
|  |                                                        |
|  | \| \| Vespidae \| \| \| \| \| \| Scoliidae \| \| \| \| |
|  |                                                        |
|  | Vespidae                                               |
|  |                                                        |
|  | Scoliidae                                              |
|  |                                                        |

|  | Vespidae  |
|  |           |
|  | Scoliidae |
|  |           |

|  | Pompilidae       |
|  |                  |
|  | Rhopalosomatidae |
|  |                  |

|  | Formicidae                                             |
|  |                                                        |
|  | \| \| Vespidae \| \| \| \| \| \| Scoliidae \| \| \| \| |
|  |                                                        |
|  | Vespidae                                               |
|  |                                                        |
|  | Scoliidae                                              |
|  |                                                        |

|  | Vespidae  |
|  |           |
|  | Scoliidae |
|  |           |

|  | Tiphiidae                                                |
|  |                                                          |
|  | \| \| Sapygidae \| \| \| \| \| \| Mutillidae \| \| \| \| |
|  |                                                          |
|  | Sapygidae                                                |
|  |                                                          |
|  | Mutillidae                                               |
|  |                                                          |

|  | Sapygidae  |
|  |            |
|  | Mutillidae |
|  |            |

|  | Pompilidae       |
|  |                  |
|  | Rhopalosomatidae |
|  |                  |

|  | Formicidae                                             |
|  |                                                        |
|  | \| \| Vespidae \| \| \| \| \| \| Scoliidae \| \| \| \| |
|  |                                                        |
|  | Vespidae                                               |
|  |                                                        |
|  | Scoliidae                                              |
|  |                                                        |

|  | Vespidae  |
|  |           |
|  | Scoliidae |
|  |           |

|  | Pompilidae       |
|  |                  |
|  | Rhopalosomatidae |
|  |                  |

|  | Formicidae                                             |
|  |                                                        |
|  | \| \| Vespidae \| \| \| \| \| \| Scoliidae \| \| \| \| |
|  |                                                        |
|  | Vespidae                                               |
|  |                                                        |
|  | Scoliidae                                              |
|  |                                                        |

|  | Vespidae  |
|  |           |
|  | Scoliidae |
|  |           |

|  | Ponerinae                                                           |
|  |                                                                     |
|  | \| \| Agroecomyrmecinae \| \| \| \| \| \| Paraponerinae \| \| \| \| |
|  |                                                                     |
|  | Agroecomyrmecinae                                                   |
|  |                                                                     |
|  | Paraponerinae                                                       |
|  |                                                                     |

|  | Agroecomyrmecinae |
|  |                   |
|  | Paraponerinae     |
|  |                   |

|  | Ponerinae                                                           |
|  |                                                                     |
|  | \| \| Agroecomyrmecinae \| \| \| \| \| \| Paraponerinae \| \| \| \| |
|  |                                                                     |
|  | Agroecomyrmecinae                                                   |
|  |                                                                     |
|  | Paraponerinae                                                       |
|  |                                                                     |

|  | Agroecomyrmecinae |
|  |                   |
|  | Paraponerinae     |
|  |                   |

|  | Cerapachyinae    |
|  |                  |
|  | Leptanilloidinae |
|  |                  |

|  | Aenictinae                                                     |
|  |                                                                |
|  | Cerapachyinae                                                  |
|  |                                                                |
|  | Ecitoninae                                                     |
|  |                                                                |
|  | \| \| Aenictogitoninae \| \| \| \| \| \| Dorylinae \| \| \| \| |
|  |                                                                |
|  | Aenictogitoninae                                               |
|  |                                                                |
|  | Dorylinae                                                      |
|  |                                                                |

|  | Aenictogitoninae |
|  |                  |
|  | Dorylinae        |
|  |                  |

|  | Cerapachyinae    |
|  |                  |
|  | Leptanilloidinae |
|  |                  |

|  | Aenictinae                                                     |
|  |                                                                |
|  | Cerapachyinae                                                  |
|  |                                                                |
|  | Ecitoninae                                                     |
|  |                                                                |
|  | \| \| Aenictogitoninae \| \| \| \| \| \| Dorylinae \| \| \| \| |
|  |                                                                |
|  | Aenictogitoninae                                               |
|  |                                                                |
|  | Dorylinae                                                      |
|  |                                                                |

|  | Aenictogitoninae |
|  |                  |
|  | Dorylinae        |
|  |                  |

|  | Formicinae |
|  |            |
|  | Myrmicinae |
|  |            |

|  | Ectatomminae    |
|  |                 |
|  | Heteroponerinae |
|  |                 |

|  | Formicinae |
|  |            |
|  | Myrmicinae |
|  |            |

|  | Ectatomminae    |
|  |                 |
|  | Heteroponerinae |
|  |                 |

|  | Myrmeciinae      |
|  |                  |
|  | Pseudomyrmecinae |
|  |                  |

|  | Aneuretinae    |
|  |                |
|  | Dolichoderinae |
|  |                |

|  | Myrmeciinae      |
|  |                  |
|  | Pseudomyrmecinae |
|  |                  |

|  | Aneuretinae    |
|  |                |
|  | Dolichoderinae |
|  |                |

|  | Formicinae |
|  |            |
|  | Myrmicinae |
|  |            |

|  | Ectatomminae    |
|  |                 |
|  | Heteroponerinae |
|  |                 |

|  | Formicinae |
|  |            |
|  | Myrmicinae |
|  |            |

|  | Ectatomminae    |
|  |                 |
|  | Heteroponerinae |
|  |                 |

|  | Myrmeciinae      |
|  |                  |
|  | Pseudomyrmecinae |
|  |                  |

|  | Aneuretinae    |
|  |                |
|  | Dolichoderinae |
|  |                |

|  | Myrmeciinae      |
|  |                  |
|  | Pseudomyrmecinae |
|  |                  |

|  | Aneuretinae    |
|  |                |
|  | Dolichoderinae |
|  |                |

|  | Cerapachyinae    |
|  |                  |
|  | Leptanilloidinae |
|  |                  |

|  | Aenictinae                                                     |
|  |                                                                |
|  | Cerapachyinae                                                  |
|  |                                                                |
|  | Ecitoninae                                                     |
|  |                                                                |
|  | \| \| Aenictogitoninae \| \| \| \| \| \| Dorylinae \| \| \| \| |
|  |                                                                |
|  | Aenictogitoninae                                               |
|  |                                                                |
|  | Dorylinae                                                      |
|  |                                                                |

|  | Aenictogitoninae |
|  |                  |
|  | Dorylinae        |
|  |                  |

|  | Cerapachyinae    |
|  |                  |
|  | Leptanilloidinae |
|  |                  |

|  | Aenictinae                                                     |
|  |                                                                |
|  | Cerapachyinae                                                  |
|  |                                                                |
|  | Ecitoninae                                                     |
|  |                                                                |
|  | \| \| Aenictogitoninae \| \| \| \| \| \| Dorylinae \| \| \| \| |
|  |                                                                |
|  | Aenictogitoninae                                               |
|  |                                                                |
|  | Dorylinae                                                      |
|  |                                                                |

|  | Aenictogitoninae |
|  |                  |
|  | Dorylinae        |
|  |                  |

|  | Formicinae |
|  |            |
|  | Myrmicinae |
|  |            |

|  | Ectatomminae    |
|  |                 |
|  | Heteroponerinae |
|  |                 |

|  | Formicinae |
|  |            |
|  | Myrmicinae |
|  |            |

|  | Ectatomminae    |
|  |                 |
|  | Heteroponerinae |
|  |                 |

|  | Myrmeciinae      |
|  |                  |
|  | Pseudomyrmecinae |
|  |                  |

|  | Aneuretinae    |
|  |                |
|  | Dolichoderinae |
|  |                |

|  | Myrmeciinae      |
|  |                  |
|  | Pseudomyrmecinae |
|  |                  |

|  | Aneuretinae    |
|  |                |
|  | Dolichoderinae |
|  |                |

|  | Formicinae |
|  |            |
|  | Myrmicinae |
|  |            |

|  | Ectatomminae    |
|  |                 |
|  | Heteroponerinae |
|  |                 |

|  | Formicinae |
|  |            |
|  | Myrmicinae |
|  |            |

|  | Ectatomminae    |
|  |                 |
|  | Heteroponerinae |
|  |                 |

|  | Myrmeciinae      |
|  |                  |
|  | Pseudomyrmecinae |
|  |                  |

|  | Aneuretinae    |
|  |                |
|  | Dolichoderinae |
|  |                |

|  | Myrmeciinae      |
|  |                  |
|  | Pseudomyrmecinae |
|  |                  |

|  | Aneuretinae    |
|  |                |
|  | Dolichoderinae |
|  |                |

|  | Ponerinae                                                           |
|  |                                                                     |
|  | \| \| Agroecomyrmecinae \| \| \| \| \| \| Paraponerinae \| \| \| \| |
|  |                                                                     |
|  | Agroecomyrmecinae                                                   |
|  |                                                                     |
|  | Paraponerinae                                                       |
|  |                                                                     |

|  | Agroecomyrmecinae |
|  |                   |
|  | Paraponerinae     |
|  |                   |

|  | Ponerinae                                                           |
|  |                                                                     |
|  | \| \| Agroecomyrmecinae \| \| \| \| \| \| Paraponerinae \| \| \| \| |
|  |                                                                     |
|  | Agroecomyrmecinae                                                   |
|  |                                                                     |
|  | Paraponerinae                                                       |
|  |                                                                     |

|  | Agroecomyrmecinae |
|  |                   |
|  | Paraponerinae     |
|  |                   |

|  | Cerapachyinae    |
|  |                  |
|  | Leptanilloidinae |
|  |                  |

|  | Aenictinae                                                     |
|  |                                                                |
|  | Cerapachyinae                                                  |
|  |                                                                |
|  | Ecitoninae                                                     |
|  |                                                                |
|  | \| \| Aenictogitoninae \| \| \| \| \| \| Dorylinae \| \| \| \| |
|  |                                                                |
|  | Aenictogitoninae                                               |
|  |                                                                |
|  | Dorylinae                                                      |
|  |                                                                |

|  | Aenictogitoninae |
|  |                  |
|  | Dorylinae        |
|  |                  |

|  | Cerapachyinae    |
|  |                  |
|  | Leptanilloidinae |
|  |                  |

|  | Aenictinae                                                     |
|  |                                                                |
|  | Cerapachyinae                                                  |
|  |                                                                |
|  | Ecitoninae                                                     |
|  |                                                                |
|  | \| \| Aenictogitoninae \| \| \| \| \| \| Dorylinae \| \| \| \| |
|  |                                                                |
|  | Aenictogitoninae                                               |
|  |                                                                |
|  | Dorylinae                                                      |
|  |                                                                |

|  | Aenictogitoninae |
|  |                  |
|  | Dorylinae        |
|  |                  |

|  | Formicinae |
|  |            |
|  | Myrmicinae |
|  |            |

|  | Ectatomminae    |
|  |                 |
|  | Heteroponerinae |
|  |                 |

|  | Formicinae |
|  |            |
|  | Myrmicinae |
|  |            |

|  | Ectatomminae    |
|  |                 |
|  | Heteroponerinae |
|  |                 |

|  | Myrmeciinae      |
|  |                  |
|  | Pseudomyrmecinae |
|  |                  |

|  | Aneuretinae    |
|  |                |
|  | Dolichoderinae |
|  |                |

|  | Myrmeciinae      |
|  |                  |
|  | Pseudomyrmecinae |
|  |                  |

|  | Aneuretinae    |
|  |                |
|  | Dolichoderinae |
|  |                |

|  | Formicinae |
|  |            |
|  | Myrmicinae |
|  |            |

|  | Ectatomminae    |
|  |                 |
|  | Heteroponerinae |
|  |                 |

|  | Formicinae |
|  |            |
|  | Myrmicinae |
|  |            |

|  | Ectatomminae    |
|  |                 |
|  | Heteroponerinae |
|  |                 |

|  | Myrmeciinae      |
|  |                  |
|  | Pseudomyrmecinae |
|  |                  |

|  | Aneuretinae    |
|  |                |
|  | Dolichoderinae |
|  |                |

|  | Myrmeciinae      |
|  |                  |
|  | Pseudomyrmecinae |
|  |                  |

|  | Aneuretinae    |
|  |                |
|  | Dolichoderinae |
|  |                |

|  | Cerapachyinae    |
|  |                  |
|  | Leptanilloidinae |
|  |                  |

|  | Aenictinae                                                     |
|  |                                                                |
|  | Cerapachyinae                                                  |
|  |                                                                |
|  | Ecitoninae                                                     |
|  |                                                                |
|  | \| \| Aenictogitoninae \| \| \| \| \| \| Dorylinae \| \| \| \| |
|  |                                                                |
|  | Aenictogitoninae                                               |
|  |                                                                |
|  | Dorylinae                                                      |
|  |                                                                |

|  | Aenictogitoninae |
|  |                  |
|  | Dorylinae        |
|  |                  |

|  | Cerapachyinae    |
|  |                  |
|  | Leptanilloidinae |
|  |                  |

|  | Aenictinae                                                     |
|  |                                                                |
|  | Cerapachyinae                                                  |
|  |                                                                |
|  | Ecitoninae                                                     |
|  |                                                                |
|  | \| \| Aenictogitoninae \| \| \| \| \| \| Dorylinae \| \| \| \| |
|  |                                                                |
|  | Aenictogitoninae                                               |
|  |                                                                |
|  | Dorylinae                                                      |
|  |                                                                |

|  | Aenictogitoninae |
|  |                  |
|  | Dorylinae        |
|  |                  |

|  | Formicinae |
|  |            |
|  | Myrmicinae |
|  |            |

|  | Ectatomminae    |
|  |                 |
|  | Heteroponerinae |
|  |                 |

|  | Formicinae |
|  |            |
|  | Myrmicinae |
|  |            |

|  | Ectatomminae    |
|  |                 |
|  | Heteroponerinae |
|  |                 |

|  | Myrmeciinae      |
|  |                  |
|  | Pseudomyrmecinae |
|  |                  |

|  | Aneuretinae    |
|  |                |
|  | Dolichoderinae |
|  |                |

|  | Myrmeciinae      |
|  |                  |
|  | Pseudomyrmecinae |
|  |                  |

|  | Aneuretinae    |
|  |                |
|  | Dolichoderinae |
|  |                |

|  | Formicinae |
|  |            |
|  | Myrmicinae |
|  |            |

|  | Ectatomminae    |
|  |                 |
|  | Heteroponerinae |
|  |                 |

|  | Formicinae |
|  |            |
|  | Myrmicinae |
|  |            |

|  | Ectatomminae    |
|  |                 |
|  | Heteroponerinae |
|  |                 |

|  | Myrmeciinae      |
|  |                  |
|  | Pseudomyrmecinae |
|  |                  |

|  | Aneuretinae    |
|  |                |
|  | Dolichoderinae |
|  |                |

|  | Myrmeciinae      |
|  |                  |
|  | Pseudomyrmecinae |
|  |                  |

|  | Aneuretinae    |
|  |                |
|  | Dolichoderinae |
|  |                |

|  | Ponerinae                                                           |
|  |                                                                     |
|  | \| \| Agroecomyrmecinae \| \| \| \| \| \| Paraponerinae \| \| \| \| |
|  |                                                                     |
|  | Agroecomyrmecinae                                                   |
|  |                                                                     |
|  | Paraponerinae                                                       |
|  |                                                                     |

|  | Agroecomyrmecinae |
|  |                   |
|  | Paraponerinae     |
|  |                   |

|  | Ponerinae                                                           |
|  |                                                                     |
|  | \| \| Agroecomyrmecinae \| \| \| \| \| \| Paraponerinae \| \| \| \| |
|  |                                                                     |
|  | Agroecomyrmecinae                                                   |
|  |                                                                     |
|  | Paraponerinae                                                       |
|  |                                                                     |

|  | Agroecomyrmecinae |
|  |                   |
|  | Paraponerinae     |
|  |                   |

|  | Cerapachyinae    |
|  |                  |
|  | Leptanilloidinae |
|  |                  |

|  | Aenictinae                                                     |
|  |                                                                |
|  | Cerapachyinae                                                  |
|  |                                                                |
|  | Ecitoninae                                                     |
|  |                                                                |
|  | \| \| Aenictogitoninae \| \| \| \| \| \| Dorylinae \| \| \| \| |
|  |                                                                |
|  | Aenictogitoninae                                               |
|  |                                                                |
|  | Dorylinae                                                      |
|  |                                                                |

|  | Aenictogitoninae |
|  |                  |
|  | Dorylinae        |
|  |                  |

|  | Cerapachyinae    |
|  |                  |
|  | Leptanilloidinae |
|  |                  |

|  | Aenictinae                                                     |
|  |                                                                |
|  | Cerapachyinae                                                  |
|  |                                                                |
|  | Ecitoninae                                                     |
|  |                                                                |
|  | \| \| Aenictogitoninae \| \| \| \| \| \| Dorylinae \| \| \| \| |
|  |                                                                |
|  | Aenictogitoninae                                               |
|  |                                                                |
|  | Dorylinae                                                      |
|  |                                                                |

|  | Aenictogitoninae |
|  |                  |
|  | Dorylinae        |
|  |                  |

|  | Formicinae |
|  |            |
|  | Myrmicinae |
|  |            |

|  | Ectatomminae    |
|  |                 |
|  | Heteroponerinae |
|  |                 |

|  | Formicinae |
|  |            |
|  | Myrmicinae |
|  |            |

|  | Ectatomminae    |
|  |                 |
|  | Heteroponerinae |
|  |                 |

|  | Myrmeciinae      |
|  |                  |
|  | Pseudomyrmecinae |
|  |                  |

|  | Aneuretinae    |
|  |                |
|  | Dolichoderinae |
|  |                |

|  | Myrmeciinae      |
|  |                  |
|  | Pseudomyrmecinae |
|  |                  |

|  | Aneuretinae    |
|  |                |
|  | Dolichoderinae |
|  |                |

|  | Formicinae |
|  |            |
|  | Myrmicinae |
|  |            |

|  | Ectatomminae    |
|  |                 |
|  | Heteroponerinae |
|  |                 |

|  | Formicinae |
|  |            |
|  | Myrmicinae |
|  |            |

|  | Ectatomminae    |
|  |                 |
|  | Heteroponerinae |
|  |                 |

|  | Myrmeciinae      |
|  |                  |
|  | Pseudomyrmecinae |
|  |                  |

|  | Aneuretinae    |
|  |                |
|  | Dolichoderinae |
|  |                |

|  | Myrmeciinae      |
|  |                  |
|  | Pseudomyrmecinae |
|  |                  |

|  | Aneuretinae    |
|  |                |
|  | Dolichoderinae |
|  |                |

|  | Cerapachyinae    |
|  |                  |
|  | Leptanilloidinae |
|  |                  |

|  | Aenictinae                                                     |
|  |                                                                |
|  | Cerapachyinae                                                  |
|  |                                                                |
|  | Ecitoninae                                                     |
|  |                                                                |
|  | \| \| Aenictogitoninae \| \| \| \| \| \| Dorylinae \| \| \| \| |
|  |                                                                |
|  | Aenictogitoninae                                               |
|  |                                                                |
|  | Dorylinae                                                      |
|  |                                                                |

|  | Aenictogitoninae |
|  |                  |
|  | Dorylinae        |
|  |                  |

|  | Cerapachyinae    |
|  |                  |
|  | Leptanilloidinae |
|  |                  |

|  | Aenictinae                                                     |
|  |                                                                |
|  | Cerapachyinae                                                  |
|  |                                                                |
|  | Ecitoninae                                                     |
|  |                                                                |
|  | \| \| Aenictogitoninae \| \| \| \| \| \| Dorylinae \| \| \| \| |
|  |                                                                |
|  | Aenictogitoninae                                               |
|  |                                                                |
|  | Dorylinae                                                      |
|  |                                                                |

|  | Aenictogitoninae |
|  |                  |
|  | Dorylinae        |
|  |                  |

|  | Formicinae |
|  |            |
|  | Myrmicinae |
|  |            |

|  | Ectatomminae    |
|  |                 |
|  | Heteroponerinae |
|  |                 |

|  | Formicinae |
|  |            |
|  | Myrmicinae |
|  |            |

|  | Ectatomminae    |
|  |                 |
|  | Heteroponerinae |
|  |                 |

|  | Myrmeciinae      |
|  |                  |
|  | Pseudomyrmecinae |
|  |                  |

|  | Aneuretinae    |
|  |                |
|  | Dolichoderinae |
|  |                |

|  | Myrmeciinae      |
|  |                  |
|  | Pseudomyrmecinae |
|  |                  |

|  | Aneuretinae    |
|  |                |
|  | Dolichoderinae |
|  |                |

|  | Formicinae |
|  |            |
|  | Myrmicinae |
|  |            |

|  | Ectatomminae    |
|  |                 |
|  | Heteroponerinae |
|  |                 |

|  | Formicinae |
|  |            |
|  | Myrmicinae |
|  |            |

|  | Ectatomminae    |
|  |                 |
|  | Heteroponerinae |
|  |                 |

|  | Myrmeciinae      |
|  |                  |
|  | Pseudomyrmecinae |
|  |                  |

|  | Aneuretinae    |
|  |                |
|  | Dolichoderinae |
|  |                |

|  | Myrmeciinae      |
|  |                  |
|  | Pseudomyrmecinae |
|  |                  |

|  | Aneuretinae    |
|  |                |
|  | Dolichoderinae |
|  |                |

|  | Ponerinae                                                           |
|  |                                                                     |
|  | \| \| Agroecomyrmecinae \| \| \| \| \| \| Paraponerinae \| \| \| \| |
|  |                                                                     |
|  | Agroecomyrmecinae                                                   |
|  |                                                                     |
|  | Paraponerinae                                                       |
|  |                                                                     |

|  | Agroecomyrmecinae |
|  |                   |
|  | Paraponerinae     |
|  |                   |

|  | Ponerinae                                                           |
|  |                                                                     |
|  | \| \| Agroecomyrmecinae \| \| \| \| \| \| Paraponerinae \| \| \| \| |
|  |                                                                     |
|  | Agroecomyrmecinae                                                   |
|  |                                                                     |
|  | Paraponerinae                                                       |
|  |                                                                     |

|  | Agroecomyrmecinae |
|  |                   |
|  | Paraponerinae     |
|  |                   |

|  | Cerapachyinae    |
|  |                  |
|  | Leptanilloidinae |
|  |                  |

|  | Aenictinae                                                     |
|  |                                                                |
|  | Cerapachyinae                                                  |
|  |                                                                |
|  | Ecitoninae                                                     |
|  |                                                                |
|  | \| \| Aenictogitoninae \| \| \| \| \| \| Dorylinae \| \| \| \| |
|  |                                                                |
|  | Aenictogitoninae                                               |
|  |                                                                |
|  | Dorylinae                                                      |
|  |                                                                |

|  | Aenictogitoninae |
|  |                  |
|  | Dorylinae        |
|  |                  |

|  | Cerapachyinae    |
|  |                  |
|  | Leptanilloidinae |
|  |                  |

|  | Aenictinae                                                     |
|  |                                                                |
|  | Cerapachyinae                                                  |
|  |                                                                |
|  | Ecitoninae                                                     |
|  |                                                                |
|  | \| \| Aenictogitoninae \| \| \| \| \| \| Dorylinae \| \| \| \| |
|  |                                                                |
|  | Aenictogitoninae                                               |
|  |                                                                |
|  | Dorylinae                                                      |
|  |                                                                |

|  | Aenictogitoninae |
|  |                  |
|  | Dorylinae        |
|  |                  |

|  | Formicinae |
|  |            |
|  | Myrmicinae |
|  |            |

|  | Ectatomminae    |
|  |                 |
|  | Heteroponerinae |
|  |                 |

|  | Formicinae |
|  |            |
|  | Myrmicinae |
|  |            |

|  | Ectatomminae    |
|  |                 |
|  | Heteroponerinae |
|  |                 |

|  | Myrmeciinae      |
|  |                  |
|  | Pseudomyrmecinae |
|  |                  |

|  | Aneuretinae    |
|  |                |
|  | Dolichoderinae |
|  |                |

|  | Myrmeciinae      |
|  |                  |
|  | Pseudomyrmecinae |
|  |                  |

|  | Aneuretinae    |
|  |                |
|  | Dolichoderinae |
|  |                |

|  | Formicinae |
|  |            |
|  | Myrmicinae |
|  |            |

|  | Ectatomminae    |
|  |                 |
|  | Heteroponerinae |
|  |                 |

|  | Formicinae |
|  |            |
|  | Myrmicinae |
|  |            |

|  | Ectatomminae    |
|  |                 |
|  | Heteroponerinae |
|  |                 |

|  | Myrmeciinae      |
|  |                  |
|  | Pseudomyrmecinae |
|  |                  |

|  | Aneuretinae    |
|  |                |
|  | Dolichoderinae |
|  |                |

|  | Myrmeciinae      |
|  |                  |
|  | Pseudomyrmecinae |
|  |                  |

|  | Aneuretinae    |
|  |                |
|  | Dolichoderinae |
|  |                |

|  | Cerapachyinae    |
|  |                  |
|  | Leptanilloidinae |
|  |                  |

|  | Aenictinae                                                     |
|  |                                                                |
|  | Cerapachyinae                                                  |
|  |                                                                |
|  | Ecitoninae                                                     |
|  |                                                                |
|  | \| \| Aenictogitoninae \| \| \| \| \| \| Dorylinae \| \| \| \| |
|  |                                                                |
|  | Aenictogitoninae                                               |
|  |                                                                |
|  | Dorylinae                                                      |
|  |                                                                |

|  | Aenictogitoninae |
|  |                  |
|  | Dorylinae        |
|  |                  |

|  | Cerapachyinae    |
|  |                  |
|  | Leptanilloidinae |
|  |                  |

|  | Aenictinae                                                     |
|  |                                                                |
|  | Cerapachyinae                                                  |
|  |                                                                |
|  | Ecitoninae                                                     |
|  |                                                                |
|  | \| \| Aenictogitoninae \| \| \| \| \| \| Dorylinae \| \| \| \| |
|  |                                                                |
|  | Aenictogitoninae                                               |
|  |                                                                |
|  | Dorylinae                                                      |
|  |                                                                |

|  | Aenictogitoninae |
|  |                  |
|  | Dorylinae        |
|  |                  |

|  | Formicinae |
|  |            |
|  | Myrmicinae |
|  |            |

|  | Ectatomminae    |
|  |                 |
|  | Heteroponerinae |
|  |                 |

|  | Formicinae |
|  |            |
|  | Myrmicinae |
|  |            |

|  | Ectatomminae    |
|  |                 |
|  | Heteroponerinae |
|  |                 |

|  | Myrmeciinae      |
|  |                  |
|  | Pseudomyrmecinae |
|  |                  |

|  | Aneuretinae    |
|  |                |
|  | Dolichoderinae |
|  |                |

|  | Myrmeciinae      |
|  |                  |
|  | Pseudomyrmecinae |
|  |                  |

|  | Aneuretinae    |
|  |                |
|  | Dolichoderinae |
|  |                |

|  | Formicinae |
|  |            |
|  | Myrmicinae |
|  |            |

|  | Ectatomminae    |
|  |                 |
|  | Heteroponerinae |
|  |                 |

|  | Formicinae |
|  |            |
|  | Myrmicinae |
|  |            |

|  | Ectatomminae    |
|  |                 |
|  | Heteroponerinae |
|  |                 |

|  | Myrmeciinae      |
|  |                  |
|  | Pseudomyrmecinae |
|  |                  |

|  | Aneuretinae    |
|  |                |
|  | Dolichoderinae |
|  |                |

|  | Myrmeciinae      |
|  |                  |
|  | Pseudomyrmecinae |
|  |                  |

|  | Aneuretinae    |
|  |                |
|  | Dolichoderinae |
|  |                |

|  | Ponerinae                                                           |
|  |                                                                     |
|  | \| \| Agroecomyrmecinae \| \| \| \| \| \| Paraponerinae \| \| \| \| |
|  |                                                                     |
|  | Agroecomyrmecinae                                                   |
|  |                                                                     |
|  | Paraponerinae                                                       |
|  |                                                                     |

|  | Agroecomyrmecinae |
|  |                   |
|  | Paraponerinae     |
|  |                   |

|  | Ponerinae                                                           |
|  |                                                                     |
|  | \| \| Agroecomyrmecinae \| \| \| \| \| \| Paraponerinae \| \| \| \| |
|  |                                                                     |
|  | Agroecomyrmecinae                                                   |
|  |                                                                     |
|  | Paraponerinae                                                       |
|  |                                                                     |

|  | Agroecomyrmecinae |
|  |                   |
|  | Paraponerinae     |
|  |                   |

|  | Cerapachyinae    |
|  |                  |
|  | Leptanilloidinae |
|  |                  |

|  | Aenictinae                                                     |
|  |                                                                |
|  | Cerapachyinae                                                  |
|  |                                                                |
|  | Ecitoninae                                                     |
|  |                                                                |
|  | \| \| Aenictogitoninae \| \| \| \| \| \| Dorylinae \| \| \| \| |
|  |                                                                |
|  | Aenictogitoninae                                               |
|  |                                                                |
|  | Dorylinae                                                      |
|  |                                                                |

|  | Aenictogitoninae |
|  |                  |
|  | Dorylinae        |
|  |                  |

|  | Cerapachyinae    |
|  |                  |
|  | Leptanilloidinae |
|  |                  |

|  | Aenictinae                                                     |
|  |                                                                |
|  | Cerapachyinae                                                  |
|  |                                                                |
|  | Ecitoninae                                                     |
|  |                                                                |
|  | \| \| Aenictogitoninae \| \| \| \| \| \| Dorylinae \| \| \| \| |
|  |                                                                |
|  | Aenictogitoninae                                               |
|  |                                                                |
|  | Dorylinae                                                      |
|  |                                                                |

|  | Aenictogitoninae |
|  |                  |
|  | Dorylinae        |
|  |                  |

|  | Formicinae |
|  |            |
|  | Myrmicinae |
|  |            |

|  | Ectatomminae    |
|  |                 |
|  | Heteroponerinae |
|  |                 |

|  | Formicinae |
|  |            |
|  | Myrmicinae |
|  |            |

|  | Ectatomminae    |
|  |                 |
|  | Heteroponerinae |
|  |                 |

|  | Myrmeciinae      |
|  |                  |
|  | Pseudomyrmecinae |
|  |                  |

|  | Aneuretinae    |
|  |                |
|  | Dolichoderinae |
|  |                |

|  | Myrmeciinae      |
|  |                  |
|  | Pseudomyrmecinae |
|  |                  |

|  | Aneuretinae    |
|  |                |
|  | Dolichoderinae |
|  |                |

|  | Formicinae |
|  |            |
|  | Myrmicinae |
|  |            |

|  | Ectatomminae    |
|  |                 |
|  | Heteroponerinae |
|  |                 |

|  | Formicinae |
|  |            |
|  | Myrmicinae |
|  |            |

|  | Ectatomminae    |
|  |                 |
|  | Heteroponerinae |
|  |                 |

|  | Myrmeciinae      |
|  |                  |
|  | Pseudomyrmecinae |
|  |                  |

|  | Aneuretinae    |
|  |                |
|  | Dolichoderinae |
|  |                |

|  | Myrmeciinae      |
|  |                  |
|  | Pseudomyrmecinae |
|  |                  |

|  | Aneuretinae    |
|  |                |
|  | Dolichoderinae |
|  |                |

|  | Cerapachyinae    |
|  |                  |
|  | Leptanilloidinae |
|  |                  |

|  | Aenictinae                                                     |
|  |                                                                |
|  | Cerapachyinae                                                  |
|  |                                                                |
|  | Ecitoninae                                                     |
|  |                                                                |
|  | \| \| Aenictogitoninae \| \| \| \| \| \| Dorylinae \| \| \| \| |
|  |                                                                |
|  | Aenictogitoninae                                               |
|  |                                                                |
|  | Dorylinae                                                      |
|  |                                                                |

|  | Aenictogitoninae |
|  |                  |
|  | Dorylinae        |
|  |                  |

|  | Cerapachyinae    |
|  |                  |
|  | Leptanilloidinae |
|  |                  |

|  | Aenictinae                                                     |
|  |                                                                |
|  | Cerapachyinae                                                  |
|  |                                                                |
|  | Ecitoninae                                                     |
|  |                                                                |
|  | \| \| Aenictogitoninae \| \| \| \| \| \| Dorylinae \| \| \| \| |
|  |                                                                |
|  | Aenictogitoninae                                               |
|  |                                                                |
|  | Dorylinae                                                      |
|  |                                                                |

|  | Aenictogitoninae |
|  |                  |
|  | Dorylinae        |
|  |                  |

|  | Formicinae |
|  |            |
|  | Myrmicinae |
|  |            |

|  | Ectatomminae    |
|  |                 |
|  | Heteroponerinae |
|  |                 |

|  | Formicinae |
|  |            |
|  | Myrmicinae |
|  |            |

|  | Ectatomminae    |
|  |                 |
|  | Heteroponerinae |
|  |                 |

|  | Myrmeciinae      |
|  |                  |
|  | Pseudomyrmecinae |
|  |                  |

|  | Aneuretinae    |
|  |                |
|  | Dolichoderinae |
|  |                |

|  | Myrmeciinae      |
|  |                  |
|  | Pseudomyrmecinae |
|  |                  |

|  | Aneuretinae    |
|  |                |
|  | Dolichoderinae |
|  |                |

|  | Formicinae |
|  |            |
|  | Myrmicinae |
|  |            |

|  | Ectatomminae    |
|  |                 |
|  | Heteroponerinae |
|  |                 |

|  | Formicinae |
|  |            |
|  | Myrmicinae |
|  |            |

|  | Ectatomminae    |
|  |                 |
|  | Heteroponerinae |
|  |                 |

|  | Myrmeciinae      |
|  |                  |
|  | Pseudomyrmecinae |
|  |                  |

|  | Aneuretinae    |
|  |                |
|  | Dolichoderinae |
|  |                |

|  | Myrmeciinae      |
|  |                  |
|  | Pseudomyrmecinae |
|  |                  |

|  | Aneuretinae    |
|  |                |
|  | Dolichoderinae |
|  |                |

|  | Ponerinae                                                           |
|  |                                                                     |
|  | \| \| Agroecomyrmecinae \| \| \| \| \| \| Paraponerinae \| \| \| \| |
|  |                                                                     |
|  | Agroecomyrmecinae                                                   |
|  |                                                                     |
|  | Paraponerinae                                                       |
|  |                                                                     |

|  | Agroecomyrmecinae |
|  |                   |
|  | Paraponerinae     |
|  |                   |

|  | Ponerinae                                                           |
|  |                                                                     |
|  | \| \| Agroecomyrmecinae \| \| \| \| \| \| Paraponerinae \| \| \| \| |
|  |                                                                     |
|  | Agroecomyrmecinae                                                   |
|  |                                                                     |
|  | Paraponerinae                                                       |
|  |                                                                     |

|  | Agroecomyrmecinae |
|  |                   |
|  | Paraponerinae     |
|  |                   |

|  | Cerapachyinae    |
|  |                  |
|  | Leptanilloidinae |
|  |                  |

|  | Aenictinae                                                     |
|  |                                                                |
|  | Cerapachyinae                                                  |
|  |                                                                |
|  | Ecitoninae                                                     |
|  |                                                                |
|  | \| \| Aenictogitoninae \| \| \| \| \| \| Dorylinae \| \| \| \| |
|  |                                                                |
|  | Aenictogitoninae                                               |
|  |                                                                |
|  | Dorylinae                                                      |
|  |                                                                |

|  | Aenictogitoninae |
|  |                  |
|  | Dorylinae        |
|  |                  |

|  | Cerapachyinae    |
|  |                  |
|  | Leptanilloidinae |
|  |                  |

|  | Aenictinae                                                     |
|  |                                                                |
|  | Cerapachyinae                                                  |
|  |                                                                |
|  | Ecitoninae                                                     |
|  |                                                                |
|  | \| \| Aenictogitoninae \| \| \| \| \| \| Dorylinae \| \| \| \| |
|  |                                                                |
|  | Aenictogitoninae                                               |
|  |                                                                |
|  | Dorylinae                                                      |
|  |                                                                |

|  | Aenictogitoninae |
|  |                  |
|  | Dorylinae        |
|  |                  |

|  | Formicinae |
|  |            |
|  | Myrmicinae |
|  |            |

|  | Ectatomminae    |
|  |                 |
|  | Heteroponerinae |
|  |                 |

|  | Formicinae |
|  |            |
|  | Myrmicinae |
|  |            |

|  | Ectatomminae    |
|  |                 |
|  | Heteroponerinae |
|  |                 |

|  | Myrmeciinae      |
|  |                  |
|  | Pseudomyrmecinae |
|  |                  |

|  | Aneuretinae    |
|  |                |
|  | Dolichoderinae |
|  |                |

|  | Myrmeciinae      |
|  |                  |
|  | Pseudomyrmecinae |
|  |                  |

|  | Aneuretinae    |
|  |                |
|  | Dolichoderinae |
|  |                |

|  | Formicinae |
|  |            |
|  | Myrmicinae |
|  |            |

|  | Ectatomminae    |
|  |                 |
|  | Heteroponerinae |
|  |                 |

|  | Formicinae |
|  |            |
|  | Myrmicinae |
|  |            |

|  | Ectatomminae    |
|  |                 |
|  | Heteroponerinae |
|  |                 |

|  | Myrmeciinae      |
|  |                  |
|  | Pseudomyrmecinae |
|  |                  |

|  | Aneuretinae    |
|  |                |
|  | Dolichoderinae |
|  |                |

|  | Myrmeciinae      |
|  |                  |
|  | Pseudomyrmecinae |
|  |                  |

|  | Aneuretinae    |
|  |                |
|  | Dolichoderinae |
|  |                |

|  | Cerapachyinae    |
|  |                  |
|  | Leptanilloidinae |
|  |                  |

|  | Aenictinae                                                     |
|  |                                                                |
|  | Cerapachyinae                                                  |
|  |                                                                |
|  | Ecitoninae                                                     |
|  |                                                                |
|  | \| \| Aenictogitoninae \| \| \| \| \| \| Dorylinae \| \| \| \| |
|  |                                                                |
|  | Aenictogitoninae                                               |
|  |                                                                |
|  | Dorylinae                                                      |
|  |                                                                |

|  | Aenictogitoninae |
|  |                  |
|  | Dorylinae        |
|  |                  |

|  | Cerapachyinae    |
|  |                  |
|  | Leptanilloidinae |
|  |                  |

|  | Aenictinae                                                     |
|  |                                                                |
|  | Cerapachyinae                                                  |
|  |                                                                |
|  | Ecitoninae                                                     |
|  |                                                                |
|  | \| \| Aenictogitoninae \| \| \| \| \| \| Dorylinae \| \| \| \| |
|  |                                                                |
|  | Aenictogitoninae                                               |
|  |                                                                |
|  | Dorylinae                                                      |
|  |                                                                |

|  | Aenictogitoninae |
|  |                  |
|  | Dorylinae        |
|  |                  |

|  | Formicinae |
|  |            |
|  | Myrmicinae |
|  |            |

|  | Ectatomminae    |
|  |                 |
|  | Heteroponerinae |
|  |                 |

|  | Formicinae |
|  |            |
|  | Myrmicinae |
|  |            |

|  | Ectatomminae    |
|  |                 |
|  | Heteroponerinae |
|  |                 |

|  | Myrmeciinae      |
|  |                  |
|  | Pseudomyrmecinae |
|  |                  |

|  | Aneuretinae    |
|  |                |
|  | Dolichoderinae |
|  |                |

|  | Myrmeciinae      |
|  |                  |
|  | Pseudomyrmecinae |
|  |                  |

|  | Aneuretinae    |
|  |                |
|  | Dolichoderinae |
|  |                |

|  | Formicinae |
|  |            |
|  | Myrmicinae |
|  |            |

|  | Ectatomminae    |
|  |                 |
|  | Heteroponerinae |
|  |                 |

|  | Formicinae |
|  |            |
|  | Myrmicinae |
|  |            |

|  | Ectatomminae    |
|  |                 |
|  | Heteroponerinae |
|  |                 |

|  | Myrmeciinae      |
|  |                  |
|  | Pseudomyrmecinae |
|  |                  |

|  | Aneuretinae    |
|  |                |
|  | Dolichoderinae |
|  |                |

|  | Myrmeciinae      |
|  |                  |
|  | Pseudomyrmecinae |
|  |                  |

|  | Aneuretinae    |
|  |                |
|  | Dolichoderinae |
|  |                |

|  | Ponerinae                                                           |
|  |                                                                     |
|  | \| \| Agroecomyrmecinae \| \| \| \| \| \| Paraponerinae \| \| \| \| |
|  |                                                                     |
|  | Agroecomyrmecinae                                                   |
|  |                                                                     |
|  | Paraponerinae                                                       |
|  |                                                                     |

|  | Agroecomyrmecinae |
|  |                   |
|  | Paraponerinae     |
|  |                   |

|  | Ponerinae                                                           |
|  |                                                                     |
|  | \| \| Agroecomyrmecinae \| \| \| \| \| \| Paraponerinae \| \| \| \| |
|  |                                                                     |
|  | Agroecomyrmecinae                                                   |
|  |                                                                     |
|  | Paraponerinae                                                       |
|  |                                                                     |

|  | Agroecomyrmecinae |
|  |                   |
|  | Paraponerinae     |
|  |                   |

|  | Cerapachyinae    |
|  |                  |
|  | Leptanilloidinae |
|  |                  |

|  | Aenictinae                                                     |
|  |                                                                |
|  | Cerapachyinae                                                  |
|  |                                                                |
|  | Ecitoninae                                                     |
|  |                                                                |
|  | \| \| Aenictogitoninae \| \| \| \| \| \| Dorylinae \| \| \| \| |
|  |                                                                |
|  | Aenictogitoninae                                               |
|  |                                                                |
|  | Dorylinae                                                      |
|  |                                                                |

|  | Aenictogitoninae |
|  |                  |
|  | Dorylinae        |
|  |                  |

|  | Cerapachyinae    |
|  |                  |
|  | Leptanilloidinae |
|  |                  |

|  | Aenictinae                                                     |
|  |                                                                |
|  | Cerapachyinae                                                  |
|  |                                                                |
|  | Ecitoninae                                                     |
|  |                                                                |
|  | \| \| Aenictogitoninae \| \| \| \| \| \| Dorylinae \| \| \| \| |
|  |                                                                |
|  | Aenictogitoninae                                               |
|  |                                                                |
|  | Dorylinae                                                      |
|  |                                                                |

|  | Aenictogitoninae |
|  |                  |
|  | Dorylinae        |
|  |                  |

|  | Formicinae |
|  |            |
|  | Myrmicinae |
|  |            |

|  | Ectatomminae    |
|  |                 |
|  | Heteroponerinae |
|  |                 |

|  | Formicinae |
|  |            |
|  | Myrmicinae |
|  |            |

|  | Ectatomminae    |
|  |                 |
|  | Heteroponerinae |
|  |                 |

|  | Myrmeciinae      |
|  |                  |
|  | Pseudomyrmecinae |
|  |                  |

|  | Aneuretinae    |
|  |                |
|  | Dolichoderinae |
|  |                |

|  | Myrmeciinae      |
|  |                  |
|  | Pseudomyrmecinae |
|  |                  |

|  | Aneuretinae    |
|  |                |
|  | Dolichoderinae |
|  |                |

|  | Formicinae |
|  |            |
|  | Myrmicinae |
|  |            |

|  | Ectatomminae    |
|  |                 |
|  | Heteroponerinae |
|  |                 |

|  | Formicinae |
|  |            |
|  | Myrmicinae |
|  |            |

|  | Ectatomminae    |
|  |                 |
|  | Heteroponerinae |
|  |                 |

|  | Myrmeciinae      |
|  |                  |
|  | Pseudomyrmecinae |
|  |                  |

|  | Aneuretinae    |
|  |                |
|  | Dolichoderinae |
|  |                |

|  | Myrmeciinae      |
|  |                  |
|  | Pseudomyrmecinae |
|  |                  |

|  | Aneuretinae    |
|  |                |
|  | Dolichoderinae |
|  |                |

|  | Cerapachyinae    |
|  |                  |
|  | Leptanilloidinae |
|  |                  |

|  | Aenictinae                                                     |
|  |                                                                |
|  | Cerapachyinae                                                  |
|  |                                                                |
|  | Ecitoninae                                                     |
|  |                                                                |
|  | \| \| Aenictogitoninae \| \| \| \| \| \| Dorylinae \| \| \| \| |
|  |                                                                |
|  | Aenictogitoninae                                               |
|  |                                                                |
|  | Dorylinae                                                      |
|  |                                                                |

|  | Aenictogitoninae |
|  |                  |
|  | Dorylinae        |
|  |                  |

|  | Cerapachyinae    |
|  |                  |
|  | Leptanilloidinae |
|  |                  |

|  | Aenictinae                                                     |
|  |                                                                |
|  | Cerapachyinae                                                  |
|  |                                                                |
|  | Ecitoninae                                                     |
|  |                                                                |
|  | \| \| Aenictogitoninae \| \| \| \| \| \| Dorylinae \| \| \| \| |
|  |                                                                |
|  | Aenictogitoninae                                               |
|  |                                                                |
|  | Dorylinae                                                      |
|  |                                                                |

|  | Aenictogitoninae |
|  |                  |
|  | Dorylinae        |
|  |                  |

|  | Formicinae |
|  |            |
|  | Myrmicinae |
|  |            |

|  | Ectatomminae    |
|  |                 |
|  | Heteroponerinae |
|  |                 |

|  | Formicinae |
|  |            |
|  | Myrmicinae |
|  |            |

|  | Ectatomminae    |
|  |                 |
|  | Heteroponerinae |
|  |                 |

|  | Myrmeciinae      |
|  |                  |
|  | Pseudomyrmecinae |
|  |                  |

|  | Aneuretinae    |
|  |                |
|  | Dolichoderinae |
|  |                |

|  | Myrmeciinae      |
|  |                  |
|  | Pseudomyrmecinae |
|  |                  |

|  | Aneuretinae    |
|  |                |
|  | Dolichoderinae |
|  |                |

|  | Formicinae |
|  |            |
|  | Myrmicinae |
|  |            |

|  | Ectatomminae    |
|  |                 |
|  | Heteroponerinae |
|  |                 |

|  | Formicinae |
|  |            |
|  | Myrmicinae |
|  |            |

|  | Ectatomminae    |
|  |                 |
|  | Heteroponerinae |
|  |                 |

|  | Myrmeciinae      |
|  |                  |
|  | Pseudomyrmecinae |
|  |                  |

|  | Aneuretinae    |
|  |                |
|  | Dolichoderinae |
|  |                |

|  | Myrmeciinae      |
|  |                  |
|  | Pseudomyrmecinae |
|  |                  |

|  | Aneuretinae    |
|  |                |
|  | Dolichoderinae |
|  |                |

|  | Ponerinae                                                           |
|  |                                                                     |
|  | \| \| Agroecomyrmecinae \| \| \| \| \| \| Paraponerinae \| \| \| \| |
|  |                                                                     |
|  | Agroecomyrmecinae                                                   |
|  |                                                                     |
|  | Paraponerinae                                                       |
|  |                                                                     |

|  | Agroecomyrmecinae |
|  |                   |
|  | Paraponerinae     |
|  |                   |

|  | Ponerinae                                                           |
|  |                                                                     |
|  | \| \| Agroecomyrmecinae \| \| \| \| \| \| Paraponerinae \| \| \| \| |
|  |                                                                     |
|  | Agroecomyrmecinae                                                   |
|  |                                                                     |
|  | Paraponerinae                                                       |
|  |                                                                     |

|  | Agroecomyrmecinae |
|  |                   |
|  | Paraponerinae     |
|  |                   |

|  | Cerapachyinae    |
|  |                  |
|  | Leptanilloidinae |
|  |                  |

|  | Aenictinae                                                     |
|  |                                                                |
|  | Cerapachyinae                                                  |
|  |                                                                |
|  | Ecitoninae                                                     |
|  |                                                                |
|  | \| \| Aenictogitoninae \| \| \| \| \| \| Dorylinae \| \| \| \| |
|  |                                                                |
|  | Aenictogitoninae                                               |
|  |                                                                |
|  | Dorylinae                                                      |
|  |                                                                |

|  | Aenictogitoninae |
|  |                  |
|  | Dorylinae        |
|  |                  |

|  | Cerapachyinae    |
|  |                  |
|  | Leptanilloidinae |
|  |                  |

|  | Aenictinae                                                     |
|  |                                                                |
|  | Cerapachyinae                                                  |
|  |                                                                |
|  | Ecitoninae                                                     |
|  |                                                                |
|  | \| \| Aenictogitoninae \| \| \| \| \| \| Dorylinae \| \| \| \| |
|  |                                                                |
|  | Aenictogitoninae                                               |
|  |                                                                |
|  | Dorylinae                                                      |
|  |                                                                |

|  | Aenictogitoninae |
|  |                  |
|  | Dorylinae        |
|  |                  |

|  | Formicinae |
|  |            |
|  | Myrmicinae |
|  |            |

|  | Ectatomminae    |
|  |                 |
|  | Heteroponerinae |
|  |                 |

|  | Formicinae |
|  |            |
|  | Myrmicinae |
|  |            |

|  | Ectatomminae    |
|  |                 |
|  | Heteroponerinae |
|  |                 |

|  | Myrmeciinae      |
|  |                  |
|  | Pseudomyrmecinae |
|  |                  |

|  | Aneuretinae    |
|  |                |
|  | Dolichoderinae |
|  |                |

|  | Myrmeciinae      |
|  |                  |
|  | Pseudomyrmecinae |
|  |                  |

|  | Aneuretinae    |
|  |                |
|  | Dolichoderinae |
|  |                |

|  | Formicinae |
|  |            |
|  | Myrmicinae |
|  |            |

|  | Ectatomminae    |
|  |                 |
|  | Heteroponerinae |
|  |                 |

|  | Formicinae |
|  |            |
|  | Myrmicinae |
|  |            |

|  | Ectatomminae    |
|  |                 |
|  | Heteroponerinae |
|  |                 |

|  | Myrmeciinae      |
|  |                  |
|  | Pseudomyrmecinae |
|  |                  |

|  | Aneuretinae    |
|  |                |
|  | Dolichoderinae |
|  |                |

|  | Myrmeciinae      |
|  |                  |
|  | Pseudomyrmecinae |
|  |                  |

|  | Aneuretinae    |
|  |                |
|  | Dolichoderinae |
|  |                |

|  | Cerapachyinae    |
|  |                  |
|  | Leptanilloidinae |
|  |                  |

|  | Aenictinae                                                     |
|  |                                                                |
|  | Cerapachyinae                                                  |
|  |                                                                |
|  | Ecitoninae                                                     |
|  |                                                                |
|  | \| \| Aenictogitoninae \| \| \| \| \| \| Dorylinae \| \| \| \| |
|  |                                                                |
|  | Aenictogitoninae                                               |
|  |                                                                |
|  | Dorylinae                                                      |
|  |                                                                |

|  | Aenictogitoninae |
|  |                  |
|  | Dorylinae        |
|  |                  |

|  | Cerapachyinae    |
|  |                  |
|  | Leptanilloidinae |
|  |                  |

|  | Aenictinae                                                     |
|  |                                                                |
|  | Cerapachyinae                                                  |
|  |                                                                |
|  | Ecitoninae                                                     |
|  |                                                                |
|  | \| \| Aenictogitoninae \| \| \| \| \| \| Dorylinae \| \| \| \| |
|  |                                                                |
|  | Aenictogitoninae                                               |
|  |                                                                |
|  | Dorylinae                                                      |
|  |                                                                |

|  | Aenictogitoninae |
|  |                  |
|  | Dorylinae        |
|  |                  |

|  | Formicinae |
|  |            |
|  | Myrmicinae |
|  |            |

|  | Ectatomminae    |
|  |                 |
|  | Heteroponerinae |
|  |                 |

|  | Formicinae |
|  |            |
|  | Myrmicinae |
|  |            |

|  | Ectatomminae    |
|  |                 |
|  | Heteroponerinae |
|  |                 |

|  | Myrmeciinae      |
|  |                  |
|  | Pseudomyrmecinae |
|  |                  |

|  | Aneuretinae    |
|  |                |
|  | Dolichoderinae |
|  |                |

|  | Myrmeciinae      |
|  |                  |
|  | Pseudomyrmecinae |
|  |                  |

|  | Aneuretinae    |
|  |                |
|  | Dolichoderinae |
|  |                |

|  | Formicinae |
|  |            |
|  | Myrmicinae |
|  |            |

|  | Ectatomminae    |
|  |                 |
|  | Heteroponerinae |
|  |                 |

|  | Formicinae |
|  |            |
|  | Myrmicinae |
|  |            |

|  | Ectatomminae    |
|  |                 |
|  | Heteroponerinae |
|  |                 |

|  | Myrmeciinae      |
|  |                  |
|  | Pseudomyrmecinae |
|  |                  |

|  | Aneuretinae    |
|  |                |
|  | Dolichoderinae |
|  |                |

|  | Myrmeciinae      |
|  |                  |
|  | Pseudomyrmecinae |
|  |                  |

|  | Aneuretinae    |
|  |                |
|  | Dolichoderinae |
|  |                |

|  | Ponerinae                                                           |
|  |                                                                     |
|  | \| \| Agroecomyrmecinae \| \| \| \| \| \| Paraponerinae \| \| \| \| |
|  |                                                                     |
|  | Agroecomyrmecinae                                                   |
|  |                                                                     |
|  | Paraponerinae                                                       |
|  |                                                                     |

|  | Agroecomyrmecinae |
|  |                   |
|  | Paraponerinae     |
|  |                   |

|  | Ponerinae                                                           |
|  |                                                                     |
|  | \| \| Agroecomyrmecinae \| \| \| \| \| \| Paraponerinae \| \| \| \| |
|  |                                                                     |
|  | Agroecomyrmecinae                                                   |
|  |                                                                     |
|  | Paraponerinae                                                       |
|  |                                                                     |

|  | Agroecomyrmecinae |
|  |                   |
|  | Paraponerinae     |
|  |                   |

|  | Cerapachyinae    |
|  |                  |
|  | Leptanilloidinae |
|  |                  |

|  | Aenictinae                                                     |
|  |                                                                |
|  | Cerapachyinae                                                  |
|  |                                                                |
|  | Ecitoninae                                                     |
|  |                                                                |
|  | \| \| Aenictogitoninae \| \| \| \| \| \| Dorylinae \| \| \| \| |
|  |                                                                |
|  | Aenictogitoninae                                               |
|  |                                                                |
|  | Dorylinae                                                      |
|  |                                                                |

|  | Aenictogitoninae |
|  |                  |
|  | Dorylinae        |
|  |                  |

|  | Cerapachyinae    |
|  |                  |
|  | Leptanilloidinae |
|  |                  |

|  | Aenictinae                                                     |
|  |                                                                |
|  | Cerapachyinae                                                  |
|  |                                                                |
|  | Ecitoninae                                                     |
|  |                                                                |
|  | \| \| Aenictogitoninae \| \| \| \| \| \| Dorylinae \| \| \| \| |
|  |                                                                |
|  | Aenictogitoninae                                               |
|  |                                                                |
|  | Dorylinae                                                      |
|  |                                                                |

|  | Aenictogitoninae |
|  |                  |
|  | Dorylinae        |
|  |                  |

|  | Formicinae |
|  |            |
|  | Myrmicinae |
|  |            |

|  | Ectatomminae    |
|  |                 |
|  | Heteroponerinae |
|  |                 |

|  | Formicinae |
|  |            |
|  | Myrmicinae |
|  |            |

|  | Ectatomminae    |
|  |                 |
|  | Heteroponerinae |
|  |                 |

|  | Myrmeciinae      |
|  |                  |
|  | Pseudomyrmecinae |
|  |                  |

|  | Aneuretinae    |
|  |                |
|  | Dolichoderinae |
|  |                |

|  | Myrmeciinae      |
|  |                  |
|  | Pseudomyrmecinae |
|  |                  |

|  | Aneuretinae    |
|  |                |
|  | Dolichoderinae |
|  |                |

|  | Formicinae |
|  |            |
|  | Myrmicinae |
|  |            |

|  | Ectatomminae    |
|  |                 |
|  | Heteroponerinae |
|  |                 |

|  | Formicinae |
|  |            |
|  | Myrmicinae |
|  |            |

|  | Ectatomminae    |
|  |                 |
|  | Heteroponerinae |
|  |                 |

|  | Myrmeciinae      |
|  |                  |
|  | Pseudomyrmecinae |
|  |                  |

|  | Aneuretinae    |
|  |                |
|  | Dolichoderinae |
|  |                |

|  | Myrmeciinae      |
|  |                  |
|  | Pseudomyrmecinae |
|  |                  |

|  | Aneuretinae    |
|  |                |
|  | Dolichoderinae |
|  |                |

|  | Cerapachyinae    |
|  |                  |
|  | Leptanilloidinae |
|  |                  |

|  | Aenictinae                                                     |
|  |                                                                |
|  | Cerapachyinae                                                  |
|  |                                                                |
|  | Ecitoninae                                                     |
|  |                                                                |
|  | \| \| Aenictogitoninae \| \| \| \| \| \| Dorylinae \| \| \| \| |
|  |                                                                |
|  | Aenictogitoninae                                               |
|  |                                                                |
|  | Dorylinae                                                      |
|  |                                                                |

|  | Aenictogitoninae |
|  |                  |
|  | Dorylinae        |
|  |                  |

|  | Cerapachyinae    |
|  |                  |
|  | Leptanilloidinae |
|  |                  |

|  | Aenictinae                                                     |
|  |                                                                |
|  | Cerapachyinae                                                  |
|  |                                                                |
|  | Ecitoninae                                                     |
|  |                                                                |
|  | \| \| Aenictogitoninae \| \| \| \| \| \| Dorylinae \| \| \| \| |
|  |                                                                |
|  | Aenictogitoninae                                               |
|  |                                                                |
|  | Dorylinae                                                      |
|  |                                                                |

|  | Aenictogitoninae |
|  |                  |
|  | Dorylinae        |
|  |                  |

|  | Formicinae |
|  |            |
|  | Myrmicinae |
|  |            |

|  | Ectatomminae    |
|  |                 |
|  | Heteroponerinae |
|  |                 |

|  | Formicinae |
|  |            |
|  | Myrmicinae |
|  |            |

|  | Ectatomminae    |
|  |                 |
|  | Heteroponerinae |
|  |                 |

|  | Myrmeciinae      |
|  |                  |
|  | Pseudomyrmecinae |
|  |                  |

|  | Aneuretinae    |
|  |                |
|  | Dolichoderinae |
|  |                |

|  | Myrmeciinae      |
|  |                  |
|  | Pseudomyrmecinae |
|  |                  |

|  | Aneuretinae    |
|  |                |
|  | Dolichoderinae |
|  |                |

|  | Formicinae |
|  |            |
|  | Myrmicinae |
|  |            |

|  | Ectatomminae    |
|  |                 |
|  | Heteroponerinae |
|  |                 |

|  | Formicinae |
|  |            |
|  | Myrmicinae |
|  |            |

|  | Ectatomminae    |
|  |                 |
|  | Heteroponerinae |
|  |                 |

|  | Myrmeciinae      |
|  |                  |
|  | Pseudomyrmecinae |
|  |                  |

|  | Aneuretinae    |
|  |                |
|  | Dolichoderinae |
|  |                |

|  | Myrmeciinae      |
|  |                  |
|  | Pseudomyrmecinae |
|  |                  |

|  | Aneuretinae    |
|  |                |
|  | Dolichoderinae |
|  |                |

|  | Ponerinae                                                           |
|  |                                                                     |
|  | \| \| Agroecomyrmecinae \| \| \| \| \| \| Paraponerinae \| \| \| \| |
|  |                                                                     |
|  | Agroecomyrmecinae                                                   |
|  |                                                                     |
|  | Paraponerinae                                                       |
|  |                                                                     |

|  | Agroecomyrmecinae |
|  |                   |
|  | Paraponerinae     |
|  |                   |

|  | Ponerinae                                                           |
|  |                                                                     |
|  | \| \| Agroecomyrmecinae \| \| \| \| \| \| Paraponerinae \| \| \| \| |
|  |                                                                     |
|  | Agroecomyrmecinae                                                   |
|  |                                                                     |
|  | Paraponerinae                                                       |
|  |                                                                     |

|  | Agroecomyrmecinae |
|  |                   |
|  | Paraponerinae     |
|  |                   |

|  | Cerapachyinae    |
|  |                  |
|  | Leptanilloidinae |
|  |                  |

|  | Aenictinae                                                     |
|  |                                                                |
|  | Cerapachyinae                                                  |
|  |                                                                |
|  | Ecitoninae                                                     |
|  |                                                                |
|  | \| \| Aenictogitoninae \| \| \| \| \| \| Dorylinae \| \| \| \| |
|  |                                                                |
|  | Aenictogitoninae                                               |
|  |                                                                |
|  | Dorylinae                                                      |
|  |                                                                |

|  | Aenictogitoninae |
|  |                  |
|  | Dorylinae        |
|  |                  |

|  | Cerapachyinae    |
|  |                  |
|  | Leptanilloidinae |
|  |                  |

|  | Aenictinae                                                     |
|  |                                                                |
|  | Cerapachyinae                                                  |
|  |                                                                |
|  | Ecitoninae                                                     |
|  |                                                                |
|  | \| \| Aenictogitoninae \| \| \| \| \| \| Dorylinae \| \| \| \| |
|  |                                                                |
|  | Aenictogitoninae                                               |
|  |                                                                |
|  | Dorylinae                                                      |
|  |                                                                |

|  | Aenictogitoninae |
|  |                  |
|  | Dorylinae        |
|  |                  |

|  | Formicinae |
|  |            |
|  | Myrmicinae |
|  |            |

|  | Ectatomminae    |
|  |                 |
|  | Heteroponerinae |
|  |                 |

|  | Formicinae |
|  |            |
|  | Myrmicinae |
|  |            |

|  | Ectatomminae    |
|  |                 |
|  | Heteroponerinae |
|  |                 |

|  | Myrmeciinae      |
|  |                  |
|  | Pseudomyrmecinae |
|  |                  |

|  | Aneuretinae    |
|  |                |
|  | Dolichoderinae |
|  |                |

|  | Myrmeciinae      |
|  |                  |
|  | Pseudomyrmecinae |
|  |                  |

|  | Aneuretinae    |
|  |                |
|  | Dolichoderinae |
|  |                |

|  | Formicinae |
|  |            |
|  | Myrmicinae |
|  |            |

|  | Ectatomminae    |
|  |                 |
|  | Heteroponerinae |
|  |                 |

|  | Formicinae |
|  |            |
|  | Myrmicinae |
|  |            |

|  | Ectatomminae    |
|  |                 |
|  | Heteroponerinae |
|  |                 |

|  | Myrmeciinae      |
|  |                  |
|  | Pseudomyrmecinae |
|  |                  |

|  | Aneuretinae    |
|  |                |
|  | Dolichoderinae |
|  |                |

|  | Myrmeciinae      |
|  |                  |
|  | Pseudomyrmecinae |
|  |                  |

|  | Aneuretinae    |
|  |                |
|  | Dolichoderinae |
|  |                |

|  | Cerapachyinae    |
|  |                  |
|  | Leptanilloidinae |
|  |                  |

|  | Aenictinae                                                     |
|  |                                                                |
|  | Cerapachyinae                                                  |
|  |                                                                |
|  | Ecitoninae                                                     |
|  |                                                                |
|  | \| \| Aenictogitoninae \| \| \| \| \| \| Dorylinae \| \| \| \| |
|  |                                                                |
|  | Aenictogitoninae                                               |
|  |                                                                |
|  | Dorylinae                                                      |
|  |                                                                |

|  | Aenictogitoninae |
|  |                  |
|  | Dorylinae        |
|  |                  |

|  | Cerapachyinae    |
|  |                  |
|  | Leptanilloidinae |
|  |                  |

|  | Aenictinae                                                     |
|  |                                                                |
|  | Cerapachyinae                                                  |
|  |                                                                |
|  | Ecitoninae                                                     |
|  |                                                                |
|  | \| \| Aenictogitoninae \| \| \| \| \| \| Dorylinae \| \| \| \| |
|  |                                                                |
|  | Aenictogitoninae                                               |
|  |                                                                |
|  | Dorylinae                                                      |
|  |                                                                |

|  | Aenictogitoninae |
|  |                  |
|  | Dorylinae        |
|  |                  |

|  | Formicinae |
|  |            |
|  | Myrmicinae |
|  |            |

|  | Ectatomminae    |
|  |                 |
|  | Heteroponerinae |
|  |                 |

|  | Formicinae |
|  |            |
|  | Myrmicinae |
|  |            |

|  | Ectatomminae    |
|  |                 |
|  | Heteroponerinae |
|  |                 |

|  | Myrmeciinae      |
|  |                  |
|  | Pseudomyrmecinae |
|  |                  |

|  | Aneuretinae    |
|  |                |
|  | Dolichoderinae |
|  |                |

|  | Myrmeciinae      |
|  |                  |
|  | Pseudomyrmecinae |
|  |                  |

|  | Aneuretinae    |
|  |                |
|  | Dolichoderinae |
|  |                |

|  | Formicinae |
|  |            |
|  | Myrmicinae |
|  |            |

|  | Ectatomminae    |
|  |                 |
|  | Heteroponerinae |
|  |                 |

|  | Formicinae |
|  |            |
|  | Myrmicinae |
|  |            |

|  | Ectatomminae    |
|  |                 |
|  | Heteroponerinae |
|  |                 |

|  | Myrmeciinae      |
|  |                  |
|  | Pseudomyrmecinae |
|  |                  |

|  | Aneuretinae    |
|  |                |
|  | Dolichoderinae |
|  |                |

|  | Myrmeciinae      |
|  |                  |
|  | Pseudomyrmecinae |
|  |                  |

|  | Aneuretinae    |
|  |                |
|  | Dolichoderinae |
|  |                |

|  | Ponerinae                                                           |
|  |                                                                     |
|  | \| \| Agroecomyrmecinae \| \| \| \| \| \| Paraponerinae \| \| \| \| |
|  |                                                                     |
|  | Agroecomyrmecinae                                                   |
|  |                                                                     |
|  | Paraponerinae                                                       |
|  |                                                                     |

|  | Agroecomyrmecinae |
|  |                   |
|  | Paraponerinae     |
|  |                   |

|  | Ponerinae                                                           |
|  |                                                                     |
|  | \| \| Agroecomyrmecinae \| \| \| \| \| \| Paraponerinae \| \| \| \| |
|  |                                                                     |
|  | Agroecomyrmecinae                                                   |
|  |                                                                     |
|  | Paraponerinae                                                       |
|  |                                                                     |

|  | Agroecomyrmecinae |
|  |                   |
|  | Paraponerinae     |
|  |                   |

|  | Cerapachyinae    |
|  |                  |
|  | Leptanilloidinae |
|  |                  |

|  | Aenictinae                                                     |
|  |                                                                |
|  | Cerapachyinae                                                  |
|  |                                                                |
|  | Ecitoninae                                                     |
|  |                                                                |
|  | \| \| Aenictogitoninae \| \| \| \| \| \| Dorylinae \| \| \| \| |
|  |                                                                |
|  | Aenictogitoninae                                               |
|  |                                                                |
|  | Dorylinae                                                      |
|  |                                                                |

|  | Aenictogitoninae |
|  |                  |
|  | Dorylinae        |
|  |                  |

|  | Cerapachyinae    |
|  |                  |
|  | Leptanilloidinae |
|  |                  |

|  | Aenictinae                                                     |
|  |                                                                |
|  | Cerapachyinae                                                  |
|  |                                                                |
|  | Ecitoninae                                                     |
|  |                                                                |
|  | \| \| Aenictogitoninae \| \| \| \| \| \| Dorylinae \| \| \| \| |
|  |                                                                |
|  | Aenictogitoninae                                               |
|  |                                                                |
|  | Dorylinae                                                      |
|  |                                                                |

|  | Aenictogitoninae |
|  |                  |
|  | Dorylinae        |
|  |                  |

|  | Formicinae |
|  |            |
|  | Myrmicinae |
|  |            |

|  | Ectatomminae    |
|  |                 |
|  | Heteroponerinae |
|  |                 |

|  | Formicinae |
|  |            |
|  | Myrmicinae |
|  |            |

|  | Ectatomminae    |
|  |                 |
|  | Heteroponerinae |
|  |                 |

|  | Myrmeciinae      |
|  |                  |
|  | Pseudomyrmecinae |
|  |                  |

|  | Aneuretinae    |
|  |                |
|  | Dolichoderinae |
|  |                |

|  | Myrmeciinae      |
|  |                  |
|  | Pseudomyrmecinae |
|  |                  |

|  | Aneuretinae    |
|  |                |
|  | Dolichoderinae |
|  |                |

|  | Formicinae |
|  |            |
|  | Myrmicinae |
|  |            |

|  | Ectatomminae    |
|  |                 |
|  | Heteroponerinae |
|  |                 |

|  | Formicinae |
|  |            |
|  | Myrmicinae |
|  |            |

|  | Ectatomminae    |
|  |                 |
|  | Heteroponerinae |
|  |                 |

|  | Myrmeciinae      |
|  |                  |
|  | Pseudomyrmecinae |
|  |                  |

|  | Aneuretinae    |
|  |                |
|  | Dolichoderinae |
|  |                |

|  | Myrmeciinae      |
|  |                  |
|  | Pseudomyrmecinae |
|  |                  |

|  | Aneuretinae    |
|  |                |
|  | Dolichoderinae |
|  |                |

|  | Cerapachyinae    |
|  |                  |
|  | Leptanilloidinae |
|  |                  |

|  | Aenictinae                                                     |
|  |                                                                |
|  | Cerapachyinae                                                  |
|  |                                                                |
|  | Ecitoninae                                                     |
|  |                                                                |
|  | \| \| Aenictogitoninae \| \| \| \| \| \| Dorylinae \| \| \| \| |
|  |                                                                |
|  | Aenictogitoninae                                               |
|  |                                                                |
|  | Dorylinae                                                      |
|  |                                                                |

|  | Aenictogitoninae |
|  |                  |
|  | Dorylinae        |
|  |                  |

|  | Cerapachyinae    |
|  |                  |
|  | Leptanilloidinae |
|  |                  |

|  | Aenictinae                                                     |
|  |                                                                |
|  | Cerapachyinae                                                  |
|  |                                                                |
|  | Ecitoninae                                                     |
|  |                                                                |
|  | \| \| Aenictogitoninae \| \| \| \| \| \| Dorylinae \| \| \| \| |
|  |                                                                |
|  | Aenictogitoninae                                               |
|  |                                                                |
|  | Dorylinae                                                      |
|  |                                                                |

|  | Aenictogitoninae |
|  |                  |
|  | Dorylinae        |
|  |                  |

|  | Formicinae |
|  |            |
|  | Myrmicinae |
|  |            |

|  | Ectatomminae    |
|  |                 |
|  | Heteroponerinae |
|  |                 |

|  | Formicinae |
|  |            |
|  | Myrmicinae |
|  |            |

|  | Ectatomminae    |
|  |                 |
|  | Heteroponerinae |
|  |                 |

|  | Myrmeciinae      |
|  |                  |
|  | Pseudomyrmecinae |
|  |                  |

|  | Aneuretinae    |
|  |                |
|  | Dolichoderinae |
|  |                |

|  | Myrmeciinae      |
|  |                  |
|  | Pseudomyrmecinae |
|  |                  |

|  | Aneuretinae    |
|  |                |
|  | Dolichoderinae |
|  |                |

|  | Formicinae |
|  |            |
|  | Myrmicinae |
|  |            |

|  | Ectatomminae    |
|  |                 |
|  | Heteroponerinae |
|  |                 |

|  | Formicinae |
|  |            |
|  | Myrmicinae |
|  |            |

|  | Ectatomminae    |
|  |                 |
|  | Heteroponerinae |
|  |                 |

|  | Myrmeciinae      |
|  |                  |
|  | Pseudomyrmecinae |
|  |                  |

|  | Aneuretinae    |
|  |                |
|  | Dolichoderinae |
|  |                |

|  | Myrmeciinae      |
|  |                  |
|  | Pseudomyrmecinae |
|  |                  |

|  | Aneuretinae    |
|  |                |
|  | Dolichoderinae |
|  |                |

|  | Ponerinae                                                           |
|  |                                                                     |
|  | \| \| Agroecomyrmecinae \| \| \| \| \| \| Paraponerinae \| \| \| \| |
|  |                                                                     |
|  | Agroecomyrmecinae                                                   |
|  |                                                                     |
|  | Paraponerinae                                                       |
|  |                                                                     |

|  | Agroecomyrmecinae |
|  |                   |
|  | Paraponerinae     |
|  |                   |

|  | Ponerinae                                                           |
|  |                                                                     |
|  | \| \| Agroecomyrmecinae \| \| \| \| \| \| Paraponerinae \| \| \| \| |
|  |                                                                     |
|  | Agroecomyrmecinae                                                   |
|  |                                                                     |
|  | Paraponerinae                                                       |
|  |                                                                     |

|  | Agroecomyrmecinae |
|  |                   |
|  | Paraponerinae     |
|  |                   |

|  | Cerapachyinae    |
|  |                  |
|  | Leptanilloidinae |
|  |                  |

|  | Aenictinae                                                     |
|  |                                                                |
|  | Cerapachyinae                                                  |
|  |                                                                |
|  | Ecitoninae                                                     |
|  |                                                                |
|  | \| \| Aenictogitoninae \| \| \| \| \| \| Dorylinae \| \| \| \| |
|  |                                                                |
|  | Aenictogitoninae                                               |
|  |                                                                |
|  | Dorylinae                                                      |
|  |                                                                |

|  | Aenictogitoninae |
|  |                  |
|  | Dorylinae        |
|  |                  |

|  | Cerapachyinae    |
|  |                  |
|  | Leptanilloidinae |
|  |                  |

|  | Aenictinae                                                     |
|  |                                                                |
|  | Cerapachyinae                                                  |
|  |                                                                |
|  | Ecitoninae                                                     |
|  |                                                                |
|  | \| \| Aenictogitoninae \| \| \| \| \| \| Dorylinae \| \| \| \| |
|  |                                                                |
|  | Aenictogitoninae                                               |
|  |                                                                |
|  | Dorylinae                                                      |
|  |                                                                |

|  | Aenictogitoninae |
|  |                  |
|  | Dorylinae        |
|  |                  |

|  | Formicinae |
|  |            |
|  | Myrmicinae |
|  |            |

|  | Ectatomminae    |
|  |                 |
|  | Heteroponerinae |
|  |                 |

|  | Formicinae |
|  |            |
|  | Myrmicinae |
|  |            |

|  | Ectatomminae    |
|  |                 |
|  | Heteroponerinae |
|  |                 |

|  | Myrmeciinae      |
|  |                  |
|  | Pseudomyrmecinae |
|  |                  |

|  | Aneuretinae    |
|  |                |
|  | Dolichoderinae |
|  |                |

|  | Myrmeciinae      |
|  |                  |
|  | Pseudomyrmecinae |
|  |                  |

|  | Aneuretinae    |
|  |                |
|  | Dolichoderinae |
|  |                |

|  | Formicinae |
|  |            |
|  | Myrmicinae |
|  |            |

|  | Ectatomminae    |
|  |                 |
|  | Heteroponerinae |
|  |                 |

|  | Formicinae |
|  |            |
|  | Myrmicinae |
|  |            |

|  | Ectatomminae    |
|  |                 |
|  | Heteroponerinae |
|  |                 |

|  | Myrmeciinae      |
|  |                  |
|  | Pseudomyrmecinae |
|  |                  |

|  | Aneuretinae    |
|  |                |
|  | Dolichoderinae |
|  |                |

|  | Myrmeciinae      |
|  |                  |
|  | Pseudomyrmecinae |
|  |                  |

|  | Aneuretinae    |
|  |                |
|  | Dolichoderinae |
|  |                |

|  | Cerapachyinae    |
|  |                  |
|  | Leptanilloidinae |
|  |                  |

|  | Aenictinae                                                     |
|  |                                                                |
|  | Cerapachyinae                                                  |
|  |                                                                |
|  | Ecitoninae                                                     |
|  |                                                                |
|  | \| \| Aenictogitoninae \| \| \| \| \| \| Dorylinae \| \| \| \| |
|  |                                                                |
|  | Aenictogitoninae                                               |
|  |                                                                |
|  | Dorylinae                                                      |
|  |                                                                |

|  | Aenictogitoninae |
|  |                  |
|  | Dorylinae        |
|  |                  |

|  | Cerapachyinae    |
|  |                  |
|  | Leptanilloidinae |
|  |                  |

|  | Aenictinae                                                     |
|  |                                                                |
|  | Cerapachyinae                                                  |
|  |                                                                |
|  | Ecitoninae                                                     |
|  |                                                                |
|  | \| \| Aenictogitoninae \| \| \| \| \| \| Dorylinae \| \| \| \| |
|  |                                                                |
|  | Aenictogitoninae                                               |
|  |                                                                |
|  | Dorylinae                                                      |
|  |                                                                |

|  | Aenictogitoninae |
|  |                  |
|  | Dorylinae        |
|  |                  |

|  | Formicinae |
|  |            |
|  | Myrmicinae |
|  |            |

|  | Ectatomminae    |
|  |                 |
|  | Heteroponerinae |
|  |                 |

|  | Formicinae |
|  |            |
|  | Myrmicinae |
|  |            |

|  | Ectatomminae    |
|  |                 |
|  | Heteroponerinae |
|  |                 |

|  | Myrmeciinae      |
|  |                  |
|  | Pseudomyrmecinae |
|  |                  |

|  | Aneuretinae    |
|  |                |
|  | Dolichoderinae |
|  |                |

|  | Myrmeciinae      |
|  |                  |
|  | Pseudomyrmecinae |
|  |                  |

|  | Aneuretinae    |
|  |                |
|  | Dolichoderinae |
|  |                |

|  | Formicinae |
|  |            |
|  | Myrmicinae |
|  |            |

|  | Ectatomminae    |
|  |                 |
|  | Heteroponerinae |
|  |                 |

|  | Formicinae |
|  |            |
|  | Myrmicinae |
|  |            |

|  | Ectatomminae    |
|  |                 |
|  | Heteroponerinae |
|  |                 |

|  | Myrmeciinae      |
|  |                  |
|  | Pseudomyrmecinae |
|  |                  |

|  | Aneuretinae    |
|  |                |
|  | Dolichoderinae |
|  |                |

|  | Myrmeciinae      |
|  |                  |
|  | Pseudomyrmecinae |
|  |                  |

|  | Aneuretinae    |
|  |                |
|  | Dolichoderinae |
|  |                |

|  | Ponerinae                                                           |
|  |                                                                     |
|  | \| \| Agroecomyrmecinae \| \| \| \| \| \| Paraponerinae \| \| \| \| |
|  |                                                                     |
|  | Agroecomyrmecinae                                                   |
|  |                                                                     |
|  | Paraponerinae                                                       |
|  |                                                                     |

|  | Agroecomyrmecinae |
|  |                   |
|  | Paraponerinae     |
|  |                   |

|  | Ponerinae                                                           |
|  |                                                                     |
|  | \| \| Agroecomyrmecinae \| \| \| \| \| \| Paraponerinae \| \| \| \| |
|  |                                                                     |
|  | Agroecomyrmecinae                                                   |
|  |                                                                     |
|  | Paraponerinae                                                       |
|  |                                                                     |

|  | Agroecomyrmecinae |
|  |                   |
|  | Paraponerinae     |
|  |                   |

|  | Cerapachyinae    |
|  |                  |
|  | Leptanilloidinae |
|  |                  |

|  | Aenictinae                                                     |
|  |                                                                |
|  | Cerapachyinae                                                  |
|  |                                                                |
|  | Ecitoninae                                                     |
|  |                                                                |
|  | \| \| Aenictogitoninae \| \| \| \| \| \| Dorylinae \| \| \| \| |
|  |                                                                |
|  | Aenictogitoninae                                               |
|  |                                                                |
|  | Dorylinae                                                      |
|  |                                                                |

|  | Aenictogitoninae |
|  |                  |
|  | Dorylinae        |
|  |                  |

|  | Cerapachyinae    |
|  |                  |
|  | Leptanilloidinae |
|  |                  |

|  | Aenictinae                                                     |
|  |                                                                |
|  | Cerapachyinae                                                  |
|  |                                                                |
|  | Ecitoninae                                                     |
|  |                                                                |
|  | \| \| Aenictogitoninae \| \| \| \| \| \| Dorylinae \| \| \| \| |
|  |                                                                |
|  | Aenictogitoninae                                               |
|  |                                                                |
|  | Dorylinae                                                      |
|  |                                                                |

|  | Aenictogitoninae |
|  |                  |
|  | Dorylinae        |
|  |                  |

|  | Formicinae |
|  |            |
|  | Myrmicinae |
|  |            |

|  | Ectatomminae    |
|  |                 |
|  | Heteroponerinae |
|  |                 |

|  | Formicinae |
|  |            |
|  | Myrmicinae |
|  |            |

|  | Ectatomminae    |
|  |                 |
|  | Heteroponerinae |
|  |                 |

|  | Myrmeciinae      |
|  |                  |
|  | Pseudomyrmecinae |
|  |                  |

|  | Aneuretinae    |
|  |                |
|  | Dolichoderinae |
|  |                |

|  | Myrmeciinae      |
|  |                  |
|  | Pseudomyrmecinae |
|  |                  |

|  | Aneuretinae    |
|  |                |
|  | Dolichoderinae |
|  |                |

|  | Formicinae |
|  |            |
|  | Myrmicinae |
|  |            |

|  | Ectatomminae    |
|  |                 |
|  | Heteroponerinae |
|  |                 |

|  | Formicinae |
|  |            |
|  | Myrmicinae |
|  |            |

|  | Ectatomminae    |
|  |                 |
|  | Heteroponerinae |
|  |                 |

|  | Myrmeciinae      |
|  |                  |
|  | Pseudomyrmecinae |
|  |                  |

|  | Aneuretinae    |
|  |                |
|  | Dolichoderinae |
|  |                |

|  | Myrmeciinae      |
|  |                  |
|  | Pseudomyrmecinae |
|  |                  |

|  | Aneuretinae    |
|  |                |
|  | Dolichoderinae |
|  |                |

|  | Cerapachyinae    |
|  |                  |
|  | Leptanilloidinae |
|  |                  |

|  | Aenictinae                                                     |
|  |                                                                |
|  | Cerapachyinae                                                  |
|  |                                                                |
|  | Ecitoninae                                                     |
|  |                                                                |
|  | \| \| Aenictogitoninae \| \| \| \| \| \| Dorylinae \| \| \| \| |
|  |                                                                |
|  | Aenictogitoninae                                               |
|  |                                                                |
|  | Dorylinae                                                      |
|  |                                                                |

|  | Aenictogitoninae |
|  |                  |
|  | Dorylinae        |
|  |                  |

|  | Cerapachyinae    |
|  |                  |
|  | Leptanilloidinae |
|  |                  |

|  | Aenictinae                                                     |
|  |                                                                |
|  | Cerapachyinae                                                  |
|  |                                                                |
|  | Ecitoninae                                                     |
|  |                                                                |
|  | \| \| Aenictogitoninae \| \| \| \| \| \| Dorylinae \| \| \| \| |
|  |                                                                |
|  | Aenictogitoninae                                               |
|  |                                                                |
|  | Dorylinae                                                      |
|  |                                                                |

|  | Aenictogitoninae |
|  |                  |
|  | Dorylinae        |
|  |                  |

|  | Formicinae |
|  |            |
|  | Myrmicinae |
|  |            |

|  | Ectatomminae    |
|  |                 |
|  | Heteroponerinae |
|  |                 |

|  | Formicinae |
|  |            |
|  | Myrmicinae |
|  |            |

|  | Ectatomminae    |
|  |                 |
|  | Heteroponerinae |
|  |                 |

|  | Myrmeciinae      |
|  |                  |
|  | Pseudomyrmecinae |
|  |                  |

|  | Aneuretinae    |
|  |                |
|  | Dolichoderinae |
|  |                |

|  | Myrmeciinae      |
|  |                  |
|  | Pseudomyrmecinae |
|  |                  |

|  | Aneuretinae    |
|  |                |
|  | Dolichoderinae |
|  |                |

|  | Formicinae |
|  |            |
|  | Myrmicinae |
|  |            |

|  | Ectatomminae    |
|  |                 |
|  | Heteroponerinae |
|  |                 |

|  | Formicinae |
|  |            |
|  | Myrmicinae |
|  |            |

|  | Ectatomminae    |
|  |                 |
|  | Heteroponerinae |
|  |                 |

|  | Myrmeciinae      |
|  |                  |
|  | Pseudomyrmecinae |
|  |                  |

|  | Aneuretinae    |
|  |                |
|  | Dolichoderinae |
|  |                |

|  | Myrmeciinae      |
|  |                  |
|  | Pseudomyrmecinae |
|  |                  |

|  | Aneuretinae    |
|  |                |
|  | Dolichoderinae |
|  |                |

|  | Ponerinae                                                           |
|  |                                                                     |
|  | \| \| Agroecomyrmecinae \| \| \| \| \| \| Paraponerinae \| \| \| \| |
|  |                                                                     |
|  | Agroecomyrmecinae                                                   |
|  |                                                                     |
|  | Paraponerinae                                                       |
|  |                                                                     |

|  | Agroecomyrmecinae |
|  |                   |
|  | Paraponerinae     |
|  |                   |

|  | Ponerinae                                                           |
|  |                                                                     |
|  | \| \| Agroecomyrmecinae \| \| \| \| \| \| Paraponerinae \| \| \| \| |
|  |                                                                     |
|  | Agroecomyrmecinae                                                   |
|  |                                                                     |
|  | Paraponerinae                                                       |
|  |                                                                     |

|  | Agroecomyrmecinae |
|  |                   |
|  | Paraponerinae     |
|  |                   |

|  | Cerapachyinae    |
|  |                  |
|  | Leptanilloidinae |
|  |                  |

|  | Aenictinae                                                     |
|  |                                                                |
|  | Cerapachyinae                                                  |
|  |                                                                |
|  | Ecitoninae                                                     |
|  |                                                                |
|  | \| \| Aenictogitoninae \| \| \| \| \| \| Dorylinae \| \| \| \| |
|  |                                                                |
|  | Aenictogitoninae                                               |
|  |                                                                |
|  | Dorylinae                                                      |
|  |                                                                |

|  | Aenictogitoninae |
|  |                  |
|  | Dorylinae        |
|  |                  |

|  | Cerapachyinae    |
|  |                  |
|  | Leptanilloidinae |
|  |                  |

|  | Aenictinae                                                     |
|  |                                                                |
|  | Cerapachyinae                                                  |
|  |                                                                |
|  | Ecitoninae                                                     |
|  |                                                                |
|  | \| \| Aenictogitoninae \| \| \| \| \| \| Dorylinae \| \| \| \| |
|  |                                                                |
|  | Aenictogitoninae                                               |
|  |                                                                |
|  | Dorylinae                                                      |
|  |                                                                |

|  | Aenictogitoninae |
|  |                  |
|  | Dorylinae        |
|  |                  |

|  | Formicinae |
|  |            |
|  | Myrmicinae |
|  |            |

|  | Ectatomminae    |
|  |                 |
|  | Heteroponerinae |
|  |                 |

|  | Formicinae |
|  |            |
|  | Myrmicinae |
|  |            |

|  | Ectatomminae    |
|  |                 |
|  | Heteroponerinae |
|  |                 |

|  | Myrmeciinae      |
|  |                  |
|  | Pseudomyrmecinae |
|  |                  |

|  | Aneuretinae    |
|  |                |
|  | Dolichoderinae |
|  |                |

|  | Myrmeciinae      |
|  |                  |
|  | Pseudomyrmecinae |
|  |                  |

|  | Aneuretinae    |
|  |                |
|  | Dolichoderinae |
|  |                |

|  | Formicinae |
|  |            |
|  | Myrmicinae |
|  |            |

|  | Ectatomminae    |
|  |                 |
|  | Heteroponerinae |
|  |                 |

|  | Formicinae |
|  |            |
|  | Myrmicinae |
|  |            |

|  | Ectatomminae    |
|  |                 |
|  | Heteroponerinae |
|  |                 |

|  | Myrmeciinae      |
|  |                  |
|  | Pseudomyrmecinae |
|  |                  |

|  | Aneuretinae    |
|  |                |
|  | Dolichoderinae |
|  |                |

|  | Myrmeciinae      |
|  |                  |
|  | Pseudomyrmecinae |
|  |                  |

|  | Aneuretinae    |
|  |                |
|  | Dolichoderinae |
|  |                |

|  | Cerapachyinae    |
|  |                  |
|  | Leptanilloidinae |
|  |                  |

|  | Aenictinae                                                     |
|  |                                                                |
|  | Cerapachyinae                                                  |
|  |                                                                |
|  | Ecitoninae                                                     |
|  |                                                                |
|  | \| \| Aenictogitoninae \| \| \| \| \| \| Dorylinae \| \| \| \| |
|  |                                                                |
|  | Aenictogitoninae                                               |
|  |                                                                |
|  | Dorylinae                                                      |
|  |                                                                |

|  | Aenictogitoninae |
|  |                  |
|  | Dorylinae        |
|  |                  |

|  | Cerapachyinae    |
|  |                  |
|  | Leptanilloidinae |
|  |                  |

|  | Aenictinae                                                     |
|  |                                                                |
|  | Cerapachyinae                                                  |
|  |                                                                |
|  | Ecitoninae                                                     |
|  |                                                                |
|  | \| \| Aenictogitoninae \| \| \| \| \| \| Dorylinae \| \| \| \| |
|  |                                                                |
|  | Aenictogitoninae                                               |
|  |                                                                |
|  | Dorylinae                                                      |
|  |                                                                |

|  | Aenictogitoninae |
|  |                  |
|  | Dorylinae        |
|  |                  |

|  | Formicinae |
|  |            |
|  | Myrmicinae |
|  |            |

|  | Ectatomminae    |
|  |                 |
|  | Heteroponerinae |
|  |                 |

|  | Formicinae |
|  |            |
|  | Myrmicinae |
|  |            |

|  | Ectatomminae    |
|  |                 |
|  | Heteroponerinae |
|  |                 |

|  | Myrmeciinae      |
|  |                  |
|  | Pseudomyrmecinae |
|  |                  |

|  | Aneuretinae    |
|  |                |
|  | Dolichoderinae |
|  |                |

|  | Myrmeciinae      |
|  |                  |
|  | Pseudomyrmecinae |
|  |                  |

|  | Aneuretinae    |
|  |                |
|  | Dolichoderinae |
|  |                |

|  | Formicinae |
|  |            |
|  | Myrmicinae |
|  |            |

|  | Ectatomminae    |
|  |                 |
|  | Heteroponerinae |
|  |                 |

|  | Formicinae |
|  |            |
|  | Myrmicinae |
|  |            |

|  | Ectatomminae    |
|  |                 |
|  | Heteroponerinae |
|  |                 |

|  | Myrmeciinae      |
|  |                  |
|  | Pseudomyrmecinae |
|  |                  |

|  | Aneuretinae    |
|  |                |
|  | Dolichoderinae |
|  |                |

|  | Myrmeciinae      |
|  |                  |
|  | Pseudomyrmecinae |
|  |                  |

|  | Aneuretinae    |
|  |                |
|  | Dolichoderinae |
|  |                |

|  | Ponerinae                                                           |
|  |                                                                     |
|  | \| \| Agroecomyrmecinae \| \| \| \| \| \| Paraponerinae \| \| \| \| |
|  |                                                                     |
|  | Agroecomyrmecinae                                                   |
|  |                                                                     |
|  | Paraponerinae                                                       |
|  |                                                                     |

|  | Agroecomyrmecinae |
|  |                   |
|  | Paraponerinae     |
|  |                   |

|  | Ponerinae                                                           |
|  |                                                                     |
|  | \| \| Agroecomyrmecinae \| \| \| \| \| \| Paraponerinae \| \| \| \| |
|  |                                                                     |
|  | Agroecomyrmecinae                                                   |
|  |                                                                     |
|  | Paraponerinae                                                       |
|  |                                                                     |

|  | Agroecomyrmecinae |
|  |                   |
|  | Paraponerinae     |
|  |                   |

|  | Cerapachyinae    |
|  |                  |
|  | Leptanilloidinae |
|  |                  |

|  | Aenictinae                                                     |
|  |                                                                |
|  | Cerapachyinae                                                  |
|  |                                                                |
|  | Ecitoninae                                                     |
|  |                                                                |
|  | \| \| Aenictogitoninae \| \| \| \| \| \| Dorylinae \| \| \| \| |
|  |                                                                |
|  | Aenictogitoninae                                               |
|  |                                                                |
|  | Dorylinae                                                      |
|  |                                                                |

|  | Aenictogitoninae |
|  |                  |
|  | Dorylinae        |
|  |                  |

|  | Cerapachyinae    |
|  |                  |
|  | Leptanilloidinae |
|  |                  |

|  | Aenictinae                                                     |
|  |                                                                |
|  | Cerapachyinae                                                  |
|  |                                                                |
|  | Ecitoninae                                                     |
|  |                                                                |
|  | \| \| Aenictogitoninae \| \| \| \| \| \| Dorylinae \| \| \| \| |
|  |                                                                |
|  | Aenictogitoninae                                               |
|  |                                                                |
|  | Dorylinae                                                      |
|  |                                                                |

|  | Aenictogitoninae |
|  |                  |
|  | Dorylinae        |
|  |                  |

|  | Formicinae |
|  |            |
|  | Myrmicinae |
|  |            |

|  | Ectatomminae    |
|  |                 |
|  | Heteroponerinae |
|  |                 |

|  | Formicinae |
|  |            |
|  | Myrmicinae |
|  |            |

|  | Ectatomminae    |
|  |                 |
|  | Heteroponerinae |
|  |                 |

|  | Myrmeciinae      |
|  |                  |
|  | Pseudomyrmecinae |
|  |                  |

|  | Aneuretinae    |
|  |                |
|  | Dolichoderinae |
|  |                |

|  | Myrmeciinae      |
|  |                  |
|  | Pseudomyrmecinae |
|  |                  |

|  | Aneuretinae    |
|  |                |
|  | Dolichoderinae |
|  |                |

|  | Formicinae |
|  |            |
|  | Myrmicinae |
|  |            |

|  | Ectatomminae    |
|  |                 |
|  | Heteroponerinae |
|  |                 |

|  | Formicinae |
|  |            |
|  | Myrmicinae |
|  |            |

|  | Ectatomminae    |
|  |                 |
|  | Heteroponerinae |
|  |                 |

|  | Myrmeciinae      |
|  |                  |
|  | Pseudomyrmecinae |
|  |                  |

|  | Aneuretinae    |
|  |                |
|  | Dolichoderinae |
|  |                |

|  | Myrmeciinae      |
|  |                  |
|  | Pseudomyrmecinae |
|  |                  |

|  | Aneuretinae    |
|  |                |
|  | Dolichoderinae |
|  |                |

|  | Cerapachyinae    |
|  |                  |
|  | Leptanilloidinae |
|  |                  |

|  | Aenictinae                                                     |
|  |                                                                |
|  | Cerapachyinae                                                  |
|  |                                                                |
|  | Ecitoninae                                                     |
|  |                                                                |
|  | \| \| Aenictogitoninae \| \| \| \| \| \| Dorylinae \| \| \| \| |
|  |                                                                |
|  | Aenictogitoninae                                               |
|  |                                                                |
|  | Dorylinae                                                      |
|  |                                                                |

|  | Aenictogitoninae |
|  |                  |
|  | Dorylinae        |
|  |                  |

|  | Cerapachyinae    |
|  |                  |
|  | Leptanilloidinae |
|  |                  |

|  | Aenictinae                                                     |
|  |                                                                |
|  | Cerapachyinae                                                  |
|  |                                                                |
|  | Ecitoninae                                                     |
|  |                                                                |
|  | \| \| Aenictogitoninae \| \| \| \| \| \| Dorylinae \| \| \| \| |
|  |                                                                |
|  | Aenictogitoninae                                               |
|  |                                                                |
|  | Dorylinae                                                      |
|  |                                                                |

|  | Aenictogitoninae |
|  |                  |
|  | Dorylinae        |
|  |                  |

|  | Formicinae |
|  |            |
|  | Myrmicinae |
|  |            |

|  | Ectatomminae    |
|  |                 |
|  | Heteroponerinae |
|  |                 |

|  | Formicinae |
|  |            |
|  | Myrmicinae |
|  |            |

|  | Ectatomminae    |
|  |                 |
|  | Heteroponerinae |
|  |                 |

|  | Myrmeciinae      |
|  |                  |
|  | Pseudomyrmecinae |
|  |                  |

|  | Aneuretinae    |
|  |                |
|  | Dolichoderinae |
|  |                |

|  | Myrmeciinae      |
|  |                  |
|  | Pseudomyrmecinae |
|  |                  |

|  | Aneuretinae    |
|  |                |
|  | Dolichoderinae |
|  |                |

|  | Formicinae |
|  |            |
|  | Myrmicinae |
|  |            |

|  | Ectatomminae    |
|  |                 |
|  | Heteroponerinae |
|  |                 |

|  | Formicinae |
|  |            |
|  | Myrmicinae |
|  |            |

|  | Ectatomminae    |
|  |                 |
|  | Heteroponerinae |
|  |                 |

|  | Myrmeciinae      |
|  |                  |
|  | Pseudomyrmecinae |
|  |                  |

|  | Aneuretinae    |
|  |                |
|  | Dolichoderinae |
|  |                |

|  | Myrmeciinae      |
|  |                  |
|  | Pseudomyrmecinae |
|  |                  |

|  | Aneuretinae    |
|  |                |
|  | Dolichoderinae |
|  |                |

|  | Ponerinae                                                           |
|  |                                                                     |
|  | \| \| Agroecomyrmecinae \| \| \| \| \| \| Paraponerinae \| \| \| \| |
|  |                                                                     |
|  | Agroecomyrmecinae                                                   |
|  |                                                                     |
|  | Paraponerinae                                                       |
|  |                                                                     |

|  | Agroecomyrmecinae |
|  |                   |
|  | Paraponerinae     |
|  |                   |

|  | Ponerinae                                                           |
|  |                                                                     |
|  | \| \| Agroecomyrmecinae \| \| \| \| \| \| Paraponerinae \| \| \| \| |
|  |                                                                     |
|  | Agroecomyrmecinae                                                   |
|  |                                                                     |
|  | Paraponerinae                                                       |
|  |                                                                     |

|  | Agroecomyrmecinae |
|  |                   |
|  | Paraponerinae     |
|  |                   |

|  | Cerapachyinae    |
|  |                  |
|  | Leptanilloidinae |
|  |                  |

|  | Aenictinae                                                     |
|  |                                                                |
|  | Cerapachyinae                                                  |
|  |                                                                |
|  | Ecitoninae                                                     |
|  |                                                                |
|  | \| \| Aenictogitoninae \| \| \| \| \| \| Dorylinae \| \| \| \| |
|  |                                                                |
|  | Aenictogitoninae                                               |
|  |                                                                |
|  | Dorylinae                                                      |
|  |                                                                |

|  | Aenictogitoninae |
|  |                  |
|  | Dorylinae        |
|  |                  |

|  | Cerapachyinae    |
|  |                  |
|  | Leptanilloidinae |
|  |                  |

|  | Aenictinae                                                     |
|  |                                                                |
|  | Cerapachyinae                                                  |
|  |                                                                |
|  | Ecitoninae                                                     |
|  |                                                                |
|  | \| \| Aenictogitoninae \| \| \| \| \| \| Dorylinae \| \| \| \| |
|  |                                                                |
|  | Aenictogitoninae                                               |
|  |                                                                |
|  | Dorylinae                                                      |
|  |                                                                |

|  | Aenictogitoninae |
|  |                  |
|  | Dorylinae        |
|  |                  |

|  | Formicinae |
|  |            |
|  | Myrmicinae |
|  |            |

|  | Ectatomminae    |
|  |                 |
|  | Heteroponerinae |
|  |                 |

|  | Formicinae |
|  |            |
|  | Myrmicinae |
|  |            |

|  | Ectatomminae    |
|  |                 |
|  | Heteroponerinae |
|  |                 |

|  | Myrmeciinae      |
|  |                  |
|  | Pseudomyrmecinae |
|  |                  |

|  | Aneuretinae    |
|  |                |
|  | Dolichoderinae |
|  |                |

|  | Myrmeciinae      |
|  |                  |
|  | Pseudomyrmecinae |
|  |                  |

|  | Aneuretinae    |
|  |                |
|  | Dolichoderinae |
|  |                |

|  | Formicinae |
|  |            |
|  | Myrmicinae |
|  |            |

|  | Ectatomminae    |
|  |                 |
|  | Heteroponerinae |
|  |                 |

|  | Formicinae |
|  |            |
|  | Myrmicinae |
|  |            |

|  | Ectatomminae    |
|  |                 |
|  | Heteroponerinae |
|  |                 |

|  | Myrmeciinae      |
|  |                  |
|  | Pseudomyrmecinae |
|  |                  |

|  | Aneuretinae    |
|  |                |
|  | Dolichoderinae |
|  |                |

|  | Myrmeciinae      |
|  |                  |
|  | Pseudomyrmecinae |
|  |                  |

|  | Aneuretinae    |
|  |                |
|  | Dolichoderinae |
|  |                |

|  | Cerapachyinae    |
|  |                  |
|  | Leptanilloidinae |
|  |                  |

|  | Aenictinae                                                     |
|  |                                                                |
|  | Cerapachyinae                                                  |
|  |                                                                |
|  | Ecitoninae                                                     |
|  |                                                                |
|  | \| \| Aenictogitoninae \| \| \| \| \| \| Dorylinae \| \| \| \| |
|  |                                                                |
|  | Aenictogitoninae                                               |
|  |                                                                |
|  | Dorylinae                                                      |
|  |                                                                |

|  | Aenictogitoninae |
|  |                  |
|  | Dorylinae        |
|  |                  |

|  | Cerapachyinae    |
|  |                  |
|  | Leptanilloidinae |
|  |                  |

|  | Aenictinae                                                     |
|  |                                                                |
|  | Cerapachyinae                                                  |
|  |                                                                |
|  | Ecitoninae                                                     |
|  |                                                                |
|  | \| \| Aenictogitoninae \| \| \| \| \| \| Dorylinae \| \| \| \| |
|  |                                                                |
|  | Aenictogitoninae                                               |
|  |                                                                |
|  | Dorylinae                                                      |
|  |                                                                |

|  | Aenictogitoninae |
|  |                  |
|  | Dorylinae        |
|  |                  |

|  | Formicinae |
|  |            |
|  | Myrmicinae |
|  |            |

|  | Ectatomminae    |
|  |                 |
|  | Heteroponerinae |
|  |                 |

|  | Formicinae |
|  |            |
|  | Myrmicinae |
|  |            |

|  | Ectatomminae    |
|  |                 |
|  | Heteroponerinae |
|  |                 |

|  | Myrmeciinae      |
|  |                  |
|  | Pseudomyrmecinae |
|  |                  |

|  | Aneuretinae    |
|  |                |
|  | Dolichoderinae |
|  |                |

|  | Myrmeciinae      |
|  |                  |
|  | Pseudomyrmecinae |
|  |                  |

|  | Aneuretinae    |
|  |                |
|  | Dolichoderinae |
|  |                |

|  | Formicinae |
|  |            |
|  | Myrmicinae |
|  |            |

|  | Ectatomminae    |
|  |                 |
|  | Heteroponerinae |
|  |                 |

|  | Formicinae |
|  |            |
|  | Myrmicinae |
|  |            |

|  | Ectatomminae    |
|  |                 |
|  | Heteroponerinae |
|  |                 |

|  | Myrmeciinae      |
|  |                  |
|  | Pseudomyrmecinae |
|  |                  |

|  | Aneuretinae    |
|  |                |
|  | Dolichoderinae |
|  |                |

|  | Myrmeciinae      |
|  |                  |
|  | Pseudomyrmecinae |
|  |                  |

|  | Aneuretinae    |
|  |                |
|  | Dolichoderinae |
|  |                |

Родина мурашок відноситься до ряду перетинчастокрилих, який також охоплює Symphyta, бджіл та ос, і належить до надродини Vespoidea, або виділяється в окремий таксон Formicoidea. За даними філогенетичного аналізу мурашки пішли від групи осо-подібних пращурів у середині крейдяного періоду, приблизно 110–130 мільйонів років тому, ймовірно, на території колишнього суперконтиненту Лавразії. Найближчі родини до мурашок — справжні оси та сколії (Scoliidae і Bradynobaenidae). За іншими сучаснішими філогеномними даними, заснованими на дослідженні декількох сотень генів, осо-подібні не є родичами мурах, а останні скоріше зближуються зі сфекоїдними рийними осами (Sphecoidea, Apoidea). Підтвердженням походження мурашок від ос, окрім схожості анатомічних та поведінкових рис, є виявлення 1967 року у мезозойських відкладеннях перехідної форми між ними — викопного виду сфекомірма Фрея (Sphecomyrma freyi). Цей вид поєднує в собі як ознаки мурах, так і риси ос, і датується кінцем крейдяного періоду (80 млн років тому). Згодом були виявлені й інші види, які також були віднесені до підродини Sphecomyrminae.
| млн років | Період    | Ера             | Еон               |
| --------- | --------- | --------------- | ----------------- |
| 2,588     | Чет-ний   |                 |                   |
| 2,588     |           | Кай но зой      | Ф а н е р о з о й |
| 23,03     | Неоген    | Кай но зой      | Ф а н е р о з о й |
| 65,5      | Палеоген  | Кай но зой      | Ф а н е р о з о й |
| 145,5     | Крейда    | М е з о з о й   | Ф а н е р о з о й |
| 199,6     | Юра       | М е з о з о й   | Ф а н е р о з о й |
| 251       | Тріас     | М е з о з о й   | Ф а н е р о з о й |
| 299       | Перм      | П а л е о з о й | Ф а н е р о з о й |
| 359,2     | Карбон    | П а л е о з о й | Ф а н е р о з о й |
| 416       | Девон     | П а л е о з о й | Ф а н е р о з о й |
| 443,7     | Силур     | П а л е о з о й | Ф а н е р о з о й |
| 488,3     | Ордовик   | П а л е о з о й | Ф а н е р о з о й |
| 542       | Кембрій   | П а л е о з о й | Ф а н е р о з о й |
| 4570      | Докембрій | Докембрій       | Докембрій         |

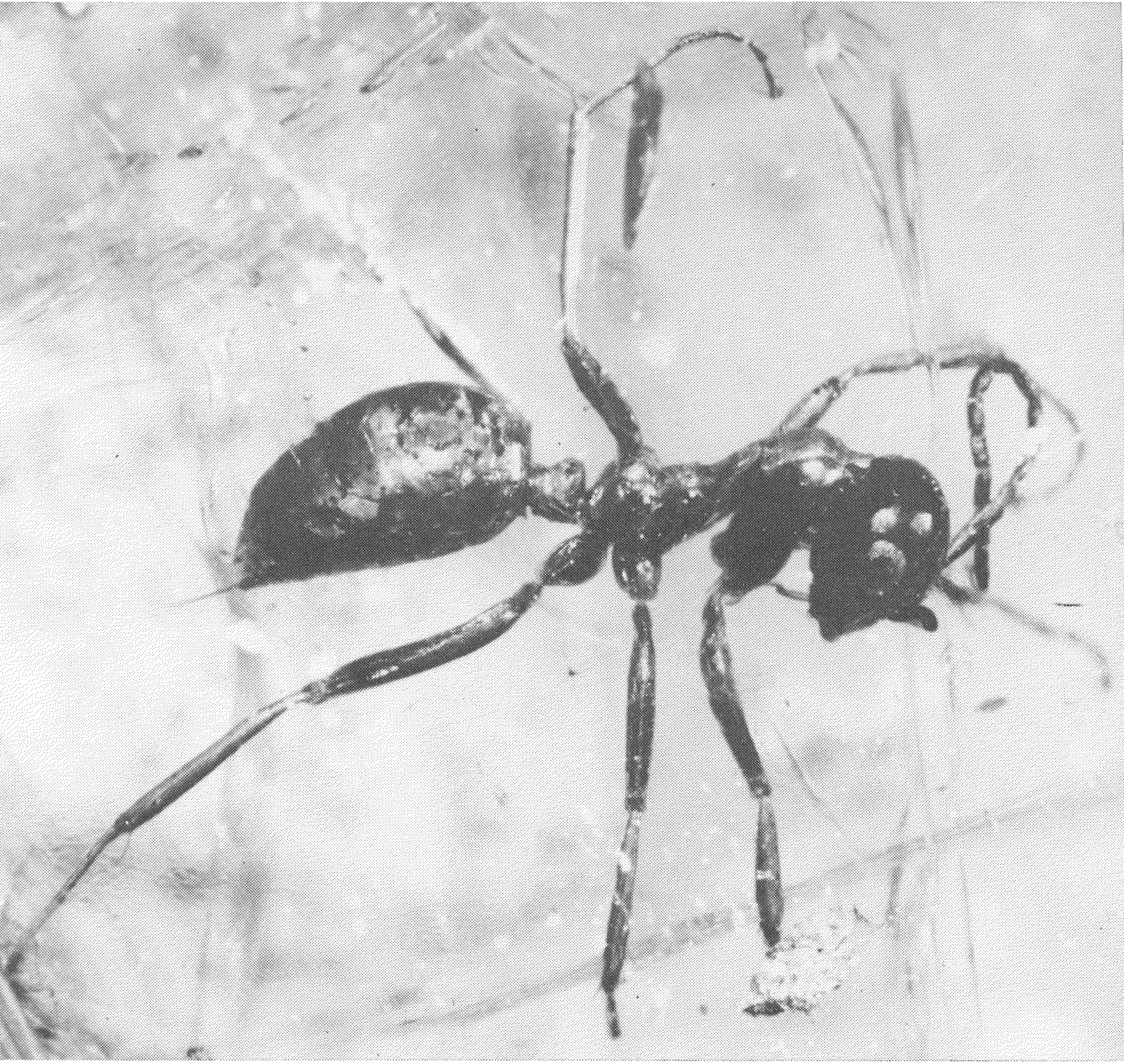
Sphecomyrma freyi у шматку бурштину з пляжу в Нью-Джерсі

Ймовірно, представники виду Sphecomyrma freyi були наземними фуражирами, але, ґрунтуючись на будові і поведінці сучасних представників підродин Leptanillinae і Martialinae, деякі вчені вважають, що примітивні мурашки були підземними хижаками. Після становлення провідної ролі квіткових рослин, близько 100 мільйонів років тому, мурашки почали еволюціонувати швидше, пристосовуватися до нових екологічних ніш.
В крейдяному періоді чисельність мурашок була невисокою і становила близько 1 % від загальної чисельності комах. Мурашки стали панувати після адаптивної радіації на початку третинного періоду. З усіх комах, знайдених у олігоценових і міоценових копалинах, від 20 до 40 % становили мурашки. З усіх родів, які жили в епоху еоцену, приблизно 10 % дожили до наших днів. Роди, що існують сьогодні, становлять 56 % родів, знайдених у балтійському бурштині (датується початком олігоцену) і 92 % родів, знайдених в домініканському бурштині (початок міоцену).
Терміти, хоча їх іноді і називають білими мурашками, мурашками не є. Вони належать до інфаряду Терміти (Isoptera) та тісніше споріднені з тарганами та богомолами. Так само як і мурашки, терміти — це суспільні комахи, але вони мають неповне перетворення. Подібність соціальних структур термітів і мурашок пояснюється конвергентною еволюцією. Так звані оксамитові мурашки (Mutillidae), хоч і схожі на мурашок, але є безкрилими осами.

### Викопні види
Родина мурашок охоплює за різними оцінками від 5 до 6 вимерлих підродин (Armaniinae, Formiciinae, Haidomyrmecinae, Sphecomyrminae та інші), 5 вимерлих триб, 121 вимерлий рід, близько 600 вимерлих видів. Перша мезозойська мурашка була виявлена 1967 року, коли Едвард Вільсон з колегами описав викопні рештки крейдяної мурашки (Sphecomyrma freyi) у шматку бурштину з пляжу в Нью-Джерсі (США). Вік знахідки становить близько 130 мільйонів років. Палеонтологічна історія мурашок останнім часом жваво досліджувалася, проте багато викопних решток погано збереглися, і описувати їх досить важко.

### Живі викопні

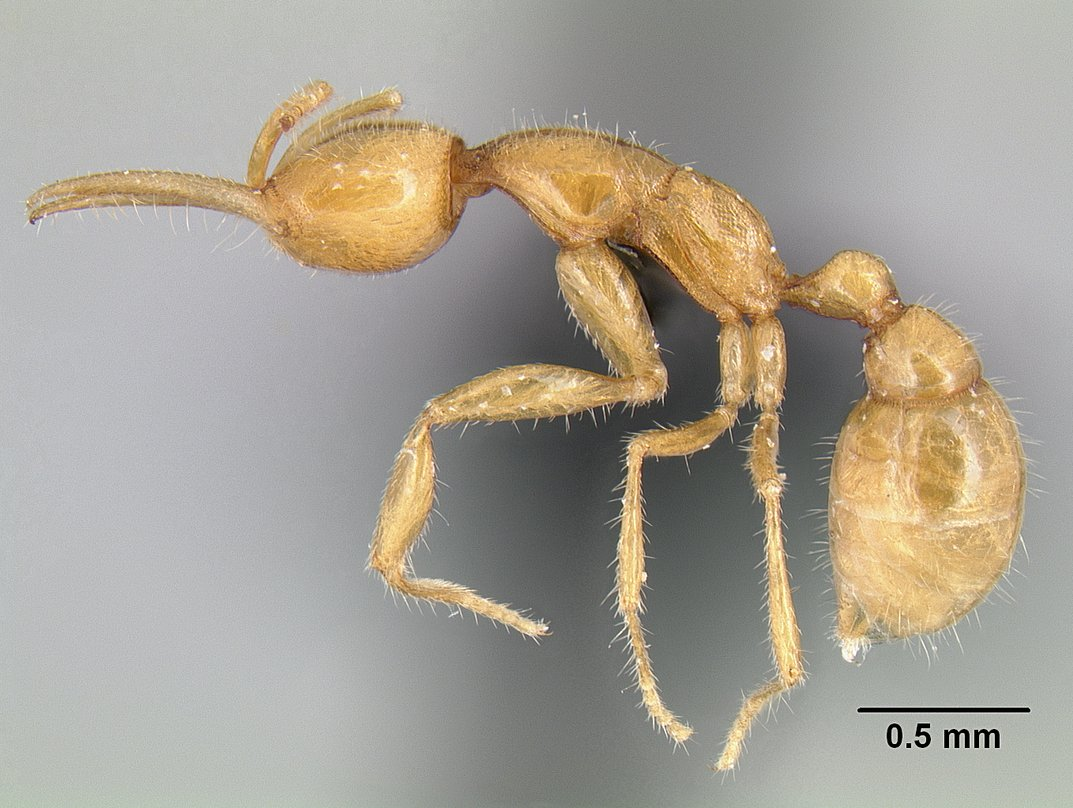
«Мураха з Марса», сліпе живе викопне, знайдене в джунглях Бразилії

2008 року у Бразилії було виявлено примітивний сліпий вид мурашок Martialis heureka, що володіє особливими ознаками будови, та його виділили в окрему нову підродину мурашок Martialinae. Іншим прикладом живого викопного, є «динозаврова мурашка» Nothomyrmecia macrops з Австралії. Знайдена 1931 року, її було описано 1934 року, а повторно, попри численні спроби і експедиції, її знайшли лише 1977 року. Свого часу її навіть виокремлювали в самостійну підродину Nothomyrmeciinae.

### Систематика
Родина мурашок охоплює 21 сучасну і 5 викопних підродин (26 з урахуванням Armaniidae у статусі Armaniinae), 54 триби, 378 родів, близько 12 470 валідних видів і 4515 підвидів.
Труднощі класифікації мурашок пов'язані з двома явищами — наявністю видів-двійників і гібридів. Існує досить багато видів, які майже не відрізнити за зовнішнім виглядом. Отже, вид, описаний за анатомічними ознаками невеликого числа особин, нерідко поділяють на два або більше самостійних, відокремлених один від одного репродуктивно. Відрізнити їх один від одного можна за генетичними або ферментними особливостями. І навпаки, два близькоспоріднених види мурах, які легко відрізняють за зовнішніми ознаками, в місцях спільного проживання нерідко схрещуються і дають гібридні форми. При плодючості таких гібридів робиться висновок про те, що види не самостійні, а є лише різними расами одного виду, оскільки потомство від схрещування індивідів різних видів не плодовите.
Філогенетичне розміщення підродин мурашок показано нижче за даними Brady et al. (2006), Moreau et al. (2006), Ward (2007), Rabeling et al. (2008). Нещодавно, в роботі Kück et al. (2011) було показано, що розташування підродин Martialinae і Leptanillinae має бути переглянуте, оскільки вони близькі до клади, що охоплює й Formicinae.
2014 року на основі молекулярно-філогенетичного дослідження кочових і напівкочових мурашок було запропоновано (Brady et al., 2014) знову об'єднати всі доріломорфні підродини (Aenictinae, Aenictogitoninae, Cerapachyinae, Ecitoninae і Leptanilloidinae) у складі розширеної Dorylinae s. l., прийнятої в широкому обсязі (замість одного роду Dorylus там тепер 18 родів і 797 видів).

## Будова тіла
01. джгутик вусика

02. скапус вусика

03. лобні лопаті

04. вусикова ямка

05. наличник

06. мандибули

07. передньоспинка (пронотум)

08. потилиця

09. складне око

10. скутелюм

11. средньоспинка (мезонотум)

12. середньогрудне дихальце

13. анепістерніт

14. задньоспинка

15. задньогрудне дихальце

16. проподеум

17. проподеальне дихальце

18. метаплевральна залоза

018a. ґуля

018b. отвір

19. петіоль

20. постпетіоль

21. тергіти черева

22. стерніти черева

23. жало

24. стегно

25. гомілка

26. пазурчик

27. шпора

28. лапка

29. катепістерніт

30. тазик

31. вертлюг

32. вентральний відросток

33. голова

34. мезосома

35. петіоль (стебельце)

36. черевце

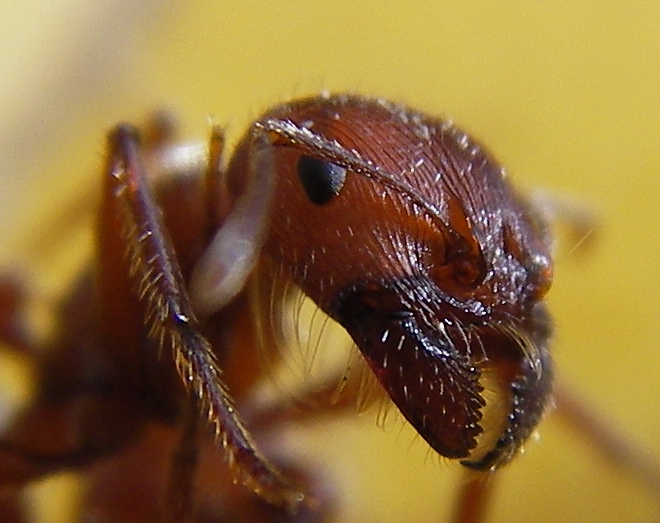
Голова мурашки

Мурашки відрізняються за своєю морфологією від інших комах наявністю колінчастих вусиків, метаплевральною залозою, а також значним звуженням другого абдомінального сегменту у вузол-петіоль. Голова, мезосома і черевце є трьома різними сегментами тіла. Петіоль — це вузька талія між мезосомою (три грудні сегменти, а також перший черевний сегмент, який зливається з ними) та черевцем (сегменти черевця після петіолю). Він може складатися з одного або двох члеників (тільки другий або другий і третій абдомінальні сегменти). Черевце і петіоль разом об'єднуються у метасому.
Як і інші комахи, мурашки мають екзоскелет — зовнішню хітинову оболонку, яка забезпечує підтримку і захист тіла. Нервова система складається з черевного нервового ланцюжка, який розміщений по всій довжині тіла, і кількох нервових вузлів, пов'язаних між собою. Найважливішою частиною нервової системи є надглотковий ганглій, в якому утворюються тимчасові зв'язки. Його об'єм найбільший у робітників, менший у королев і найменший у самців.
Як і більшість комах, мурашки мають складні фасеткові очі, що складаються з численних крихітних лінз. Мурашині очі добре розрізняють рух, але не володіють високою роздільною здатністю. Крім складних очей є три простих вічка на верхній частині голови, які визначають рівень освітленості і площину поляризації світла. Порівняно з хребетними тваринами, більшість мурашок мають посередній зір, а деякі підземні види є повністю сліпими. Однак, як доведено в дослідженнях на австралійських мурашках роду Myrmecia, різні касти мурашок можуть мати різну специфіку зорового аналізатора, яка відповідає умовам їхнього життя. Так, крилаті самиці та самці мають значно кращу роздільну здатність зору, аніж винятково наземні робочі особини, що досягається збільшенням кількості фасеток та зменшенням їхнього розміру. Натомість робочі особини, що ведуть нічний спосіб життя, мають більший розмір кожної окремої фасетки, що збільшує кількість світла, яке потрапляє на сітківку.
Вусики на голові є органами чуття, які слугують для виявлення хімічних речовин, повітряних потоків і коливань, а також використовуються для приймання і передавання сигналів через дотики.
Голова мурашок має потужні мандибули, які використовуються для перенесення їжі, орудування різними предметами, будівництва мурашника і оборони . У деяких мурашок ці жувальця відкриваються на 270° і замикаються немов капкани, наприклад, у таких родів, як Anochetus, Odontomachus, Myrmoteras, Strumigenys. У деяких видів є невеликий відросток стравоходу, який називається «громадським шлунком», або волом. В ньому може зберігатися їжа, яка згодом розподіляється між іншими мурашками і личинками. (Див. також трофолаксис).
Мозок мурашок є не більшим порівняно з одиничними комахами, проте є більш спеціалізованим. Найважливішим серед органів чуття в мурашок є антени, які забезпечують сприйняття запахів. У мозку за відчуття запаху відповідають спеціальні антенні частки.
- Anochetus
- Odontomachus
- Myrmoteras
- Strumigenys

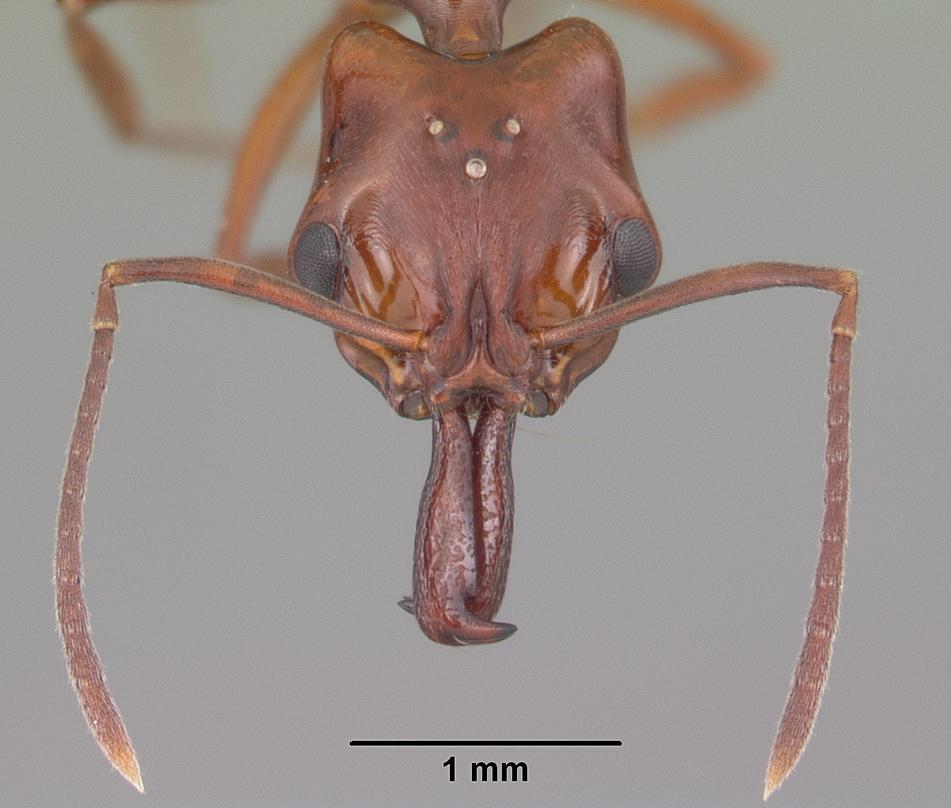
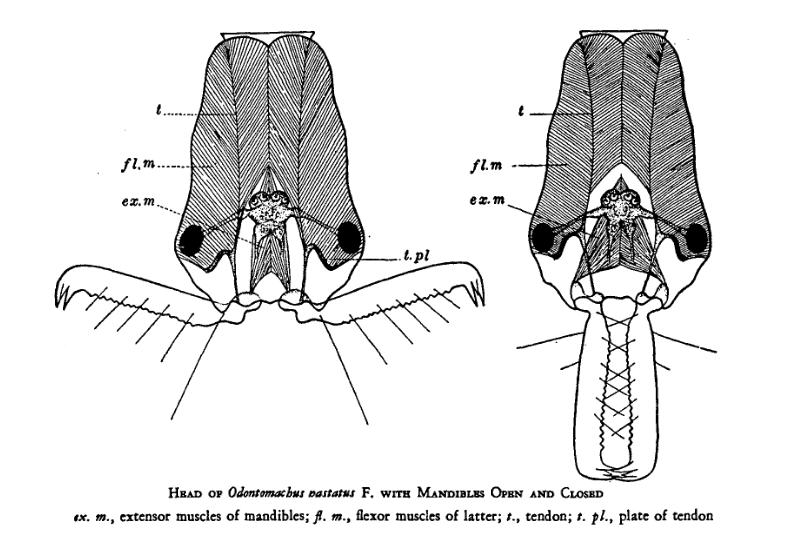
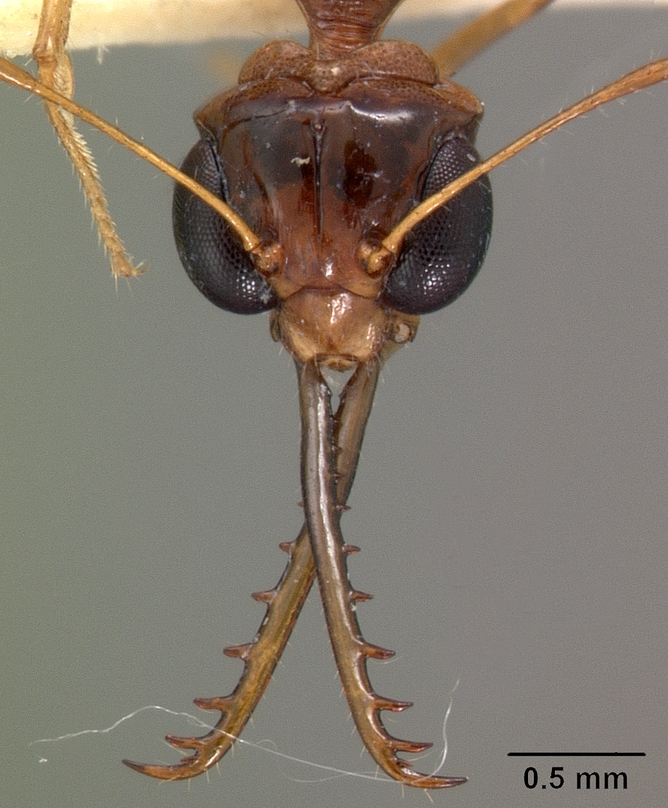
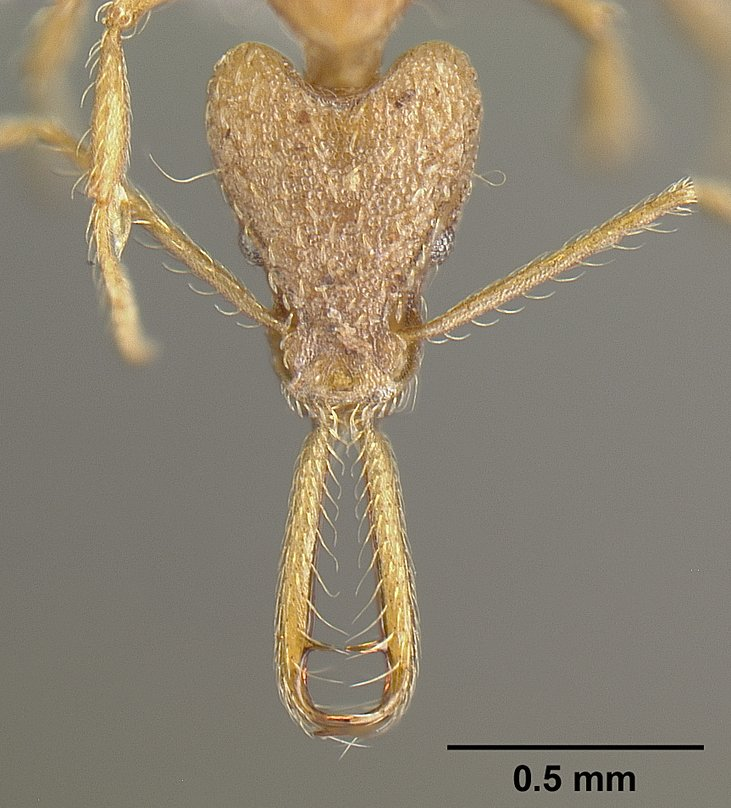

Гачкуватий пазур на кінці кожної лапки допомагає мурашкам підніматися вертикальними поверхнями. Більшість королев і самців мурашок мають крила. Королеви відгризають крила після шлюбного польоту.
У черевці мурашок розташовані внутрішні органи, зокрема репродуктивні, а також видільні залози. У робочих мурашок багатьох видів на кінці черевця присутній видозмінений яйцеклад у вигляді жала, який використовується для добування їжі, а також захисту гнізда або нападу (наприклад, у мирміцин, Myrmeciinae, Paraponerinae, понерин тощо). Примітивні форми підродини мирміцини, мають зредуковане жало, а еволюційно просунутіші форми — видозмінене, водночас навіть у примітивних родів цієї групи, воно не здатне дієво паралізувати жертву.
Сигнальні речовини виділяються спеціальними залозами. У різних видів мурашок їх може бути до десяти. Такі залози розрізняються за кількістю, формою, призначеннями і ніколи не зустрічаються одночасно в одного виду. Екзокринна система мурашок добре розвинена і налічує більше 75 залоз, які розташовуються в усіх частинах тіла: у голові і вусиках (більше 15), в грудях і ногах (більше 30) та в черевці (більше 30). Вони виділяють феромони, беруть участь у виробленні широкого спектра інших речовин, як-от ферменти, складові отрут, антибіотики, мастильні матеріали тощо. У мурашки Pachycondyla tridentata тільки в одному черевці міститься не менше ніж 28 залоз.
Метаплевральні залози виділяють антибіотичні речовини (наприклад, фенілоцтову кислоту), а іноді також феромони тривоги і репеленти для захисту від ворогів. Однак вони відсутні у низки видів, що ведуть деревний спосіб життя. Для захисту і нападу також використовуються статеві залози, що змінили своє призначення у особин-робітників. Серед них вирізняють отруйну залозу, що виробляє кислий екскрет, і залози Дюфура, які виробляють лужний екскрет, різноманітні вуглеводи, кетони, спирти, складні ефіри і лактони. Основу отрути багатьох нежалких видів становить мурашина кислота. Такі мурашки вибризкують секрет на відстань до декількох сантиметрів, одночасно виділяючи «феромони тривоги». Найтоксичнішою є отрута деяких жалки́х видів, що має, як і більшість отрут тварин, непростий склад. Основною дійовою речовиною отрути вогняних мурашок є алкалоїд з групи піперидинів, соленопсин; до складу отрути входять також кілька алергенних білків. Найтоксичнішою є отрута деяких видів мурашок-женців роду Pogonomyrmex; LD50 отрути P. badius для мишей при внутрішньочеревному введенні — 0,42 мкг/г.
Пігідіальні залози відкриваються ззаду протоками на верхній стороні черевця. У низки видів вони виробляють феромони тривоги й репеленти, в інших — слідові феромони. Стернальні залози відкриваються протоками на нижній стороні черевця і виділяють слідові і призовні феромони. Мандибулярні залози відкриваються протоками на внутрішній стороні жувалець.
Раніше вважалося, що усі мурашки здатні виділяти отруйну мурашину кислоту (звідки і походить її назва), проте зараз відомо, що на це здатні лише представники підродини форміцини.
Виділення шовкоподібної речовини личинками мурашок для створення захисного кокона помічено в підродинах Aneuretinae, Apomyrminae, Cerapachyinae, Ecitoninae, Formicinae, Myrmeciinae, Nothomyrmeciinae і Ponerinae.

## Устрій сім'ї

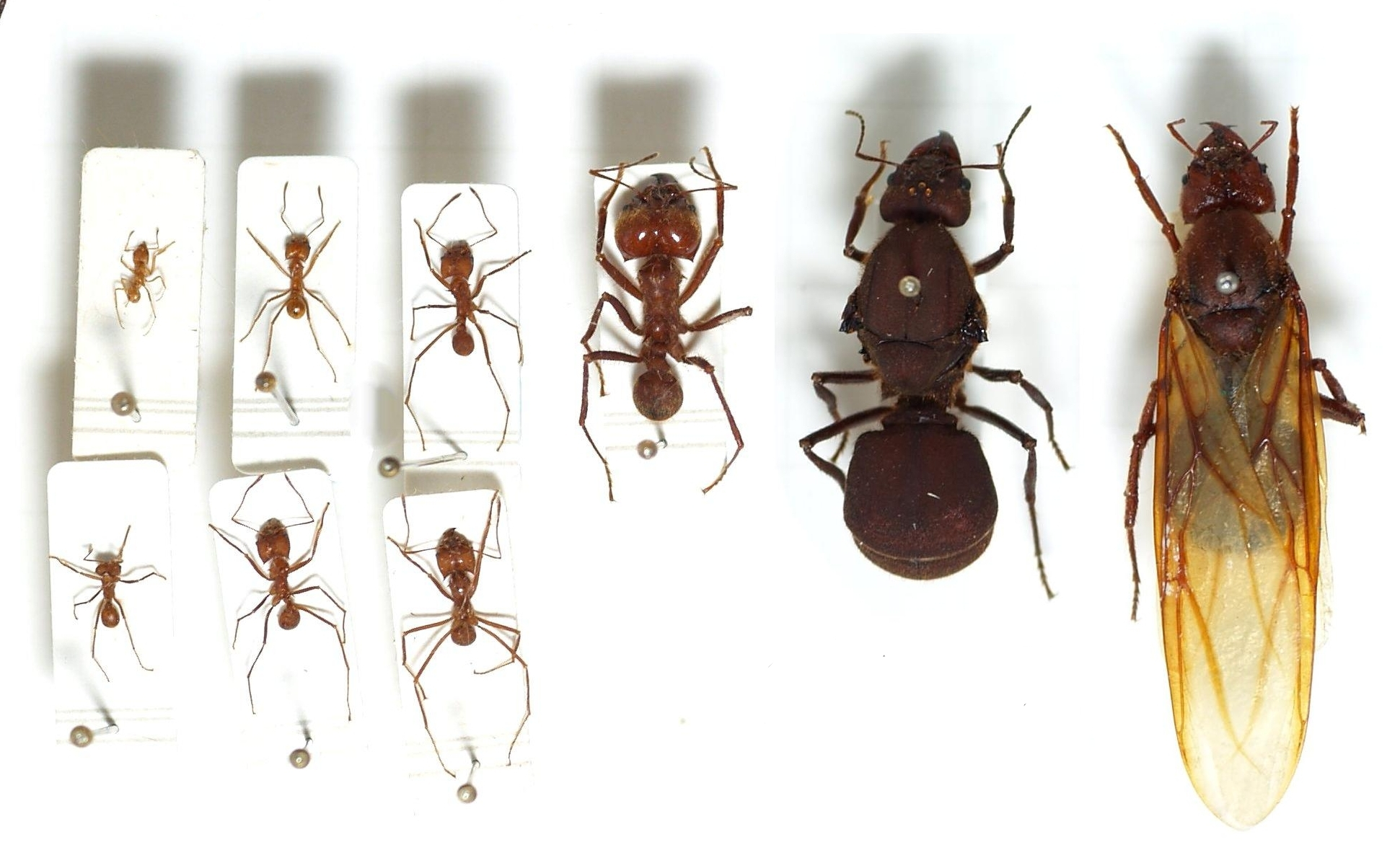
мурашки-листорізи. Робітники різних каст (зліва) і дві матки (праворуч)

Мурашина сім'я — багаторічна, високоорганізована спільнота, що складається з розплоду (яйця, личинки, лялечки), дорослих статевих особин (самок і самців) і, здебільшого, численних робочих особин (безплідних самиць).
Мурашки утворюють сім'ї, розміри яких різняться від декількох десятків особин до високоорганізованих колоній, що складаються з мільйонів особин і посідають розлогі місцини. Великі сім'ї складаються переважно з безплідних безкрилих самок, які утворюють касти робочих, солдат чи інші спеціалізовані групи. Майже в усіх сім'ях є самці і одна або кілька репродуктивних самок, які називаються царицями або королевами. Іноді сім'ї називають суперорганізмом, тому що мурашки працюють як єдине ціле.
У мурашиних сім'ях існують поділ праці, зв'язки між особинами і самоорганізація при розв'язанні складних завдань. Такі подібності з людським суспільством давно є предметом досліджень вчених.

### Мурашина матка
Мурашина сім'я має одну (моногінія) або кілька (полігінія) репродуктивних самок, залежно від виду і розміру сім'ї — звані королевами або матками. Самиці схожі на робітниць, але відрізняються від них будовою грудей і, як правило, більш великими розмірами. Мають крила, які відкушують собі після запліднення.
У більшості видів цариці і робітниці розвиваються із запліднених яєць — вони мають два набори хромосом, отриманих від сперматозоїда і яйцеклітини.
Самиця злучається тільки один раз під час «шлюбного польоту», отримуючи при цьому запас сперми самця, споживаний поступово протягом усього її життя. Тривалість життя мурашиної самиці найвища для світу комах і може становити до 12–20 років, залежно від виду (рекорд для самиць в 28 років зафіксовано в лабораторному гнізді Lasius niger). Запліднені самиці скидають крила і чи засновують нову сім'ю, чи залишаються у своєму мурашнику. Іноді молодих самиць приймають в інші, вже наявні сім'ї свого виду. У першому випадку самиця має вибрати місце для гнізда, підготувати першу камеру нового мурашника і розпочати за деякий час відкладати яйця.

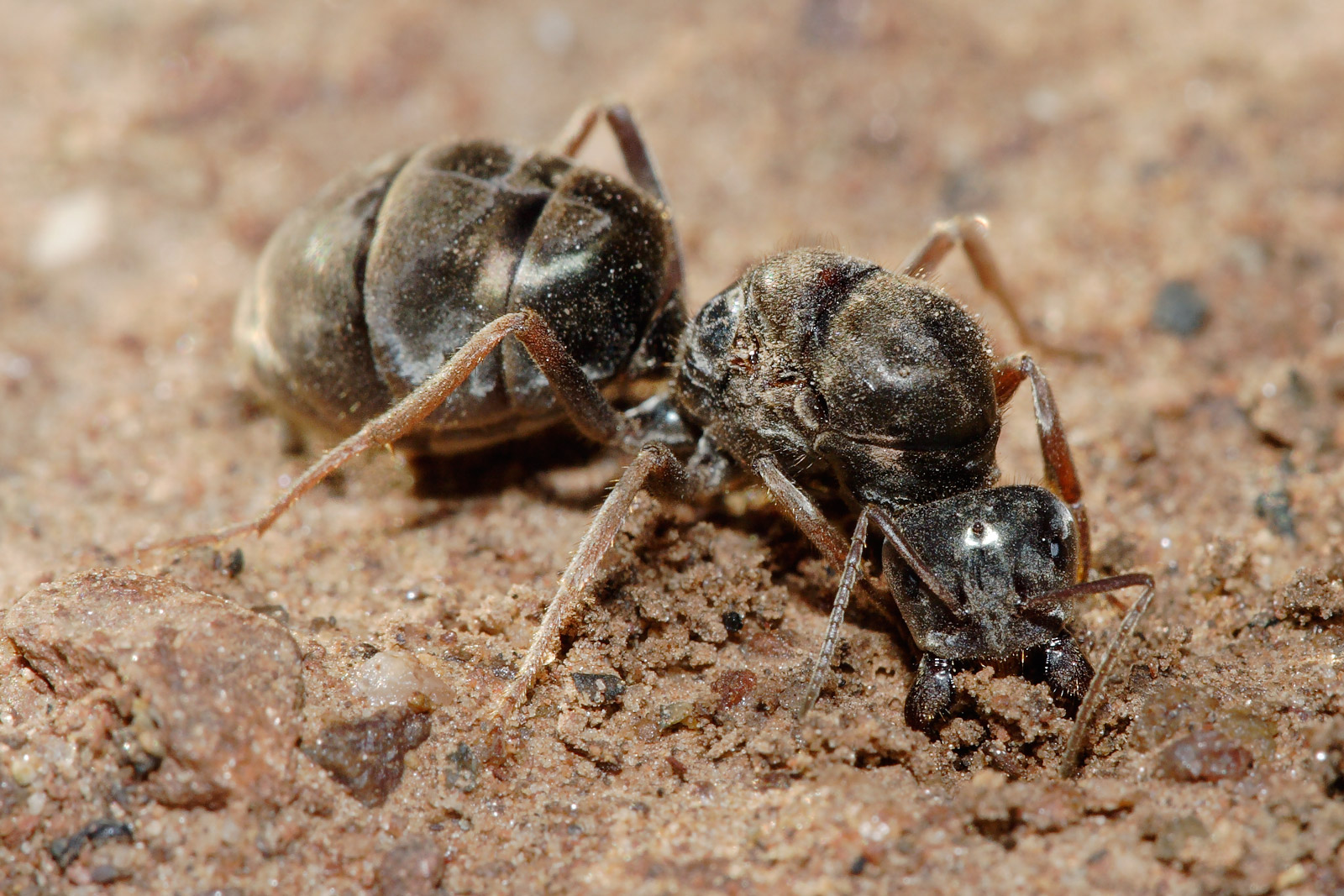
Мурашина цариця риє нору, засновуючи нову сім'ю

 У деяких видів самиці здійснюють збирання їжі, і їм доводиться полишати гніздо. В інших — вони залишаються в кублі, підтримуючи власне існування і вирощуючи перших робітниць за рахунок жирових запасів і піддаються гістолізу м'язів крил. Цариця годує личинок особливим слинним секретом й/або особливими «кормовими» яйцями. Кількість доступного корму спочатку дуже обмежена, тому між числом і розміром перших робітниць шукається компроміс — усі вони є дрібними або навіть карликовими.
Може здатися, що матка є центром мурашиної сім'ї, проте в дійсності ним, є робочі мурашки. Чим більше в мурашнику самок, тим «нешанобливим» є ставлення до них робітниць. Робочі мурашки переселяють самиць з однієї частини гнізда в іншу, передають на обмін в інші гнізда, вбивають тих, чия плодючість стала занадто низькою. Робітниці контролюють і відтворення особин у сім'ї: знищують зайвих личинок або змінюють режим їхнього годування для зміни співвідношення чисельності каст у сім'ї.

### Самці

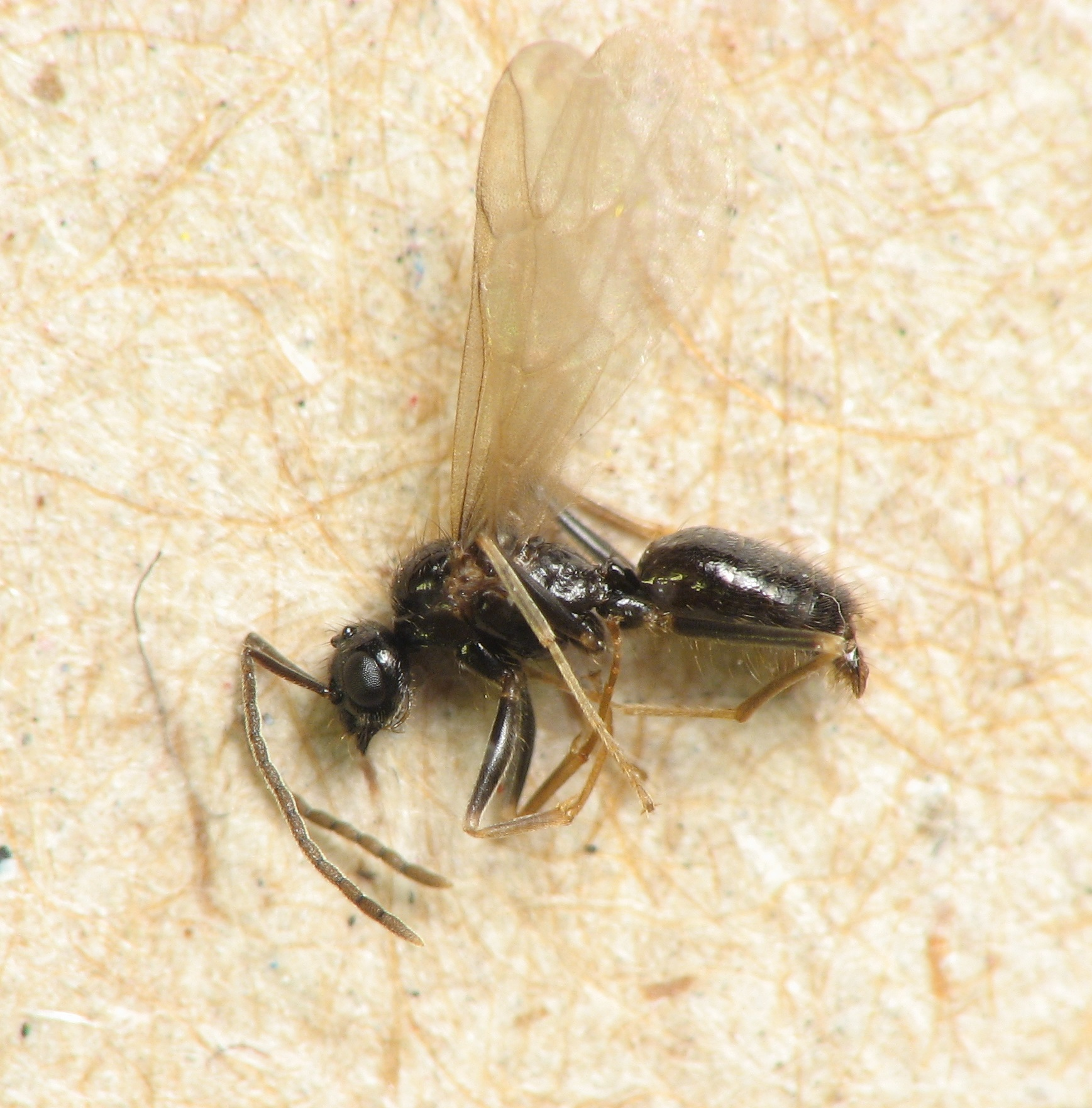
Крилатий самець виду Prenolepis imparis

Самці (за деякими винятками) народжуються з незапліднених яєць і є носіями тільки одного набору хромосом (гаплоїдного), що дістається їм від материнської яйцеклітини.
Зазвичай самці мають крила, які використовують в період роїння. У представників роду Cardiocondyla, крім крилатих, відомі також і безкрилі самці, що ведуть конкурентну боротьбу один з одним (зі смертельним кінцем) за молодих самиць в материнському кублі.
Участь самців зводиться до запліднення молодих крилатих самок. Самці зазвичай з'являються в мурашнику незадовго до шлюбного льоту і незабаром після спаровування гинуть.

### Робітники
Переважна більшість особин в мурашиній сім'ї становлять робітники, які є самицями з недорозвиненою статевою системою (для порівняння, у термітів робітничими особинами можуть бути також і статевонезрілі самці), основною роллю яких є турбота про сім'ю. Крила у них відсутні, є спрощена будова грудей, очі менші, ніж у самиць-маток, або скорочені, а у частини видів відсутні.

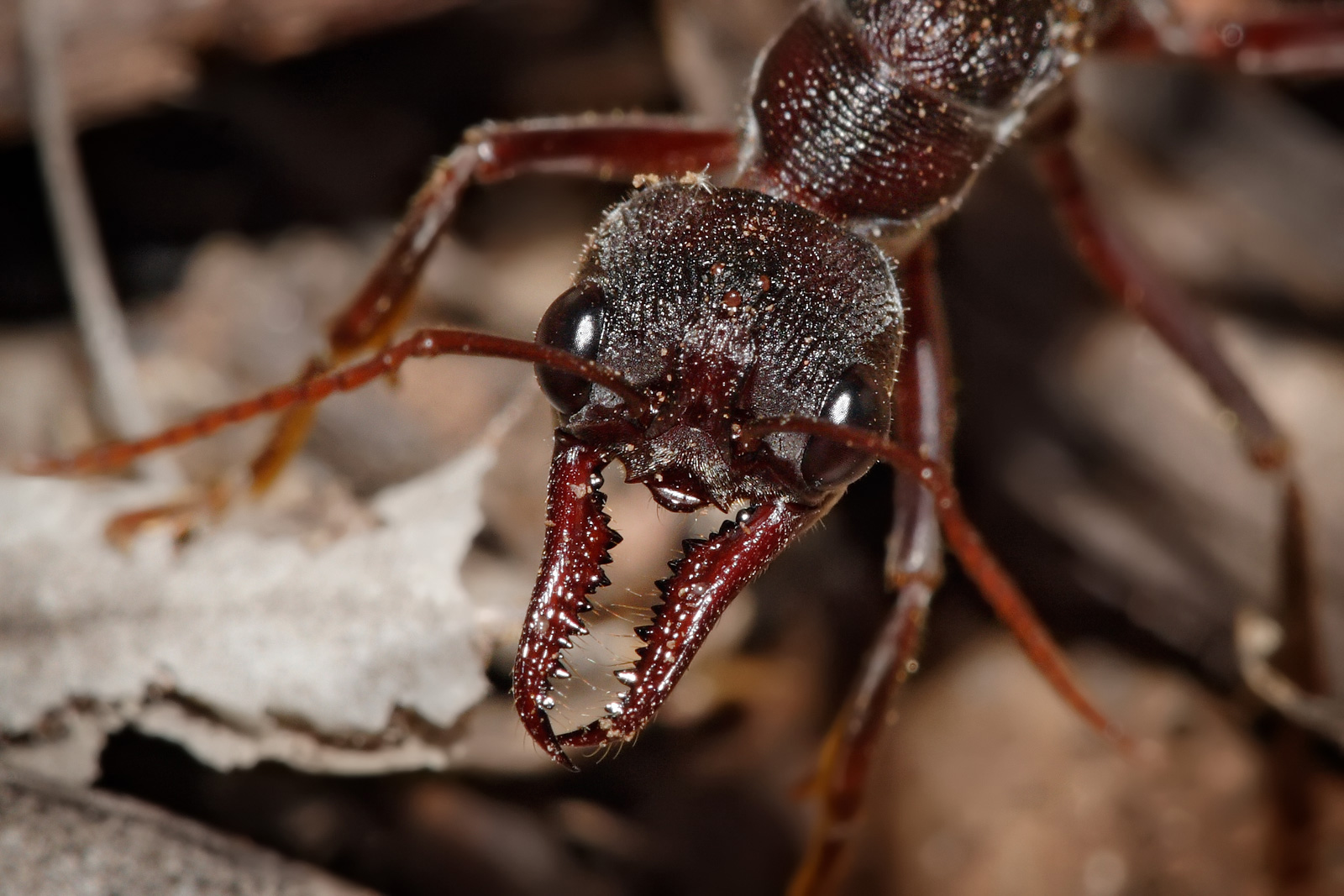
Мандибули мурашки-бульдога

Для деяких видів притаманний поліморфізм — відмінність в розмірах, сприйнятливості органів почуттів і активності серед мурашок одного виду в залежності від завдань, які вони виконують у сім'ї.
Часто мурашки-робітниці великих розмірів мають непропорційно велику голову і, відповідно, сильні мандибули. Таких робочих називають мурашками-солдатами, оскільки сильні мандибули роблять їх дуже вправними в бою, але водночас вони як і раніше є мурашками-робітницями, і їхні «обов'язки», здебільшого, незначно відрізняються від «обов'язків» інших робітників. У деяких видів мурашок немає робочих середніх розмірів, що створює різкий розрив між маленькими і великими формами. Наприклад, мурашки-ткачі мають чіткий бімодальний розподіл розмірів. У деяких інших видів мурашки-робітниці зазнають змін протягом усього життя, наприклад, вік впливає на придатність мурашки, проте лише в деяких випадах. Значна частина мурашок може усе життя залишатися при виконанні одних і тих же обов'язків.

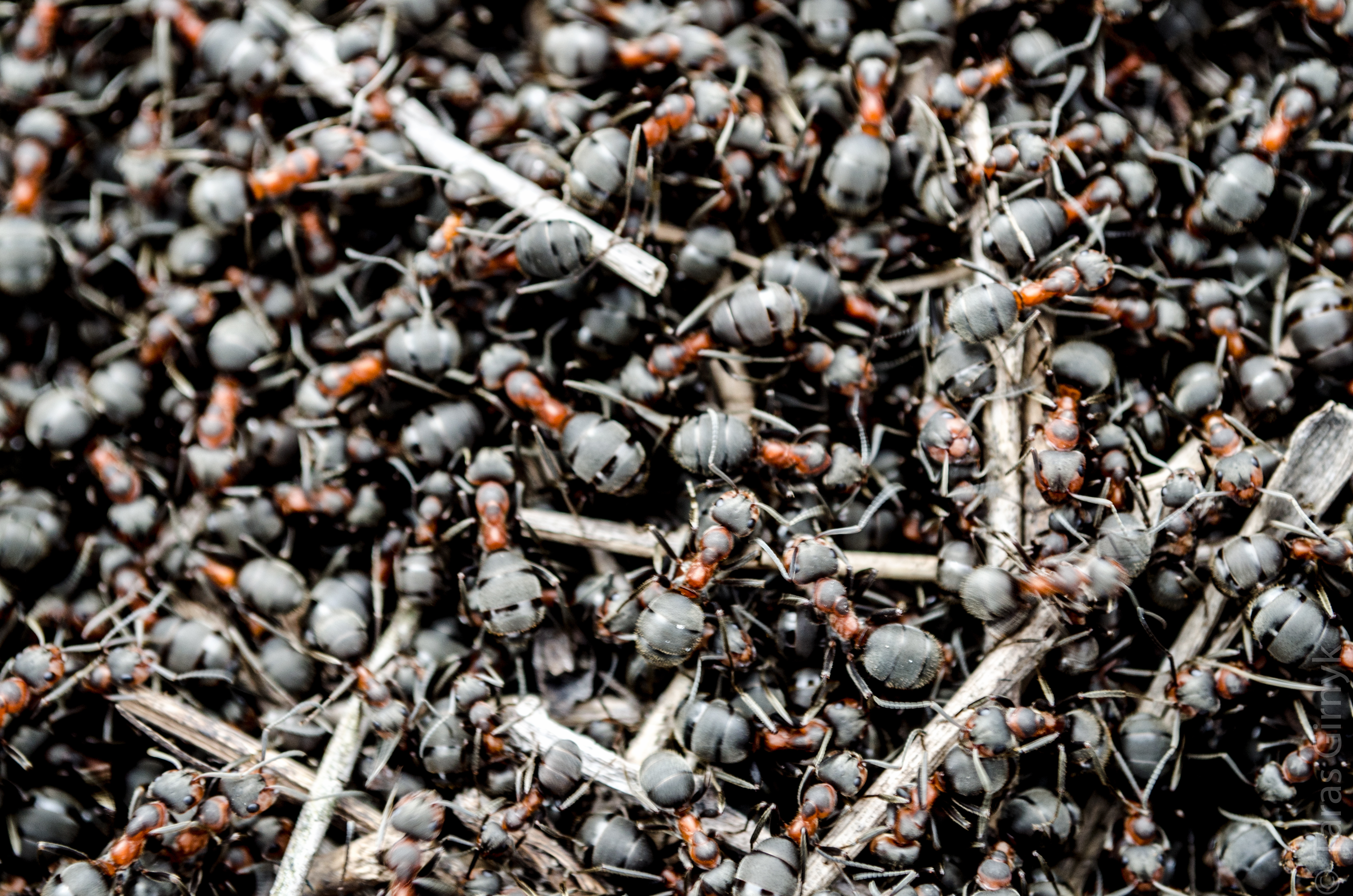
Мурашня

Окрім поліморфізму, робочі мурашки можуть поділятися за призначенням у сім'ї (поліетізм). Одні мурашки доглядають за молоддю (няньки), інші — беруть участь в будівництві кубла, стають фуражирами, треті — чистять приміщення, четверті ж зберігають запаси рідкої їжі (медові бочки) тощо.
Основами для приналежності робочих мурашок, стає їхній фізіологічний стан. Робочі мурашки із одного мурашника дуже схожі одна на одну зовні, але дуже відрізняються одна від одної віком та фізіологічним станом. Деякі мурашки войовничі й сміливі, інші відрізняються боязкістю. Одна мурашка спритна, але нетерпляча, інша ж може одноманітно виконувати одну й ту ж дію, як, наприклад, збирання паді попелиць, щодня ходячи однаковим шляхом до одного й того ж дерева, де на гілці міститься «пасовисько» попелиць.
Робочі особини деяких видів мурашок здатні відкладати яйця.
Потужність робочої мурашки зростає при роботі гуртом. Наприклад, робітниця волохатої лісової мурашки на самоті здатна розвивати потужність 24,2 ерг/сек, а в парі кожна робоча розвиває потужність до 31,6 ерг/сек. У мурашок роду Formica мозок посідає 0,57 % обсягу тіла.

## Розвиток і розмноження
Мурашки, як представники комах з повним перетворенням, у своєму розвитку проходять кілька стадій: яйце, личинка, лялечка та імаго. Цикл розвитку мурашок, як й усіх інших перетинчастокрилих, передбачає повне перетворення (голометаболія). З яйця вилуплюється личинка — єдина зростальна стадія комахи.

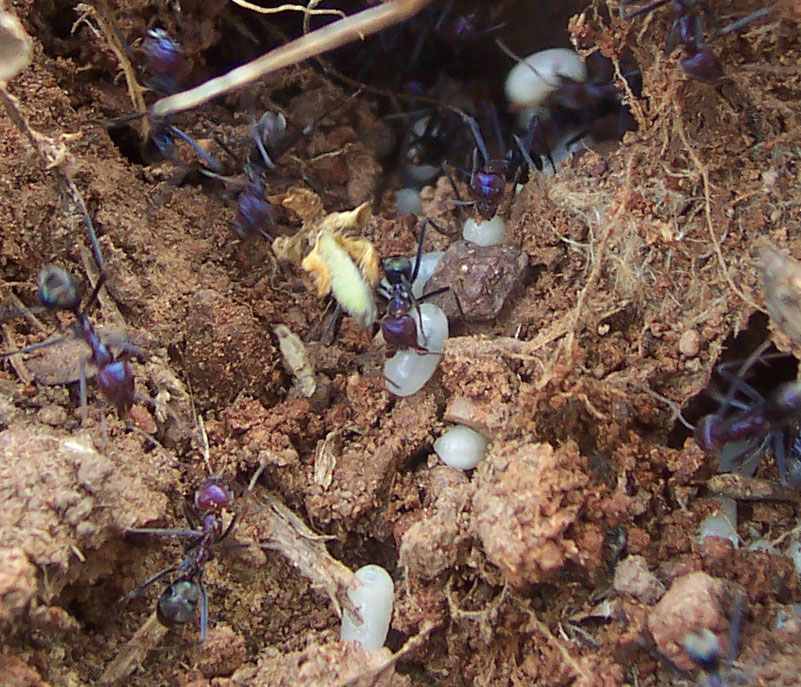
мурашки рятують лялечок і личинок

Життя мурашки починається з яйця. Якщо яйцеклітина запліднена, то з неї виросте самка, а якщо ні, то самець. Зазвичай яйця зберігаються не окремо, а невеликими «пакетами». Після інкубаційного періоду з яйця виходить малорухлива червоподібна личинка, годування і догляд яких виконують робочі особини. Зовнішні покрови личинки можуть розтягуватися тільки до певних меж, і під час росту відбуваються линяння. Відповідно, заведено розрізняти кілька вікових стадій личинки. Для мурашок типовими є чотири личинкові стадії, які завершуються лялечкуванням, хоча в деяких видів може бути три або п'ять личинкових стадій. Годування личинки здійснюється за допомогою трофолаксису, коли доросла мурашка зригує рідку їжу зі свого зобу — як і при обміні їжею між імаго, що зберігають їжу у «суспільних шлунках». Личинки можуть споживати і тверду їжу, наприклад кормові яйця, шматки здобичі або насіння, принесені робітницями. Мурашки деяких видів переносять своїх личинок безпосередньо до місця, де було захоплено здобич. Перед лялечкуванням личинка припиняє харчуватися і виділяє вміст свого кишковика. У деяких видів мурашок (наприклад, у представників підродин форміціни, понерини, Amblyoponinae) личинки перед лялечкуванням плетуть кокон. Кокони мурашок в народі невірно називають «мурашиними яйцями». Лялечка вільна — придатки імаго всередині неї вільні і не злиті з тілом. Залежно від харчування, яке отримує личинка, вона може розвинутися в царицю або робочу особину. Якщо у виду існує поділ робочих на касти, то харчування також визначає, до якої касти буде належати майбутнє імаго мурашки. Личинки і лялечки мусять перебувати за певної постійної температури, тому робочі часто переміщують їх з однієї камери мурашника в іншу, з придатнішими умовами. Після завершення стадії лялечки, робочі мурашки допомагають новій особині вийти з неї, оскільки мурашка самостійно не в змозі розкрити кокон.

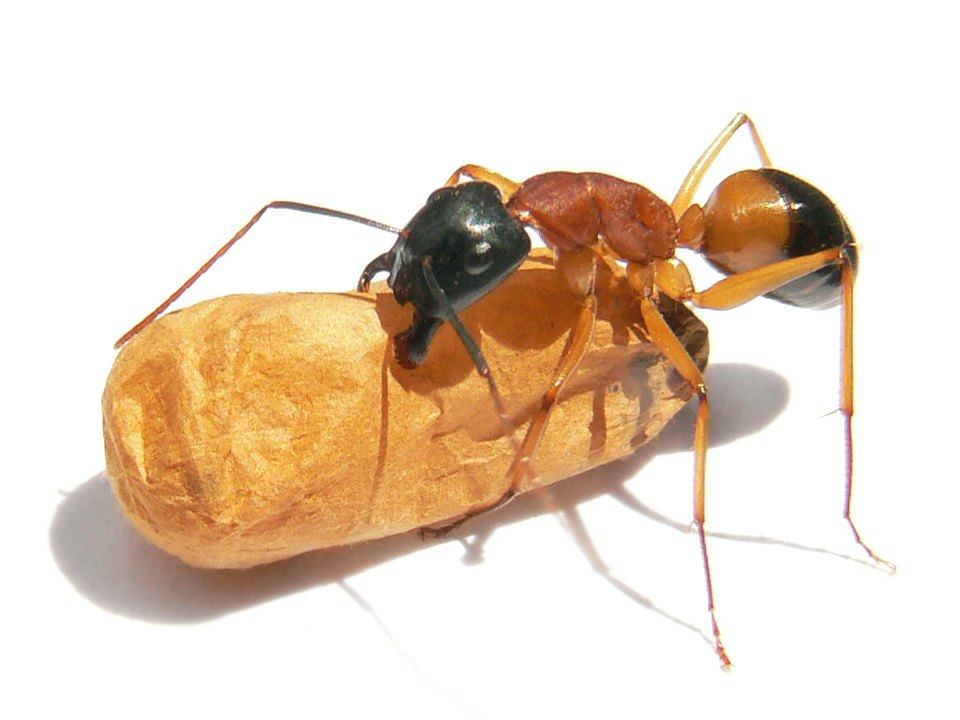
Мураха переносить лялечку

Перші кілька днів життя нові робочі особини проводять, доглядаючи за королевою і розплодом. Потім вони зазвичай, виконують риття тунелів й іншу роботу всередині кубла. Згодом мурашка стає захисницею домівки і фуражиром. Ці зміни досить раптові і є прикладами тимчасових каст. Пояснення такої послідовності, пов'язано з високою смертністю серед фуражирів.

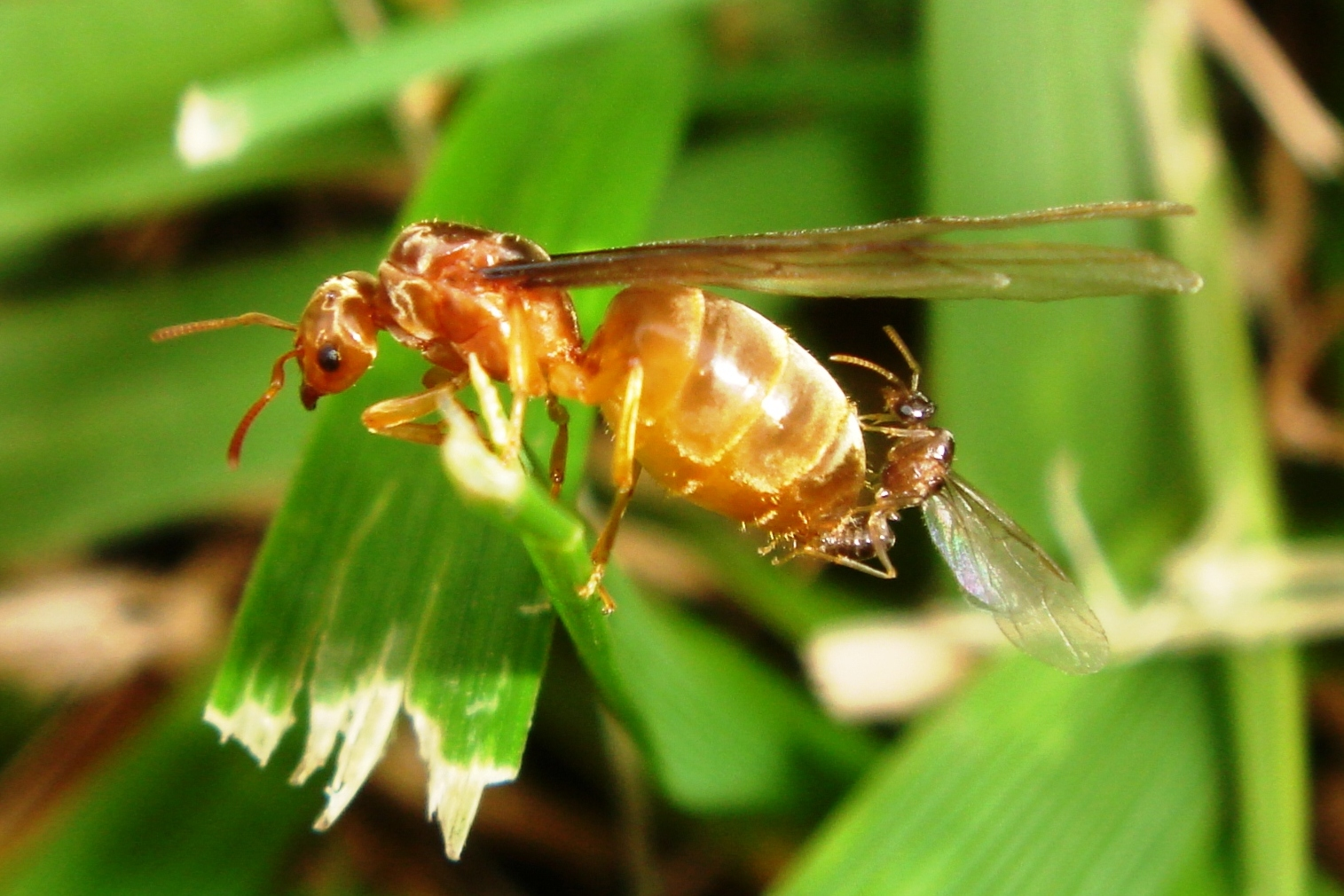
Шлюбний політ мурашок

У більшості видів мурашок здатність до спарювання є тільки у самиць (майбутніх цариць) і самців. Усупереч поширеній думці, в деяких сім'ях мурашок можуть бути кілька королев (полігінія), а в інших може не бути королеви зовсім. Робітниці, здатні до розмноження, називаються гамергатами (англ. gamergates), а сім'ї, в яких немає королеви, — гамергатними. Крилаті самці мурашок виходять з лялечок разом з майбутніми царицями і протягом свого життя тільки харчуються і спаровуються. Більшість мурашок моновольтинні, тобто за рік розвивається тільки одне покоління. У певну мить, яка залежить від виду, крилаті самиці і самці залишають гніздо і вирушають у шлюбний політ. Здебільшого, самці злітають раніше самиць і виділяють феромони, які змушують останніх слідувати за ними. Самиці більшості видів спаровуються лише з одним самцем, але зустрічаються також види, самиці яких спаровуються з десятьма і більше самцями. Після спарювання самиця шукає відповідне місце для створення нового мурашника. Знайшовши таке, вона відгризає собі крила і риє першу камеру майбутнього кубла, а потім починає відкладати яйця і доглядати за ними. Цариця зберігає сперму, отриману під час шлюбного польоту, і запліднює нею свої яйця. Перші робітниці в новій сім'ї є слабкими і дрібними за розміром порівняно з подальшими робочими особинами. Вони збільшують кубло, добувають корм і доглядають за розплодом. Так створюються нові сім'ї у більшості видів, проте існують види, у яких колонію утворюють відразу кілька королев. У певний час одна з королев з «почтом» залишає родину і переселяється на нове місце. Ця дія схожа на роїння у медоносних бджіл.

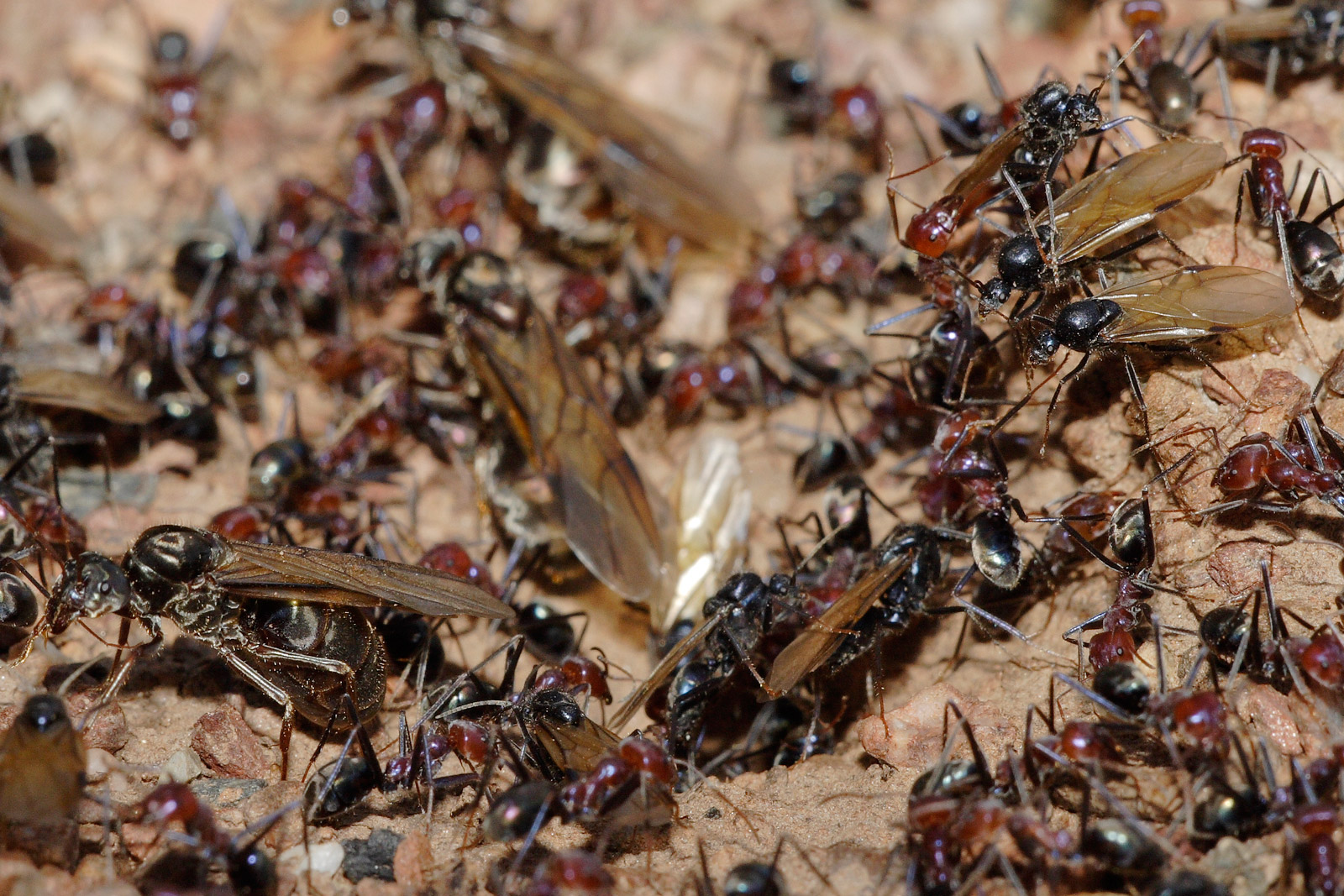
Майбутні цариці і самці перед «шлюбним польотом»

У мурашок відзначено широкий розбіг стратегій розмноження. Наприклад, самиці деяких видів здатні розмножуватися шляхом одностатевого розмноження (партеногенезу), коли самиці з'являються з незапліднених яєць (без участі самців), а у виду Mycocepurus smithii усі особини жіночої статі. Факультативна або облігатна телітокія дослідно підтверджена у кількох видів: Pristomyrmex pungens, Messor capitatus (Myrmicinae), Cerapachys biroi (Cerapachyinae), Cataglyphis cursor (Formicinae), Platythyrea punctata (Ponerinae).
В тропіках мурашки жваві цілий рік, а в холодніших регіонах переживають зиму у стані спокою і бездіяльності. Способи бездіяльності різноманітні, і в деяких видів навіть личинки переходять в стан діапаузи. Однак у більшості видів дорослі особини зимують у стані зниженої діяльності.
Винятковий спосіб природного клонування існує у малої вогняної мурашки, самці і самиці якої розмножуються клонуванням незалежно, завдяки чому генофонди обох статей не змішуються. У цього виду робочі особини розвиваються із запліднених яєць, матки — з незапліднених диплоїдних яєць. У деяких яйцях, запліднених самцями, усі хромосоми матері руйнуються, і з таких гаплоїдних яєць розвиваються самці.

### Генетика
Диплоїдний набір хромосом у мурашок має найбільший діапазон серед усіх комах. Він варіює від двох хромосом у самиць Myrmecia pilosula (2n = 2) до 120 хромосом у Dinoponera lucida (2n = 120). У самців, що мають гаплоїдний набір, він удвічі менший, тобто у представників чоловічої статі Myrmecia pilosula всього одна хромосома.

### Шляхи створення сім'ї
Розмноження і розселення мурашок відбувається один раз на рік (у деяких видів — двічі за рік).

#### Самостійний

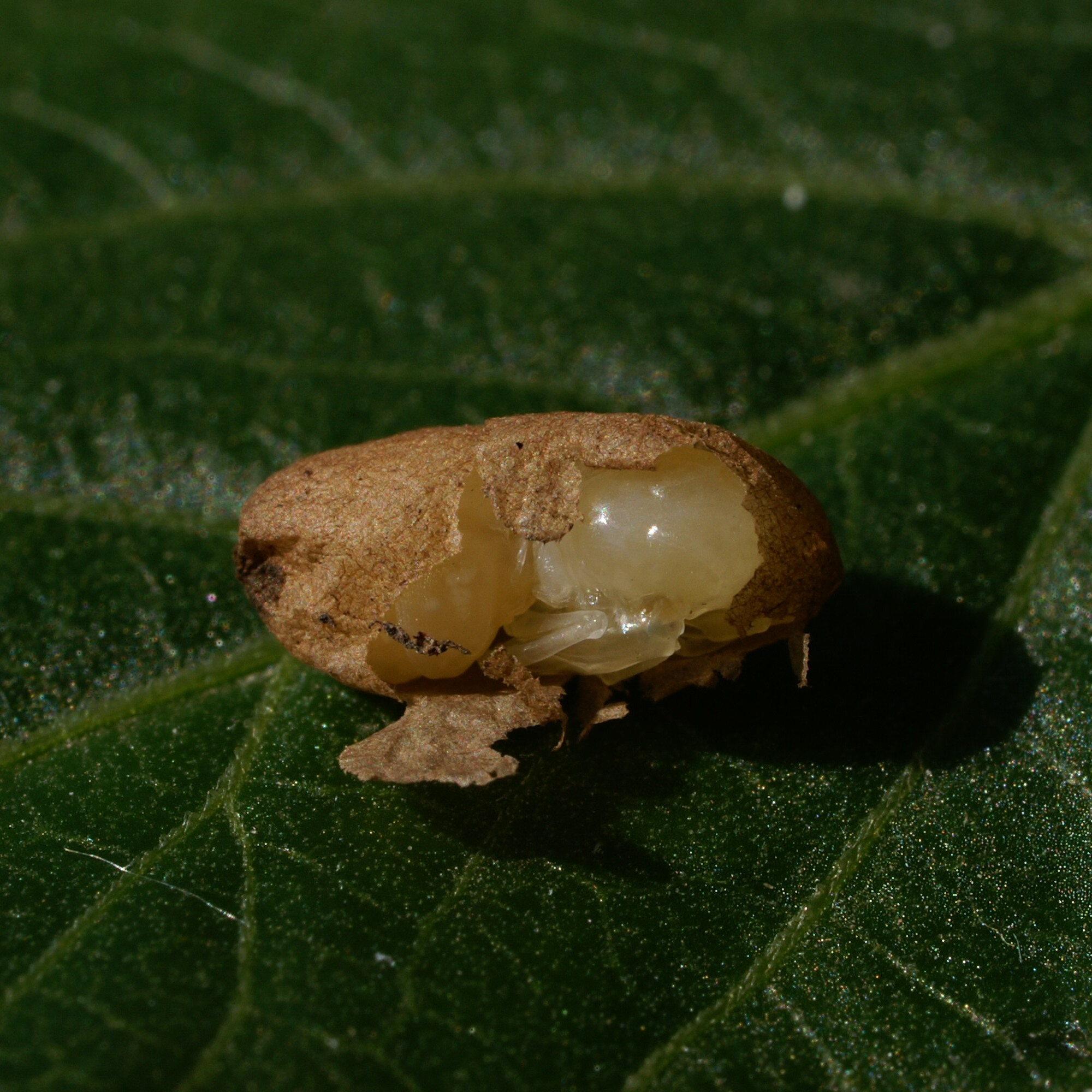
Лялечка мурашки в коконі (кокон частково розкрито)

Під час шлюбного льоту самиці і самці виходять з кубел і скупчуються біля їхніх виходів, а потім починають підніматися на будь-які височини — трав'янисті рослини, дерева, стіни будівель тощо, звідки і злітають. Рухливіші самці часто злітають безпосередньо з землі. Самиці і самці з різних мурашників спаровуються в повітрі або на землі. Незабаром після цього самці гинуть, а запліднені самиці вирушають на пошуки місця для майбутнього кубла. Знайшовши відповідне місце, самиця будує невелику замкнуту камеру в землі, а потім починає відкладати яйця. Іноді кілька самиць роблять таку камеру спільно. Яйця у мурашок дуже дрібні, близько 0,5 мм завдовжки, і завжди склеєні у загальний клубок. Через тиждень з яєць починають з'являтися перші личинки.
Молоді личинки залишаються в загальній «грудці», більші розміщуються гуртами або окремо на підлозі камери, а іноді (у видів дрібних мурашок) підвішуються на стінках камери. За 2 тижні личинки закінчують зростання, і починається лялькування. До цього часу вони стають більшими за робочі мурашки. До виходу з лялечок перших робітниць самиці-матки нічим не харчуються. У деяких примітивних видів мурашок самиці виходять з кубла і полюють на комах. Але у переважної більшості видів самиця так і не залишає гнізда до кінця життя, а личинок вигодовує виділеннями спеціальних слинних залоз. При цьому у самиці повністю зникають літальні м'язи і витрачаються запаси жиру, накопичені ще в батьківському кублі. Після виходу з лялечок перших робітниць вони виходять назовні з камери і починають добувати їжу. З цього часу самиця-матка тільки відкладає яйця. Усі роботи в кублі беруть на себе робочі особини.

#### Тимчасовий соціальний паразитизм
Серед мурашок широко поширені явища тимчасового соціального паразитизму. Самиці даних видів зазвичай набагато дрібніше, ніж видів, які самостійно засновують кубла.
Самки малих лісових мурашок, наприклад, не можуть самостійно заснувати нову сім'ю. Для цього їм потрібна допомога робочих іншого виду — бурої лісової, червонощокої або сірої піщаної мурашки. Молода самиця рудої лісової мурашки знаходить мурашник одного з цих видів, що втратив власну самку, і поселяється в ньому. У інших тимчасових соціальних паразитів, наприклад, у жовтої пахучої мурашки, самиця проникає в гніздо виду-господаря, де є своя матка, і стає настільки привабливою для робітниць-хазяйок, що вони дозволяють їй вбити власну самицю і посісти її місце. Деякий час в мурашнику мирно співіснують мурашки двох видів, але «хазяйки», які втратили власну матку, поступово вимирають, і нові мешканці повністю змінюють природним шляхом робочих первинного виду, цілком заселяють кубло і перебудовують його.

#### Розподіл
Мабуть, через велику смертність при попередніх двох типах утворення нової сім'ї у мурашок виник новий шлях — поділ материнської громади і відокремлення її частин. Існує кілька різновидів розподілу: розподіл сім'ї навпіл — гесмозис, або виділення невеликого відрійка — брунькування, коли на деякій відстані від батьківського гнізда будується дочірнє кубло, або відрійок, куди переселяється частина робітниць сім'ї з розплодом і молодою самкою. Брунькуванням розмножуються сім'ї бродячих мурашок, наприклад ецитон Бурчеллі. Самиця малайських мурашок (Carebara), досягаючи довжини до 2 см, вилітає з гнізда і захоплює із собою кількох робочих особин довжиною 1–2 мм, які чіпляються своїми щелепами за кінцівки самиці.

### Тривалість життя
Мурашині сім'ї можуть існувати протягом довгого періоду часу. Королева може жити до 20 років, робочі особини живуть від кількох місяців до 3 років. Самці, однак, живуть всього кілька тижнів. Мурашині королеви живуть в 100 разів довше, ніж більшість одиничних комах подібного розміру. Рекордний показник для мурашок і соціальних комах дорівнює 28 рокам для матки Lasius niger, яку містили в лабораторному кублі. У природних умовах протягом року населення мурашника майже повністю оновлюється.

## Екологія

### Комунікація

#### Хімічна комунікація
Збереження всієї складної структури мурашиної колонії, зв'язків усіх особин і їхні здібностей розпізнавати інших членів колонії зумовлено трофолаксисом (обміном проковтнутою рідкою їжею) і хімічною комунікацією, мурашки спілкуються за

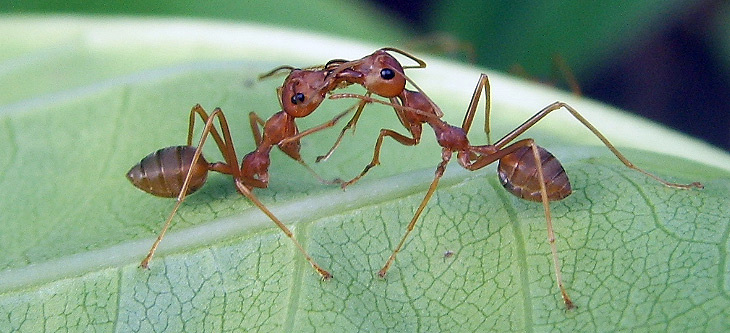
Трофолаксис між двома робітницями азійської мурашки-кравчихи

допомогою феромонів. Ці хімічні сигнали у мурашок розвинені більше, ніж у інших перетинчастокрилих. Як й інші комахи, мурашки сприймають запахи власними довгими і тонкими вусиками. Парні вусики надають відомості про напрям і насиченість запаху. Оскільки мурашки проводять життя у взаємодії із землею, поверхня ґрунту є хорошим місцем, щоб залишати слід феромону, який може відчуватися іншими мурашками. У видів, які добувають їжу гуртом, фуражир, що знайшов їжу, позначає свій зворотний шлях до мурашника, і цим шляхом ідуть інші мурашки, які також маркують за допомогою феромонів свій зворотний шлях у кубло, в разі знаходження їжі зазначеним маршрутом. Коли джерело їжі вичерпано, мурашки більше не залишають слід на цьому напрямку, і запах поступово розсіюється. Така поведінка мурашок допомагає впоратися зі змінами навколишнього середовища. Наприклад, якщо на встановленому напрямку до їжі з'являється перешкода, то фуражири шукають нові шляхи до неї. Якщо пошук був успішний, то на зворотному шляху мурашка позначає найкоротший маршрут свого повернення в кубло. За таким успішним напрямками йдуть інші мурашки, поліпшуючи оптимальний маршрут і поступово знаходячи найкращий шлях до їжі.
Мурашки використовують феромони не тільки для прокладання напрямків руху. Поранений мурашка виділяє феромон тривоги, що закликає всіх особин, які перебувають поруч атакувати ворога. Деякі мурашки використовують навіть «феромон пропаганди», щоб залякати ворогів і змусити їх битися між собою. Феромони виробляються широким спектром залоз: залозою Дюфура, отруйною залозою, пігідіальними залозами, що відкриваються ззаду на верхній стороні черевця, стернальними залозами, що відкриваються на нижній стороні черевця близько ануса, мандибулярними залозами, що відкриваються на внутрішній стороні мандибул. Феромони також змішуються з їжею і передаються при трофолаксисі, поширюючи відомості про сім'ю. Це дозволяє іншим мурашкам дізнатися, чого потребує сім'я (наприклад, в харчуванні або в обслуговуванні кубла). У сім'ях видів, у яких є королеви, робітниці починають ростити нову королеву для сім'ї, якщо владуща цариця не виробляє потрібні феромони.

#### Нехімічна комунікація
Фізичні сигнали спілкування можуть використовуватися мурашками в поєднанні з феромонами. Так, мурашки можуть порозумітися за допомогою тактильних спонук/доторків (наприклад, при випрошуванні їжі) і звуків. Зокрема, деякі мурашки видають стрекотливі звуки, використовуючи для цього сегменти черевця або жувальця. Звуки застосовуються для зв'язку між членами сім'ї або з іншими видами. На думку деяких вчених, мурашки майже глухі до звукових хвиль у повітрі; інші науковці заперечують цю точку зору. Мурашки досить чутливі до двигтіння твердих тіл. Наприклад, постукування черевцем або мандибулами властиво мурашкам-шашіль. Мурашки деяких підродин (Myrmicinae, Nothomyrmecinae, Ponerinae, Pseudomyrmecinae) видають звуки за допомогою стридулітрума (органа, розташованого на стебельці між постпетіолем і черевцем). Деякі види здатні до акустичного спілкування навіть на стадії лялечки. Наприклад, у M. scabrinodis це дозволяє лялечкам повідомляти про свій соціальний стан робітницям-нянькам.

### Територіальна поведінка і захист колонії

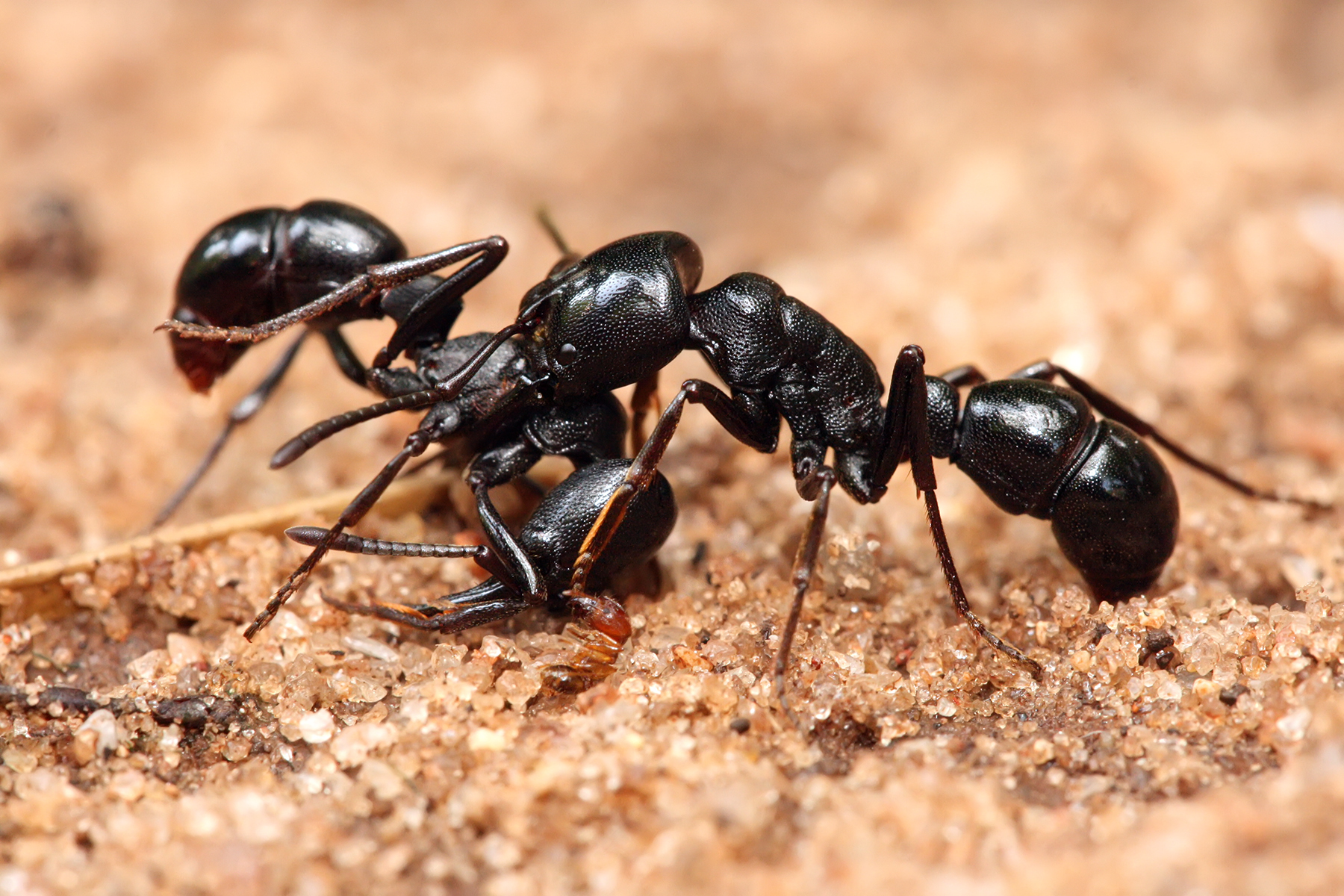
атакує іншу представницю свого виду для захисту території

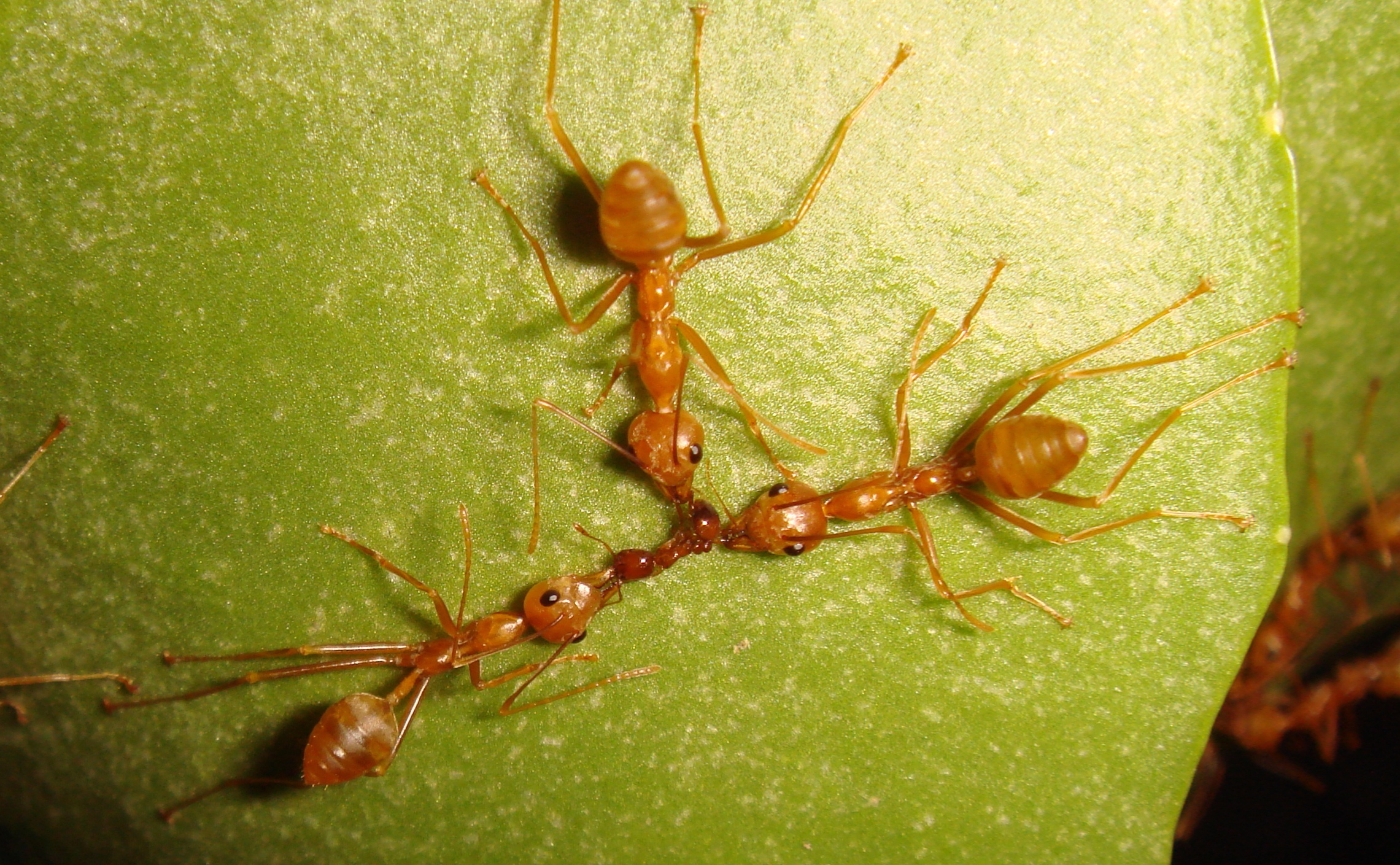
мурашки-ткачі спільно вбивають червону мурашку (двоє за кінцівки тягнуть червону мурашку, в той час як середня кусає її)

Мурашки атакують і захищаються, кусаючись, а в багатьох видів і використовуючи жало, що застосовується для впорскування або розпилення хімічних речовин, як-от мурашина кислота. Вид Paraponera clavata, що живе в Центральній і Південній Америках, має, як вважається, найболісніший укус серед комах, який зазвичай не смертельний для людини. За жалки́м покажчиком Шмідта це вжалення має найвищий показник. Жалення мурашок виду  Myrmecia pilosula  може бути смертельним, тому для нього було створено протиотруту. Вогняні мурашки мають особливу отруту, до складу якої входить алкалоїд піперидин. Їхні укуси болючі і можуть бути небезпечні для надчутливих людей.

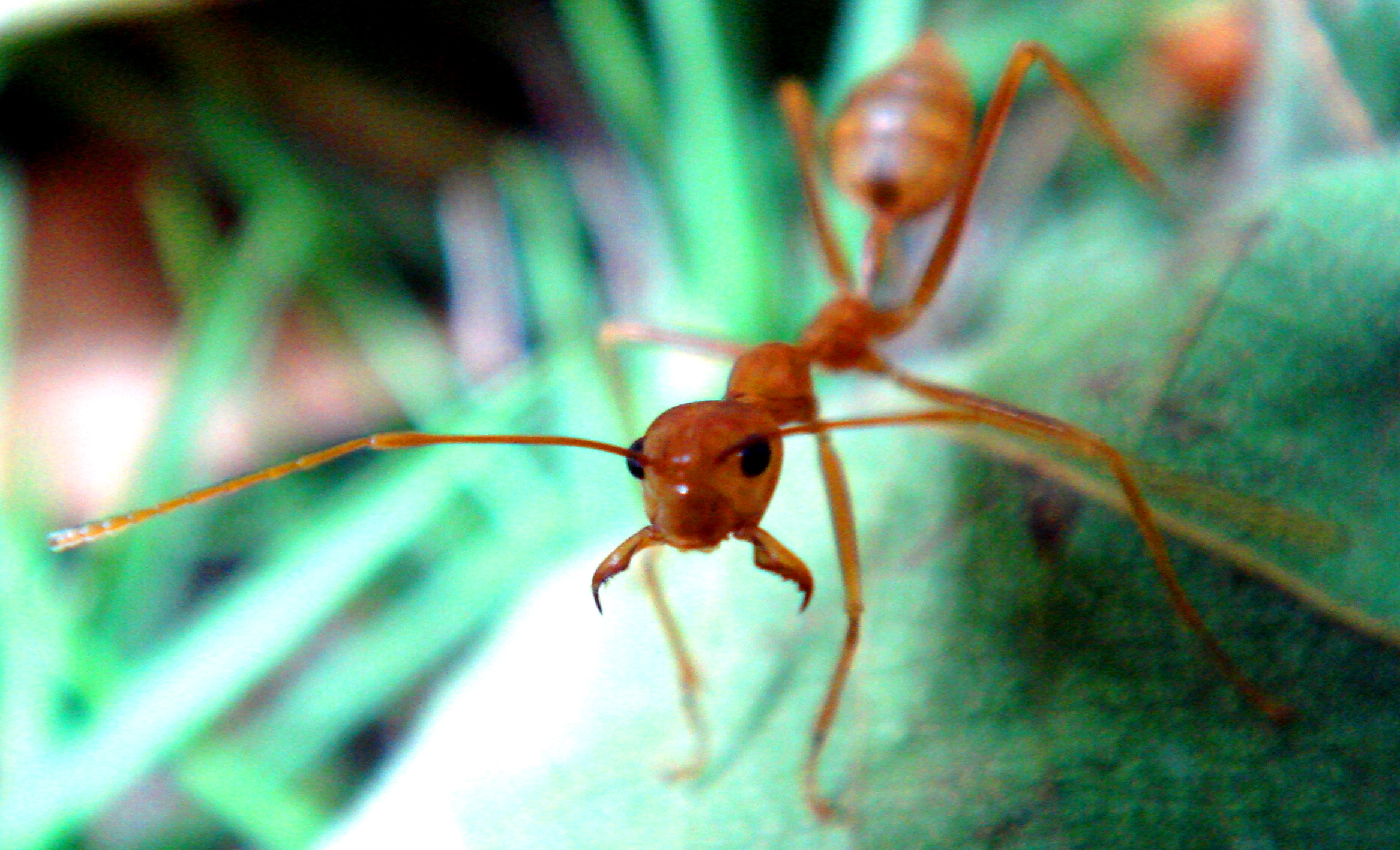
Мураха-ткач в бойовій стійці з відкритими мандибулами

Мурашки роду Odontomachus мають мандибули, прозвані щелепами-капканами, які миттєво і найшвидше защіпаються серед усіх тварин. Проведене дослідження показало, що їхні щелепи стуляються зі швидкістю від 126 до 230 км/ч, за 130 мікросекунд у середньому. Це дослідження також встановило використання мурашками своїх жувалець, як катапульт для відкидання ворогів. До того як завдати удар, мурашка широко розкриває мандибули і утримує їх в такому положенні за допомогою внутрішнього механізму. Енергія зберігається в товстих групах м'язів і різко вивільняється у разі стимулювання чутливих волосків на внутрішній стороні жувалець. Окрім цього, ці жувальця дозволяють виконувати повільну і тонку роботу. Щелепи-капкани є і в інших родів: Anochetus, Orectognathus і Strumigenys, а також у деяких видів з триби Dacetini, що пояснюється конвергентною еволюцією. Малайзійський вид мурашок Camponotus cylindricus має настільки гіпертрофовані (надмірні) мандибулярні залози, що вони складають майже все тіло мурашки. У разі небезпеки робітниця скороченням м'язів розриває черевце і розбризкує секрет залози, що містить ацетофенон та інші хімічні речовини, які склеюють ворога. Самогубний захист робочих також властивий і для бразильської мурашки Forelius pusillus, у яких невеликий гурт мурашок щовечора залишається зовні після закриття входів і маскує їх. Наприклад, у мурашок-кочовиків великі робочі вишиковуються уздовж стежок, виставляючи жувальця в боки від стежки, захищаючи її.

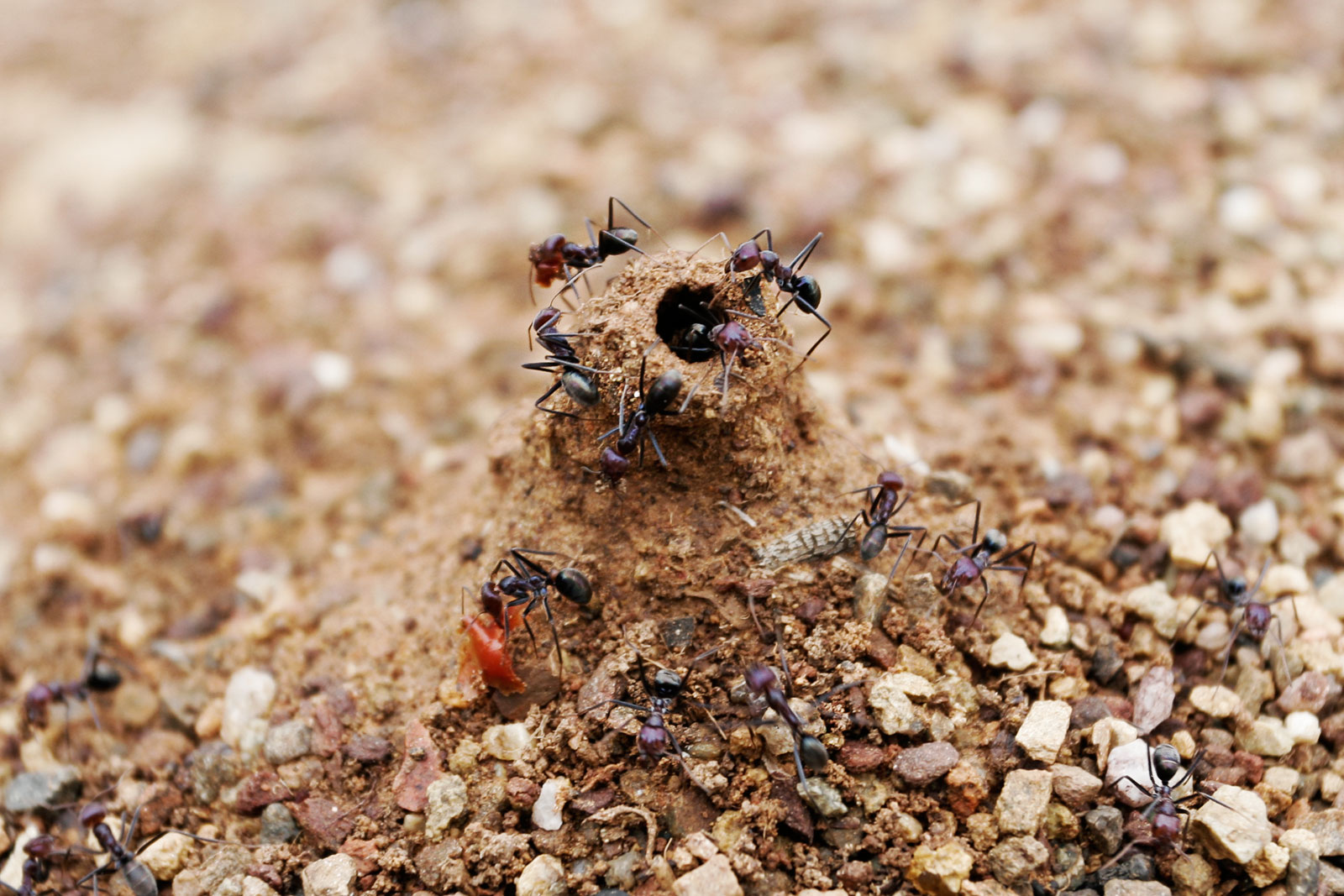
мурашки насипають пагірок біля входу в кубло, запобігаючи таким чином потрапляння води усередину під час дощу

Крім захисту від хижаків, мурашки захищають своє кубло від патогенів. Деякі робочі мурашки опікуються підтримкою чистоти домівки, в їхні завдання також входить винесення за межі кубла померлих особин (некрофорез). Олеїнова кислота, виділювана мертвими мурашками, запускає некрофорезну поведінку робітниць. У деяких видів, наприклад, в аргентинської мурашки, некрофорезна поведінка запускається відсутністю характерних хімічних речовин (доліходіаль та ірідомірмецин), які присутні в кутикулі живих особин.. Робочі мурашки виду Cataulacus muticus, що живуть в порожнинах дерев, під час повені починають пити воду, що потрапила в гніздо, і виділяти її назовні
Кубло може бути захищене від природних загроз, як-от повінь чи перегрівання, за допомогою особливостей архітектури. Робочі мурашки виду Cataulacus muticus, що живуть у порожнинах дерев, під час повені починають пити воду, що потрапила в гніздо, і виділяти її назовні. Camponotus anderseni, які живуть в порожнинах деревини мангрових лісів, при зануренні під воду можуть перемикатися на анаеробне дихання.

### Навчання
Багато тварин можуть навчатися за допомогою наслідування, але мурашки, можливо, єдина група, крім ссавців, у яких спостерігається інтерактивне навчання. Обізнана фуражирка виду Temnothorax albipennis приводить товариша до нещодавно виявленого джерела харчування за допомогою бігу в тандемі. «Учень» отримує відомості від «ватажка». Водночас «ватажок» й «учень» завжди перебувають у зв'язці і стежать за просуванням один одного: «вчитель» сповільнюється, коли «учень» відстає, і прискорюється, коли учениця занадто близько. До того-ж сама собою мурашка-вчителька досягла би корму вчетверо швидше. Отримавши урок, «учні» часто самі стають «вчителями», отже дані про стан і розташування корму, поширюються усім кублом.
Досліди з сім'ями Cerapachys biroi показали, що мурашки можуть обирати собі призначення в мурашнику згідно їхньому досвіду. Ціле покоління однаковісіньких робочих було поділено на дві групи, чиї результати пошуку їжі повністю контролювалися. Фуражири з першої групи завжди винагороджувалися здобиччю, тим часом як пошуки їжі робітників з другої групи завжди були невдалі. У підсумку, робочі першої групи продовжували свої спроби пошуку їжі, а фуражири другої групи вирушали шукати їжу все рідше і рідше. Через місяць мурашки з першої групи так само працювали фуражирами, навпроти як мурашки з другої групи змінили своє призначення на турботу про потомство.

### Розподіл праці

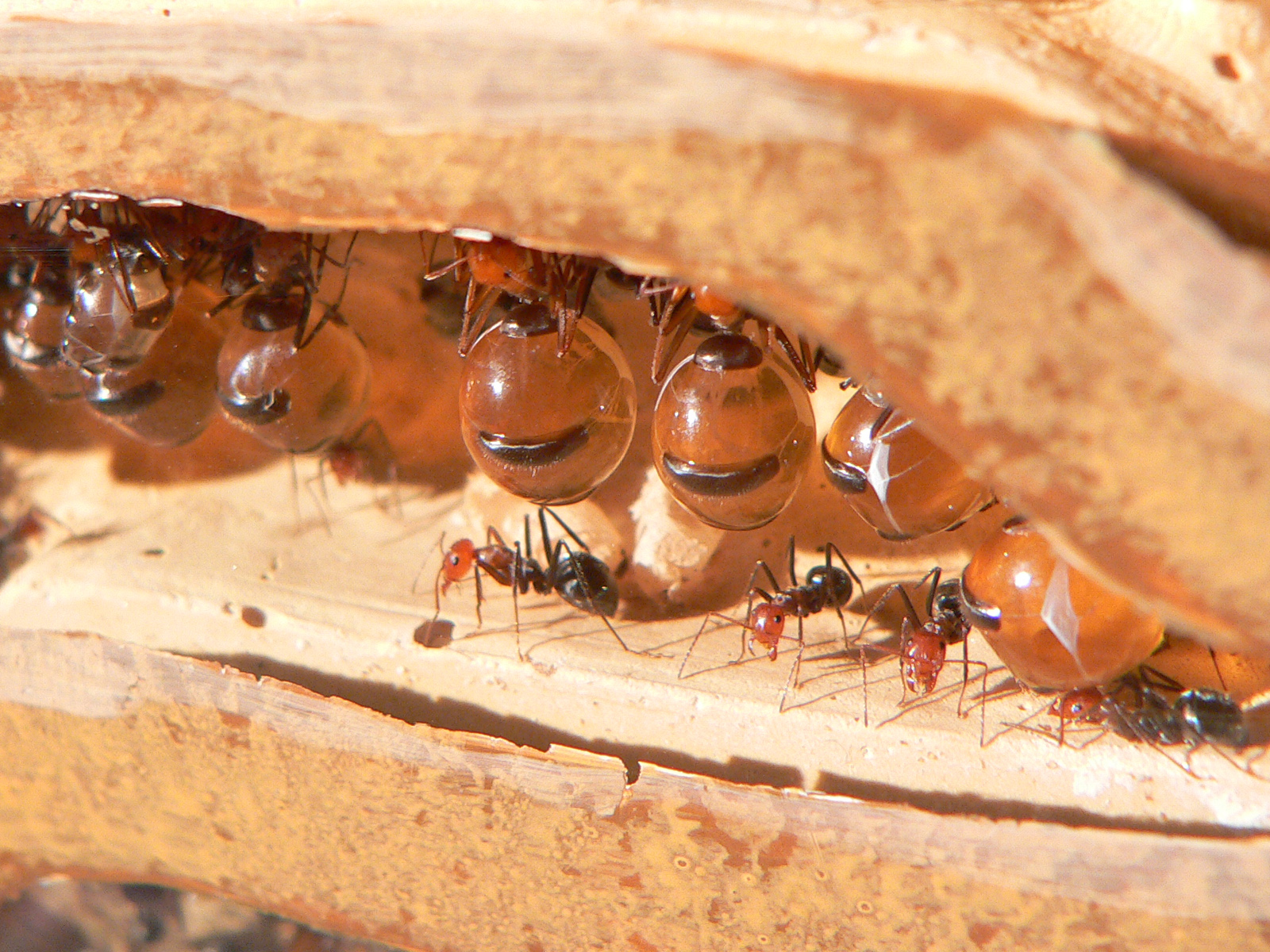
«Медові бочки» мурашок роду. У роздутому черевці мурашки зберігають запаси рідкої вуглеводної їжі

У міру зростання мурашиної громади і зміцнення її цілісності, розподіл занять стає все більш глибшим: число «професій» робочих мурашок зростає, а призначення кожної особини звужується. В межах касти робочих мурашок вирізняють поліетичні групи — групи особин, зайнятих виконанням певного кола обов'язків. У межах однієї поліетичної групи може бути кілька функційних груп особин, що виконують завдання, різні за певним змістом, але подібні за типом поведінки виконавців. Поділ занять, або поліетизм, може бути віковим або постійним.
- Зазвичай наймолодші робітниці бувають няньками, тобто доглядають за розплодом і маткою. Трохи подорослішавши, вони стають будівельницями, а потім фуражирами (здобувачами їжі). Найстаріші мурашки, які вже не здатні до добування їжі, стають хранителями продовольчих запасів, сторожами або спостерігачами.
- Під постійним поліетизмом розуміються відмінності в колі робіт у мурашок одного віку, обумовлені розбіжностями в їхніх розмірах або будові (поліморфізм). У деяких видів (наприклад, у мурашок-листорізів) кількість поліетичних груп досягає значного числа, і зовнішня різниця між представниками різних «професій» може бути дуже великою. Наприклад, у червоногрудої мурашки-червиці фуражирами бувають переважно, дрібні робітниці з маленькою головою. Водночас великі великоголові робочі (солдати) того ж віку здійснюють охорону кубла.

### Будівництво гнізда

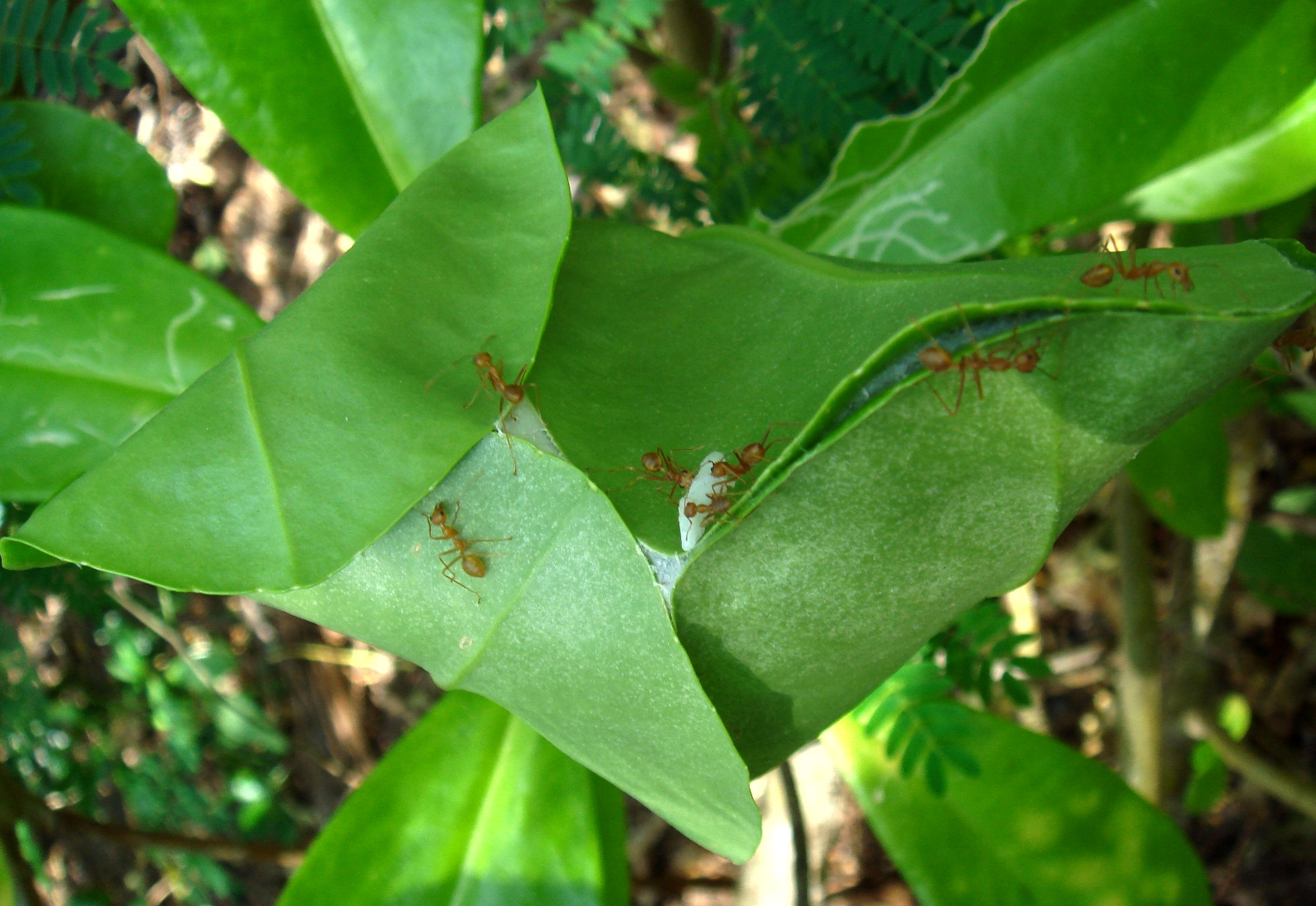
Гніздо з листя мурашки-ткача

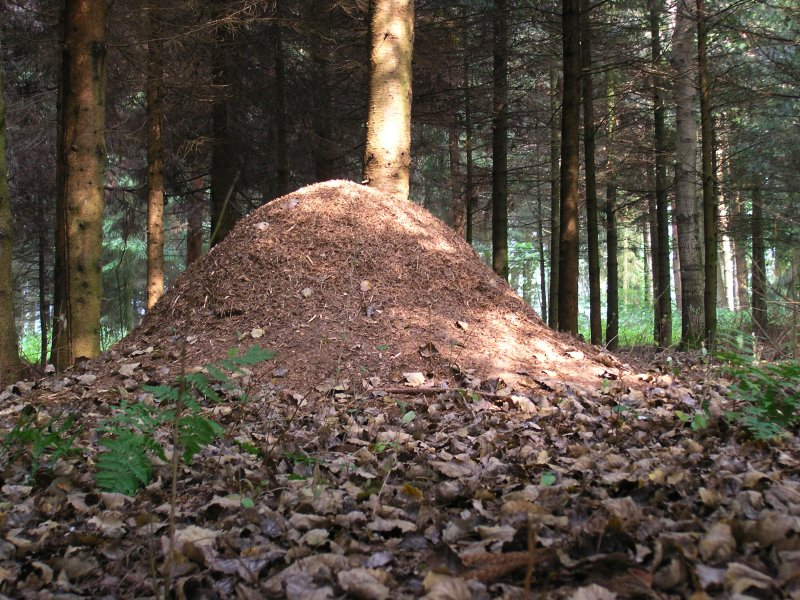
Мурашник рудих лісових мурашк

Зазвичай мурашки живуть в гніздах, або кублах. Складні гнізда будуються більшістю видів мурашок, але є види, що ведуть кочовий спосіб життя і не будують постійних гнізд. Мурашки можуть створювати підземні кубла або будувати гнізда на деревах. Гнізда можна знайти на землі, під каменями або в колодах, під корчами, в порожніх стеблах або навіть в жолуді. Сировини, використовувані під час будівництва, складаються з ґрунту і рослинної речовини, які мурашки ретельно вибирають для свого кубла; Temnothorax albipennis уникають ділянок з мертвими мурашками, адже це може вказувати на наявність хвороб або шкідників. Вони негайно відмовляються від будівництва гнізда за перших ознак загрози. Мурашки-листорізи будують складні кубла великих розмірів під землею, які відзначаються особливою будовою, що забезпечує підтримку постійних і найкращих показників провітрювання, вологості повітря тощо та сприяє вирощуванню грибів. У пустельних мурашок кубла можуть іти під землю на глибину до 4 м, а за непрямими даними — навіть до 10 м.
У тропічних лісах багато видів мурашок роблять відкриті гнізда в кронах дерев. Одні з них будують кулясті висячі гнізда з картону, інші — з листя, треті — з павутинних ниток. Так, декілька деревних видів, наприклад, Crematogaster impressa, що мешкає в африканських саванах, будують картонні гнізда навколо гілок. Робочі мурашок-ткачів, створюють гнізда на деревах, поєднуючи живе листя разом і закріплюючи його шовком, який виділяється їхніми личинками — торкаючись головою личинок то до одного, то до іншого, вони «зшивають» краї листя. Тотожні способи будівництва гнізда є у видів з роду полірахіс.
Деякі види, наприклад зі спрощеною соціальною організацією, не будують особливі гнізда і можуть поселятися в пустотах під камінням, дренажних канавах, в кронах дерев, просто під поваленими деревами та опалим листям. Багато видів споруджують гнізда в деревині, наприклад пахуча і червоногруда мурашки-червиці.
Кочові мурашки Південної Америки (Ecitoninae) і африканські Dorylus не будують постійних кубел, а замість цього обирають кочовий спосіб життя і тимчасові гнізда-бівуаки, створені зі зчеплених один з одним тіл робітниць.

### Харчування

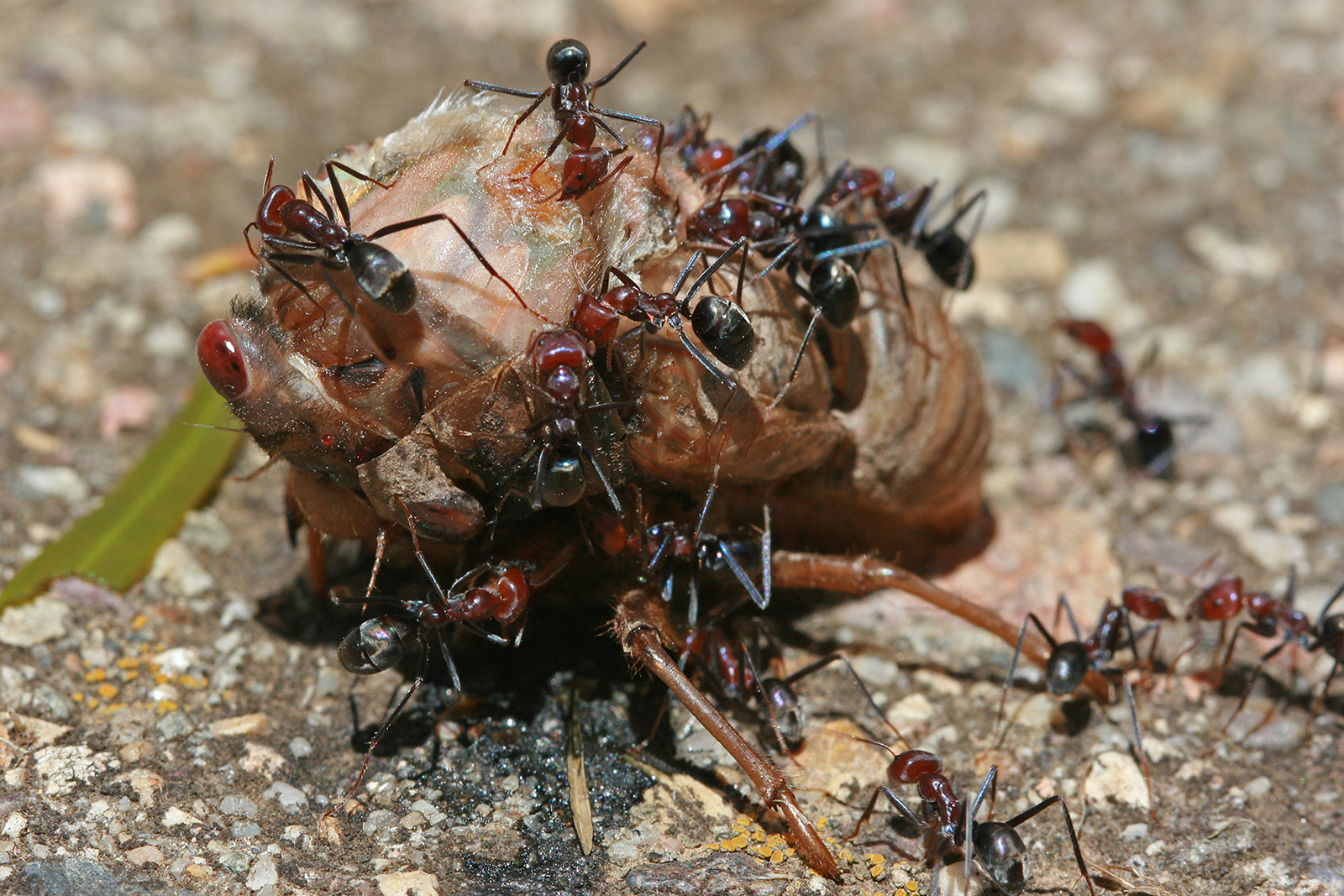
Особини гуртом вбивають цикаду

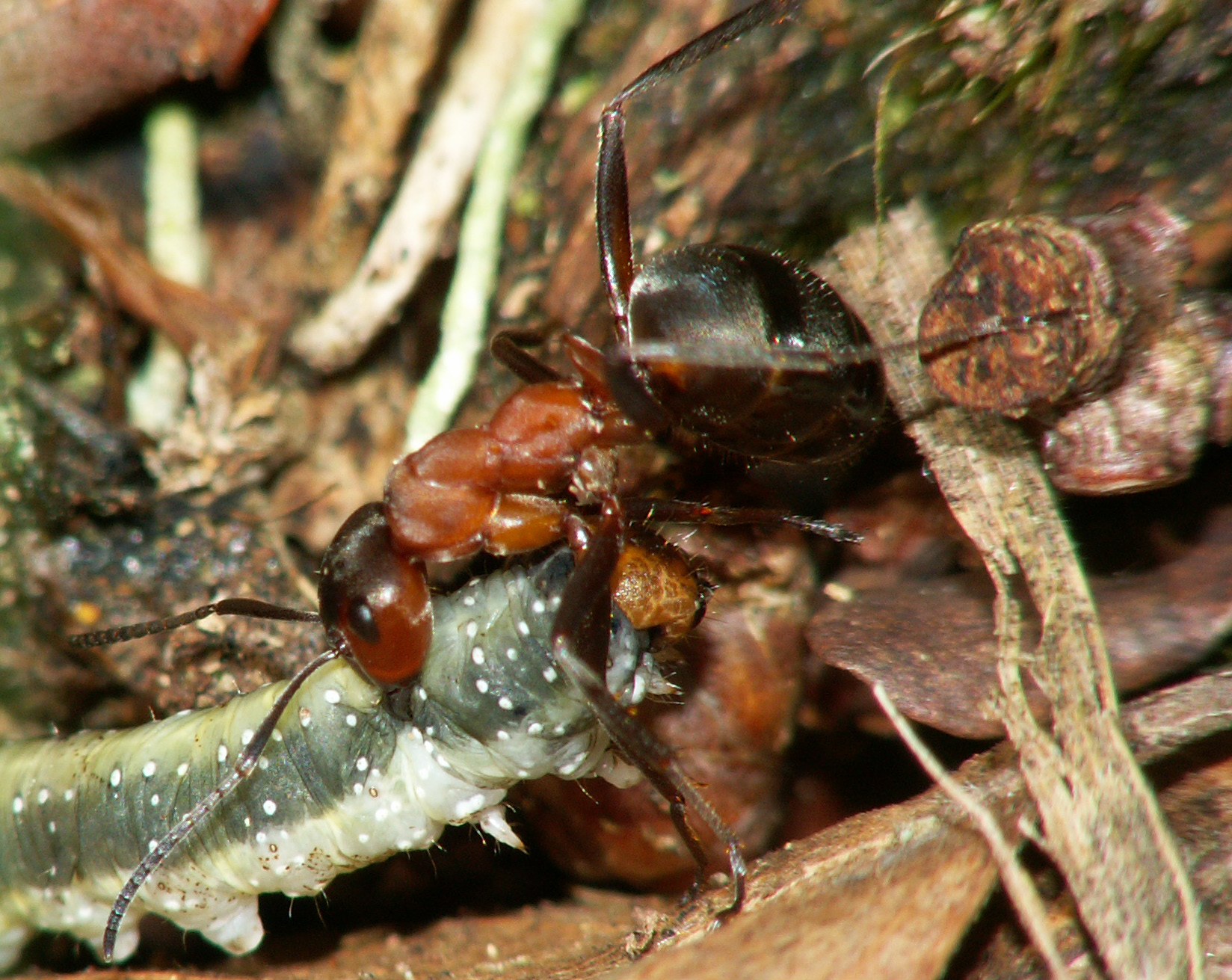
Лісова мурашка, що нападає на гусеницю

Більшість мурашок є вправними хижаками, падлоїдами і посередніми споживачами листя. Основу харчування майже усіх мурашок складають дві складові: білкова і вуглеводна. Водночас вуглеводна здебільшого споживається дорослими особинами, а білкова — личинками.
- Як джерело білкової їжі використовуються різні безхребетні, переважно інші комахи. Мурашки полюють на них або збирають трупи.
- Основним джерелом вуглеводної їжі слугує для мурашок медяна роса або падь — солодке виділення попелиць та інших сисних комах (червців, щитівок, деяких цикадок).
- Крім паді і комах, мурашки можуть харчуватися соком рослин, нектаром, грибами, насінням.

Уся їжа, яку збирають мурашки, приноситься до кубла і там розподіляється між усіма членами сім'ї. За даними багаторічних спостережень західнонімецького дослідника Г. Велленштайна, розподіл харчування рудих лісових мурашок (за масою):
- Падь — 62 %,
- Комахи та інші безхребетні — 33 %,
- Сік рослин — 4,5 %,
- Гриби і падло — 0,3 %,
- Насіння — 0,2 %.

У низки видів, переважно примітивних мурашок, є харчовий розподіл. Наприклад, представники підродини понерини зосереджені на харчуванні певною групою безхребетних. Також рід Centromyrmex і представники, принаймні, дев'яти родів мурашок — термітами. Представники триби Cerapachyini цілком зосереджені на поїданні інших мурашок. Австралійські мурашки-бульдоги полюють навіть на бджіл, вбиваючи їх за допомогою жала.
Звичайним джерелом цукрів, тобто вуглеводів, для мурашок служить падь, що виділяється різними комахами, які смокчуть соки рослин, — переважно представниками сімейств Справжні попелиці (Aphididae), Кокцидії (Coccidae) і Білокрилки (Aleyrodidae). Три види з роду мурашок-червиць збирають камеді, які виділяються рослинами. Мирміцини часто харчуються насінням. Багато видів, котрі є мешканцями саван і пустель, під час посухи здійснюють збирання і запасання насіння. Вузькоспрямованими карпофагами (споживачі насіння) є мурашки-женці — так, раціон Messor pergandei на 97 % становлять насіння.

#### Культивування грибів

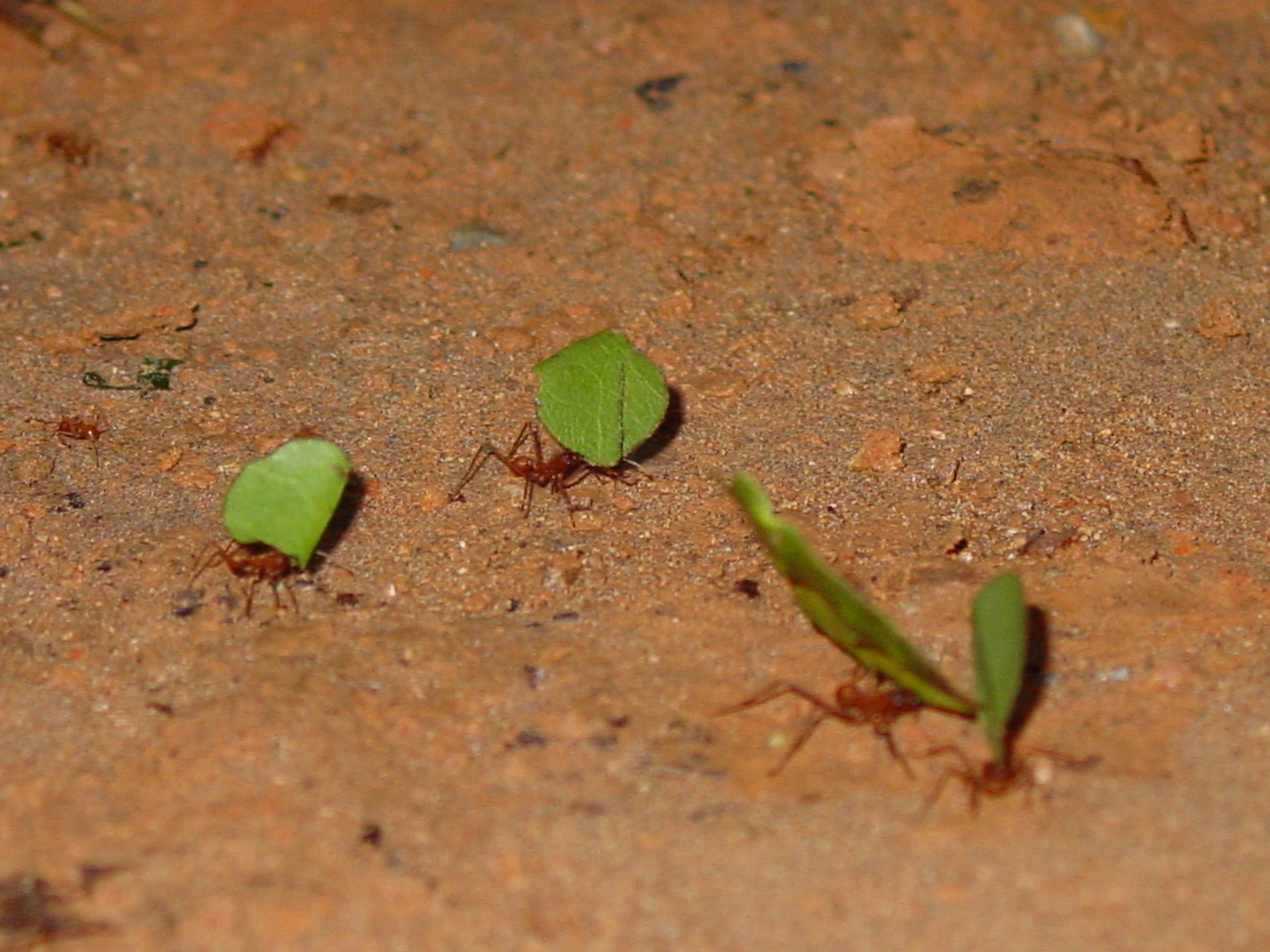
Мурашки-листорізи в Коста-Риці

Деякі види розвинули особливі шляхи отримання їжі. Гриби розводять і ними харчуються близько 190 видів мурашок. Простіші види використовують як субстрат для грибниць шматочки комах і фекалії, а найпросунутіші еволюційно роди — мурашки-листорізи Atta й Acromyrmex — зрізані частини листя живих рослин. Якщо витягнути цю масу з мурашника, то незабаром на ній з'являться плодові тіла гриба, але в кублах мурашки не допускають цього. Мурашки-листорізи і їхні личинки харчуються винятково гіфами грибів, які ростуть тільки в межах їхнього гнізда. Вони постійно збирають листя, яке приносять у домівку, подрібнюють і розміщують у грибних садах. Обов'язки робітників залежить від їхнього розміру — великі мурашки із потужними щелепами розрізають листя; дрібніші — розжовують їх, а зовсім маленькі доглядають за грибами. Симбіотичні бактерії з роду Streptomyces, які живуть на поверхні тіла мурашки, виробляють особливі речовини, які вбивають «гриби-бур'яни» роду Escovopsis. Розведення мурашками і перенесення грибків (види аскоміцетів із роду Chaetothyriales) молодими самками-засновницями також виявлено у деревних видів роду Azteca з підродини доліходерини.

### Орієнтування в просторі

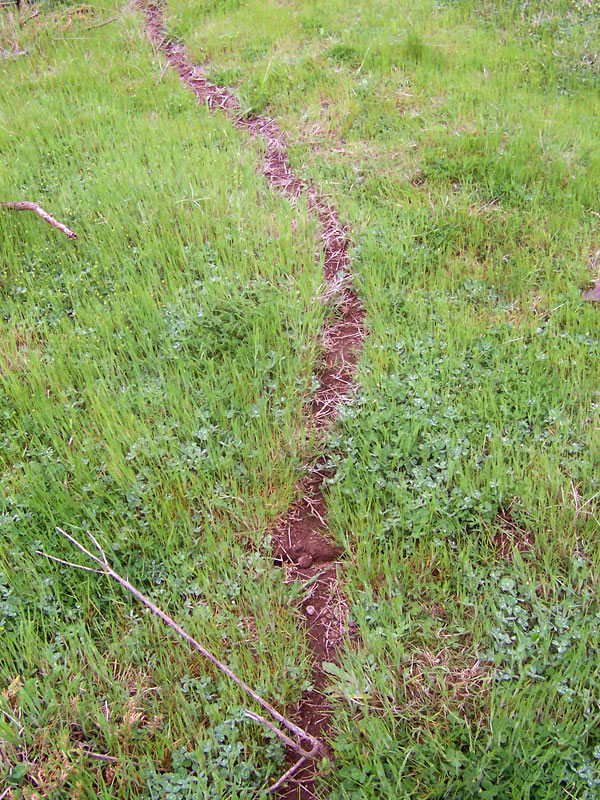
Мурашина стежка

Мурашки-фуражири у пошуках їжі йдуть від гнізда на відстань до 200 м і зазвичай знаходять шлях назад, використовуючи «запах» стежки. Деякі мурашки шукають їжу вночі. Вдень мурашки-фуражири з жарких і посушливих районів ризикують померти від зневоднення, тож вміння знайти найкоротший шлях до гнізда дуже важливо для них. Cataglyphis fortis використовують зорові покажчики в поєднанні з іншими сигналами для навігації. При відсутності зорових орієнтирів близькі до них червоні фаетончики починають відстежувати напрям і відраховувати відстань внутрішнім крокоміром, підраховуючи скільки кроків вони роблять в кожному напрямку. Підсумовуючи ці відомості, мурашки знаходять найкоротший шлях до кубла. Деякі види мурашок здатні використовувати для визначення положення, магнітне поле Землі. Мурашині складні очі мають особливі клітини, які виявляють сонячне поляризоване світло, яке застосовується для визначення напрямку. Ці поляризаційні виявники, чутливі до ультрафіолетової частини спектра.
Робочі особини безкрилі, а самиці і самці — крилаті, проте самиці втрачають крила після шлюбного польоту. Отож, на відміну від своїх предків ос, мурашки переважно пересуваються, плазуючи. Тільки представники 4 родів мурашок здатні стрибати з допомогою ніг: Gigantiops (Південна Америка, Formicinae), Harpegnathos (Південно-східна Азія, Ponerinae), Myrmecia (Австралія, Myrmeciinae) і Odontomachus (Ponerinae). Причому представники Odontomachus можуть стрибати і вперед (за допомогою ніг), і тому (за допомогою щелеп, що швидко закриваються). Наприклад, стрибок Harpegnathos saltator відбувається за допомогою синхронізації середніх і задніх лап. Є кілька видів мурашок-планеристів, зокрема Cephalotes atratus. Це, деякою мірою, є спільною рисою більшості деревних мурашок. Такі мурашки в змозі керувати напрямком падіння під час польоту.
Інші види мурашок можуть утворювати мости через водні перешкоди, під землею або між рослинами. Деякі види також створюють пливучі плоти, які допомагають їм пережити повінь. Такі плоти можуть мати певне призначення для колонізації мурашками островів. Вид полірахіс Соколова, знайдений в австралійських мангрових лісах, може плавати і жити у підводних гніздах. Оскільки у них немає зябер, вони дихають у повітряних кишенях підводного гнізда.

Мурашиний міст
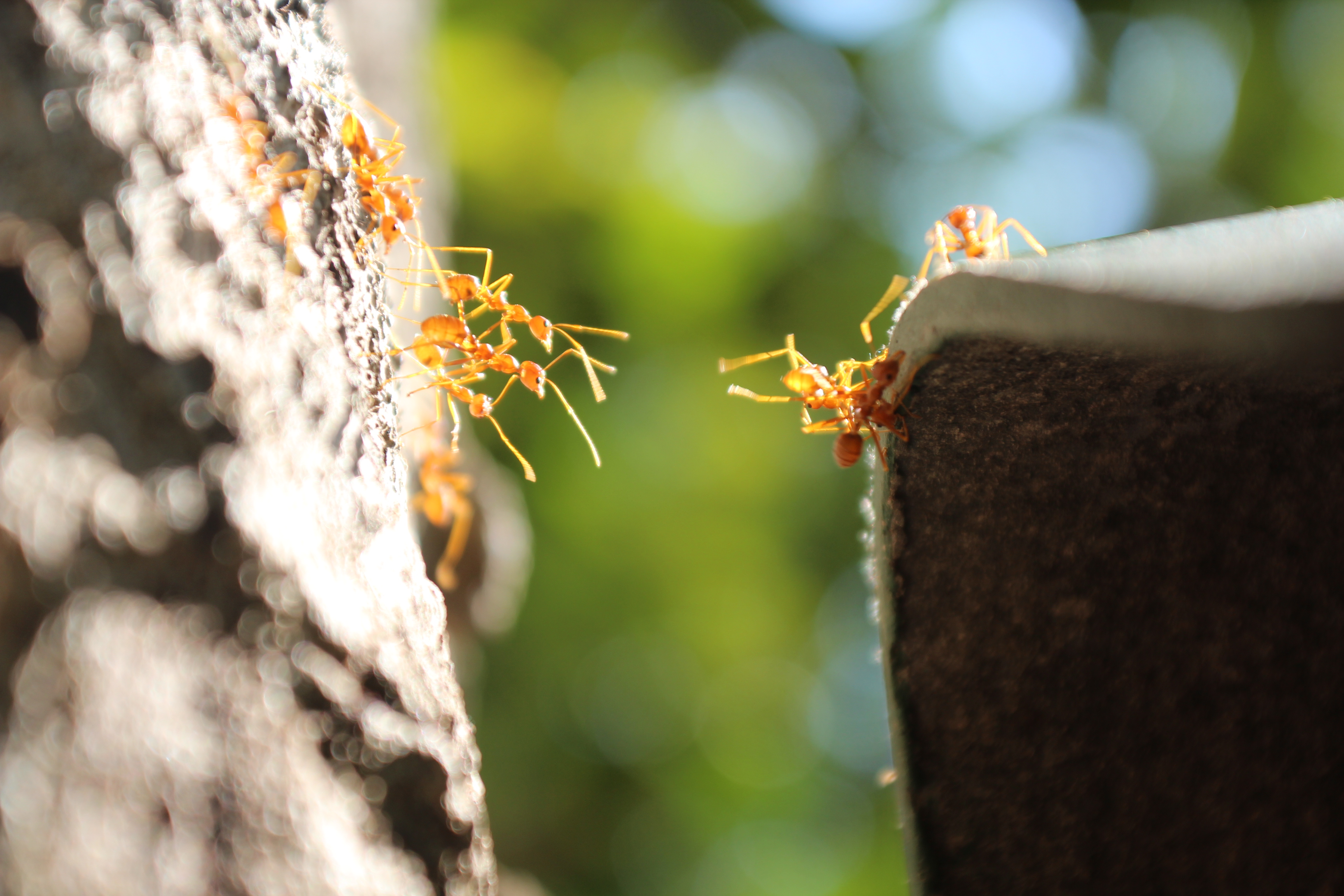
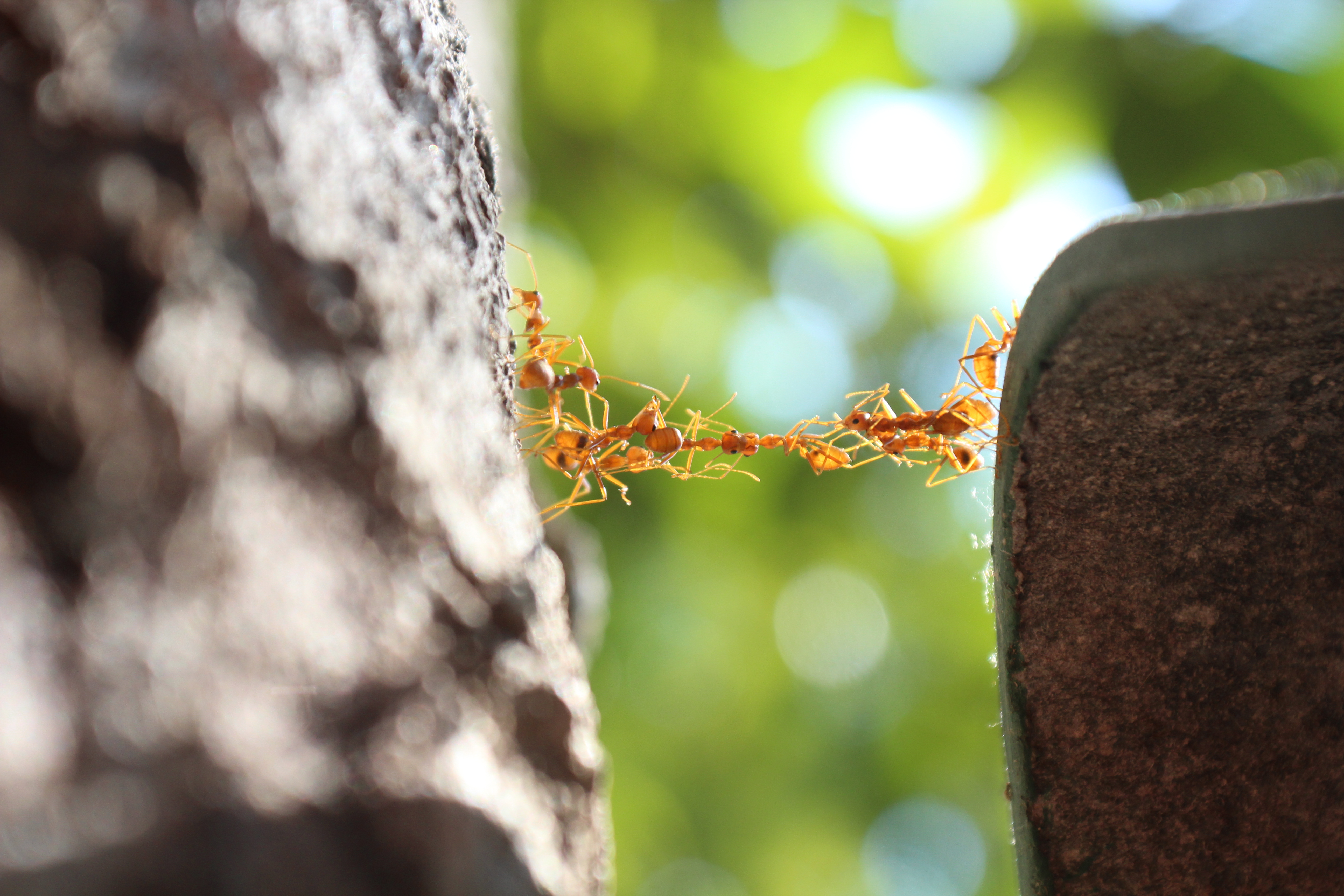
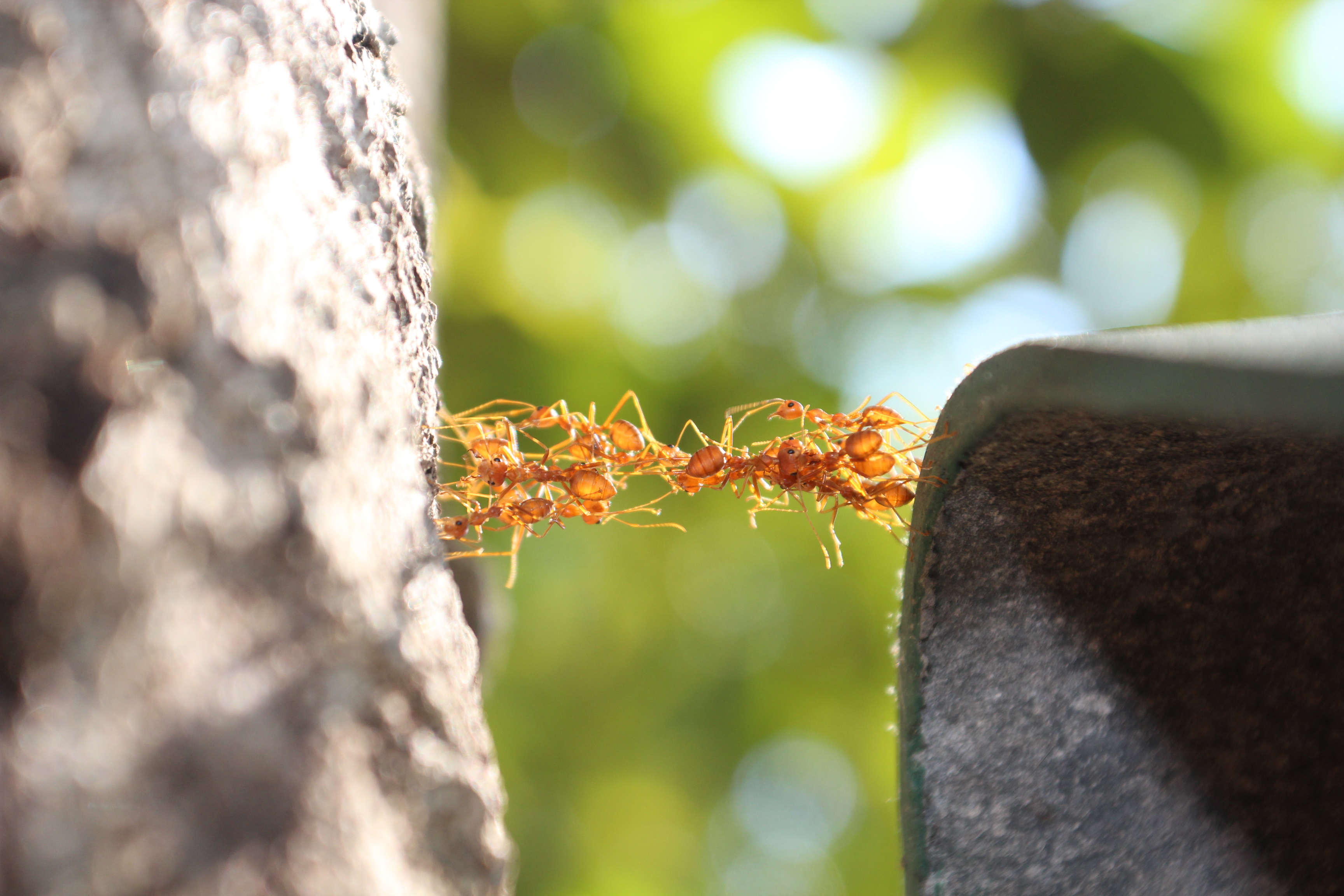
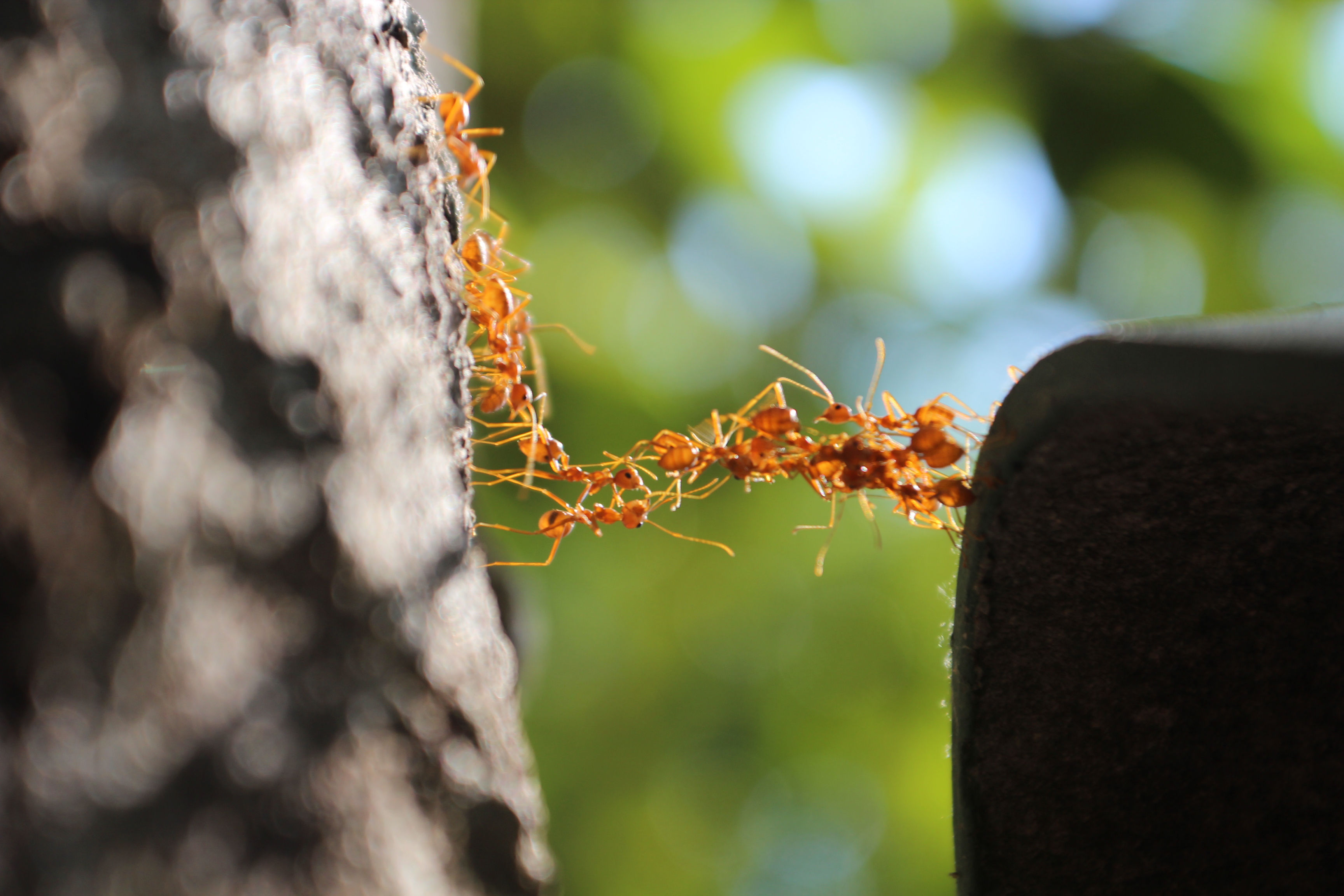

У пустелях Азії і Північної Африки живуть мурашки-бігунки з роду Cataglyphis. Пересуваються вони, винятково бігаючи, тримаючи черевце піднятим вертикально вгору. Діяльні вони у найспекотніший час дня, коли ґрунт нагрівається до +50…+70 °C. Велика швидкість пересування пояснюється тим, що їм потрібно за якомога менший час оббігти велику місцевість і під час цього «не зваритися» від спеки ґрунту.
Більшість високоорганізованих мурашок прокладають так звані «дороги» на поверхні землі або підземні тунелі, що ведуть з гнізд до своїх навколишніх володінь. Ці шляхи утворюються на місці часто відвідуваних пахучих стежок. Мурашки охороняють їх, постійно оновлюють і прибирають з них будь-які перешкоди.

#### Міграції

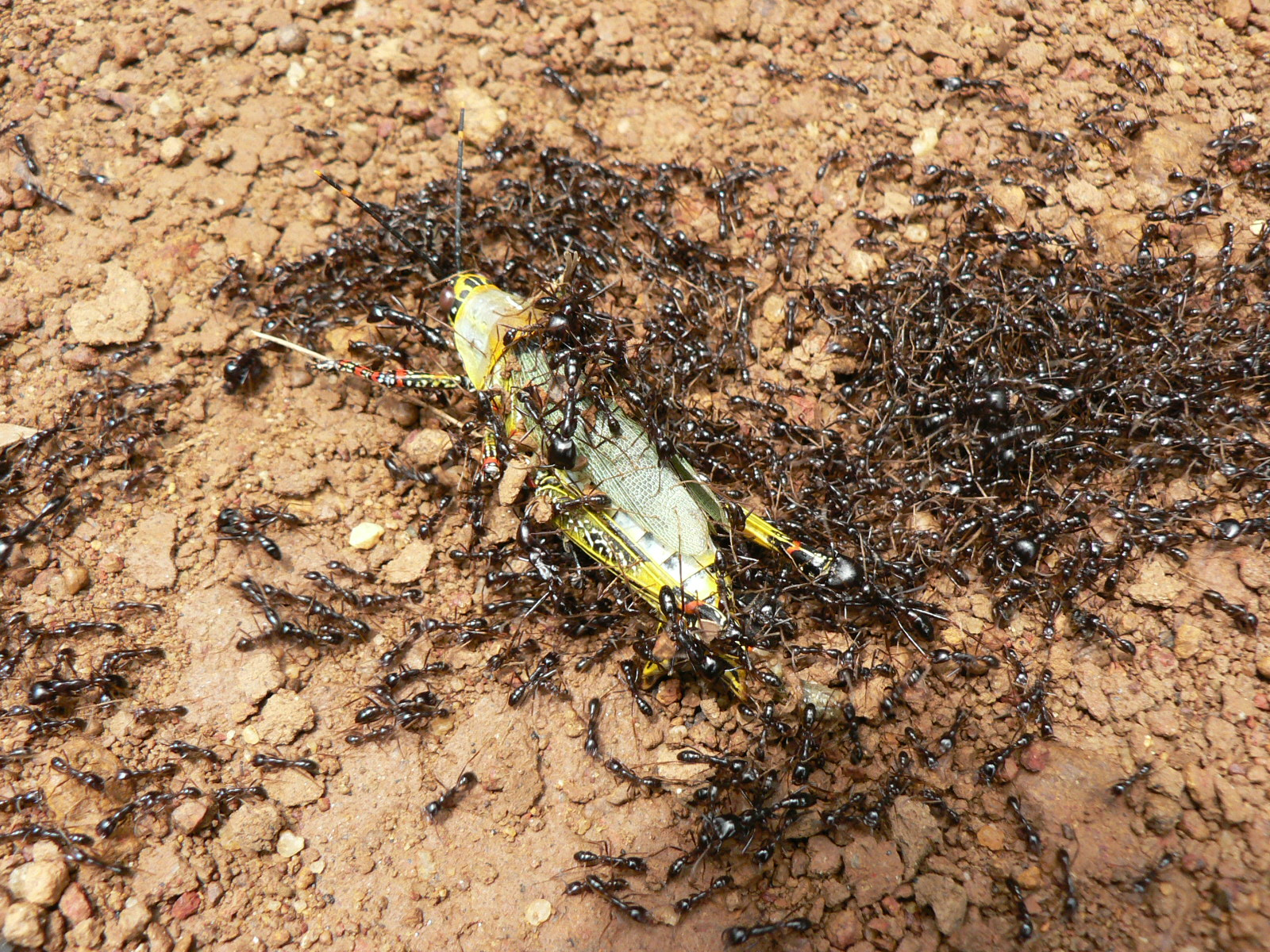
мурашки з роду, що зловили коника. Камерун

Міграції властиві тільки для бродячих мурашок підродин Ecitoninae и Dorylinae, що мешкають переважно в тропіках Африки і Південної Америки.
Найбільші колонії, що налічують до 22 мільйонів особин, відомі в африканського виду Dorylus wilverthi. Кочівля триває кілька днів, стоянка — від тижня до трьох місяців. У бродячих мурашок роду Eciton осіла і кочова фази чергуються — кожна з них триває по 2–3 тижні. Зміна цих фаз визначається репродуктивним циклом. Замість постійних гнізд вони утворюють тимчасові гнізда-бівуаки, створені зі зчеплених один з одним тіл робочих особин.
В 2024 році на півдні Німеччини з'явився інвазивний вид мурах Tapinoma magnum, який у природі мешкає у Середземномор'ї, але швидко поширюється на північ. Спочатку мурахи потрапили до Швейцарії, а звідти дісталися німецького прикордонного міста Леррах. За словами спеціалістів, мурахи перегризають електродроти та кабелі інтернету, що призводить до аварійних відключень енергопостачання та зв'язку, проникають у будинки людей та руйнують садові паркани.

### Взаємовідносини з іншими організмами
Довга коеволюція мурашок з іншими видами призвела до появи різноманітних взаємин між ними — мімікрії, коменсалізму, паразитизму і мутуалізму.

#### Співпраця і суперництво
Не всі мурашки мають однаковий вигляд суспільства. Австралійські мурашки-бульдоги є одними з найбільших і примітивніших мурашок. Як і майже усі інші мурашки, вони є суспільними комахами, але їхня поведінка у суспільстві слабко розвинена порівняно з іншими видами. Кожна мурашка полює поодинці, використовуючи лише власні великі очі, замість хімічних відчуттів для пошуку здобичі.
Деякі види (наприклад, дернова мурашка) нападають і захоплюють сусідні сім'ї мурашок. Інші, менш експансіоністські, але такі ж агресивні, вторгаються в гніздо, щоб вкрасти яйця і личинки, які вони або їдять, чи вирощують з них рабів. Крайність такої спеціалізації — це мурашки-амазонки, які не в змозі самостійно харчуватися і мають захоплювати робітників, щоб вижити. Захоплені робочі Temnothorax розвинули стратегію боротьби з рабовласниками, вони руйнують усі жіночі лялечки своїх господарів виду Protomognathus americanus, але залишають в живих самців (які не беруть участі у викраданні рабів).

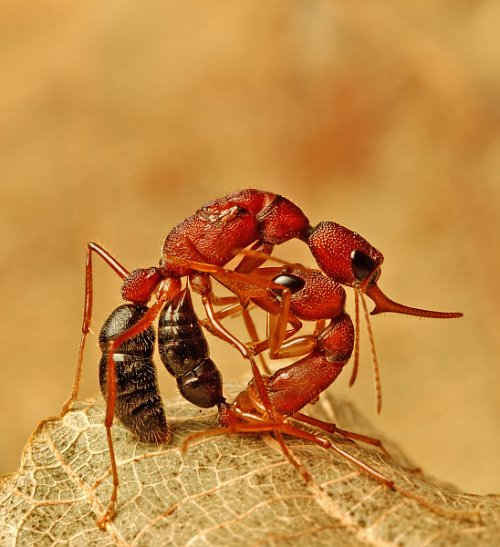
Робітниця виду Harpegnathos saltator вступила у бій з царицею суперницької сім'ї

Мурашки впізнають членів сім'ї за запахом, який виходить від вуглеводневих виділень, що знаходяться на їхньому екзоскелеті. Якщо мурашка відділена від материнської сім'ї, вона з часом втрачає запах сім'ї. Будь-яка мурашка, яка входить у кубло і не має відповідного запаху, буде атакована.
Паразитарні види мурашок проникають у гнізда мурашок-господарів і стають соціальними паразитами. Такі види, як Strumigenys xenos, є повністю паразитарними і не мають робочих. Вони цілком залежать від зібраної їжі виду-господаря Strumigenys perplexa. Така форма паразитизму зустрічається у багатьох родів мурашок, і види-паразити є тісно пов'язаними зі своїми видами-господарями. Для проникнення в гніздо використовуються різні способи. Паразитарна королева може проникнути до нього ще до того, як вилупиться перше покоління робітниць, і брати участь в утворенні запаху сім'ї. Інші види застосовують феромони, щоб заплутати або обдурити мурашок-господарів під час проникнення в гніздо королеви. Деякі просто б'ються, щоби потрапити усередину гнізда.
Сутички між самцями і самицями трапляються у деяких видів мурашок і пов'язані, мабуть, зі суперництвом між виробниками потомства. В екстремальних формах конфлікт передбачає виробництво клонального потомства. Крайній прояв міжстатевої суперечки, спостерігається у малих вогняних мурашок, чиї цариці виробляють диплоїдних дочок одностатевим розмноженням, а самці є клонами своїх батьків, як-от диплоїдне яйце втрачає материнський внесок у гаплоїдних самців.
Деяким мурашкам властивий клептопаразитизм: вони можуть красти їжу у таких хижих рослин, як росичка або товстянка. Багато мурашок харчуються іншими суспільними комахами. Одні види (Megaponera і Termitopone) зосереджені на термітах, а інші (Cerapachyinae) на мурашках (мірмекофагія). Деякі види термітів, зокрема Nasutitermes corniger, об'єднуються з іншими мурашками для протистояння хижим мурашкам. Тропічна оса Mischocyttarus drewseni покриває ніжку свого гнізда хімічним мурашиним репелентом. Припускається, що багато тропічних ос можуть будувати свої гнізда на деревах і покривати їх репелентом для захисту від мурашок. Отруйні залози жалючого апарата бджіл з родів Trigona і Melipona виробляють хімічні речовини, що використовуються для захисту від мурашок.

#### Рабовласництво
На підставі тимчасового соціального паразитизму впродовж еволюції у деяких видів мурашок виникла своєрідна форма паразитизму, що отримала назву «рабовласництва». Мурашки деяких видів грабують сусідні гнізда мурашок, де вони добувають лялечок і приносять їх у своє гніздо. З цих лялечок виховують «рабів». Потрібно тільки відзначити, що схожість з рабовласництвом в людському суспільстві тут чисто зовнішнє. «Раби» мурашок виконують у гнізді «рабовласника» ті ж роботи, що вони виконували б і в рідному гнізді, тільки вирощують розплід не свого, а чужого виду. У криваво-червоної мурашки-рабовласниці власні робочі добувають їжу, охороняють кубло і частково здійснюють догляд за потомством, хоча переважно цю роботу виконують «раби». У мурашок-амазонок робітниці здійснюють лише добування лялечок «рабів» і не здатні навіть самостійно харчуватися. В цілому соціальний паразитизм у мурашок властивий переважно для підродин мирміцини і форміцини, а рабовласництво зустрічається в родах Polyergus, Raptiformica, Rossomyrmex і Strongylognathus. Виявлено понад 200 паразитичних видів мурашок. Мешканка Південної Франції епімірма Венделя (Epimyrma vandeli), проникаючи в гніздо хазяїна — мурашки виду Leptothorax recedens — вбиває його самку. Робочі особини приймають її. Своїх робочих особин у епімірми немає, і з відкладених самицею яєць виходять тільки крилаті самиці і самці.

#### Мірмекофіли: симбіонти і коменсали

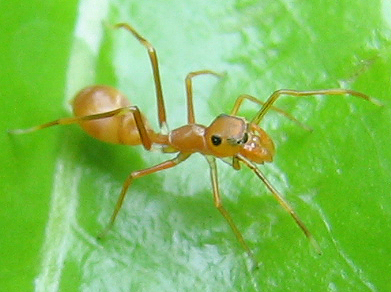
Самиця павука Myrmarachne plataleoides удає мурашку-ткача для захисту від хижаків

Мурашки мають симбіотичні зв'язки з низкою видів, зокрема з іншими мурашками, комахами, рослинами, грибами. Деякі види членистоногих проводять частину свого життя у гніздах мурашок, де полюють на них, їхніх личинок і яйця, на збережену мурашками їжу або ховаються від хижаків. Ці інквіліни можуть мати схожість з мурашками. Природа мурашиної мімікрії (мірмекоморфії) різна. У деяких випадках це приклад бейтсовської мімікрії, в інших — васманнової мімікрії.

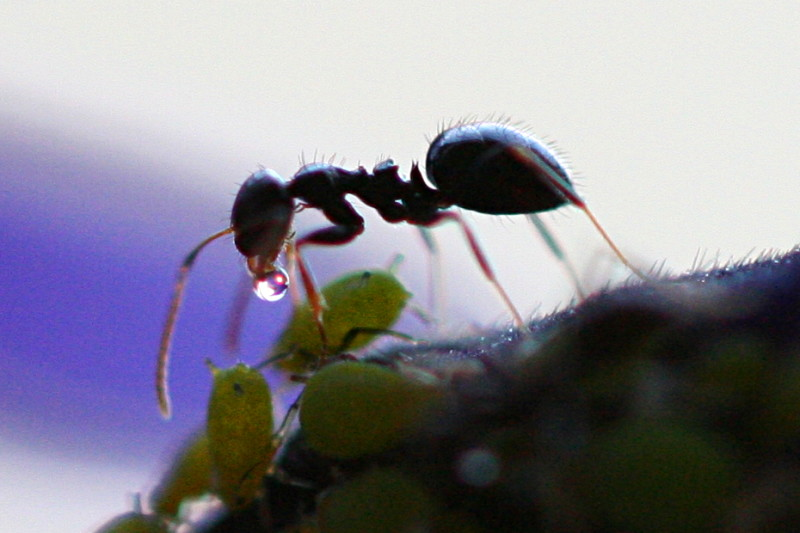
Мурашка збирає падь попелиць

Трофобіотичні відносини з різними комахами дуже поширені серед мурашок. Так, попелиці та інші напівтвердокрилі комахи виділяють солодку рідину, звану паддю, коли вони харчуються соком рослин. Цукор паді є висококалорійною їжею, яку збирають багато видів мурашок, насамперед з високорозвинених підродин (доліходерини, форміцини, мирміцини). У деяких випадках попелиця виділяє падь у відповідь на дотики мурашки своїми антенами. Мурашки, своєю чергою, оберігають скупчення попелиць від хижаків і переміщують їх на кращі рослини для годування. При переході на нове місце багато сімей беруть із собою попелиць, щоб забезпечити собі безперебійне джерело цукрів. мурашки також збирають солодкі виділення борошнистих червців. Крім рівнокрилих (Homoptera: Aphididae, Coccidae, Pseudococcidae, Membracidae, Cicadellidae, Aleyrodidae тощо) різні види трофобіотичних відносин розвинені у мурашок з деякими метеликами (синявцеві, ріодініди, листовійки) і клопами (крайовиків, щитники, напівкулясті щитники), а також з представниками ряду перетинчастокрилих — личинками пильщика Blasticotoma filiceti.

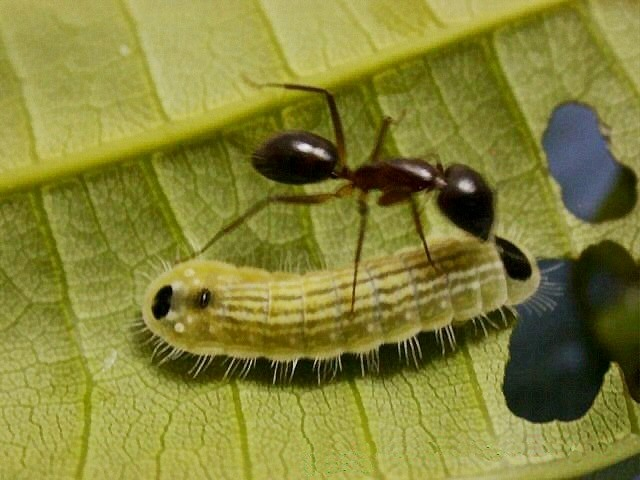
Гусениця одного з видів синявцевих привертає мурашк

У низки видів метеликів мірмекофільні гусениці живуть у мурашниках, перебуваючи з мурашками, наприклад, з родом мірміка, у симбіотичних відносинах. Приблизно половина усіх видів синявцевих так чи інакше пов'язана в циклі свого розвитку з мурашками. Взаємозв'язки між мурашками і синявцевими за своїм типом різняться від факультативних до облігатних і від мутуалізму до паразитизму. Гусениці і лялечки синявцевих, володіють сукупністю хімічних і звукових сигналів для керування поведінкою мурашок. Також вони виділяють зі спинної нектароносної залози солодку рідину, що привертає мурашок. Мурашки, обмацуючи вусиками цей орган, викликають рефлекторне виділення гусеницею рідини, яка, ймовірно, містить феромони ліхневмони, що зумовлюють поведінку мурашок. Деякі гусениці синявцевих і ріодінід мають також звуковидавальні органи, що впливають на поведінку мурашок, — одні види мають тільки кульову щетинку на тілі гусениці, інші — разом із звуковою вією, при відсутності нектароносної залози. Усі види мірмекофільних синявцевих приточені до лучних мурашників.
Інші гусениці розвинулися від мірмекофілів у мірмекофагів: вони виділяють феромон, який змушує мурашок думати, що гусениця є однією з личинок мурашок. Такі гусениці проникають до мурашників і харчуються личинками самих мурашок.
Представники мірмекофільних різнокрилих метеликів роду Cyclotorna (з надродин Zygaenoidea, ендеміки Австралії) є єдиними серед метеликів ектопаразитами. Гусениці (спочатку схожі на сплощені мокриці, а на останніх стадіях яскравіше забарвлені) є ектопаразитами рівнокрилих комах, як-от цикадки (Cicadellidae) і листоблішки (Psyllidae). Висмоктавши жертву, молоді гусениці залишають її і стають хижаками личинок м'ясних мурашок (Iridomyrmex purpureus), мабуть, використовуючи хімічні речовини (феромони), індукують мурашок для перенесення гусениць у свої мурашники (перед лялечкуванням залишаючи їхні кубла).
Більшість мірмекофілів харчується різними відходами мурашок або згнилим будівельним матеріалом гнізда, але багато є «дармоїдами». У багатьох з них виробилися певні структури для співмешкання з мурашками. У багатьох з них на тілі є особливі залози, які виділяють речовини, що мурашки злизують. Наприклад, у паусид вони є на вусиках, у жуків-потаємців — з боків тіла.

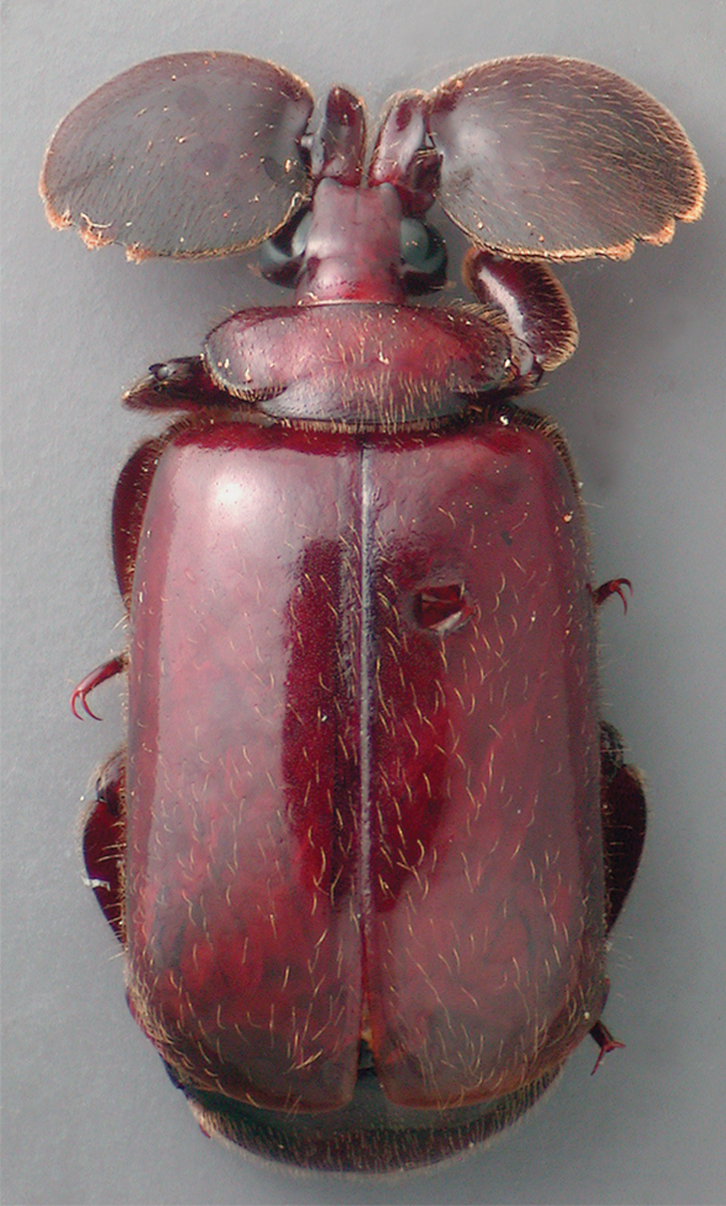
Жук Platyrhopalopsis mellei з родини паусид. Добре помітно великі округлі вусики, на яких є спеціальні залози, що виділяють привабливий для мурашок секрет

До мірмекофілів відносяться також деякі інші жуки — наприклад, карапузики, стафіліни та інші. Так, 19 родів стафілінів живуть разом з мандрівними мурашками, 17 родів — з вогняними мурашками і 15 родів — з представниками підродини форміцини. Стафіліни випрошують у мурашок-господарів корм, торкаючись до нижньої губи, і захищаються в разі нападу, виділяючи репеленти. Стафіліни, що співмешкають з бродячими мурашками, мімікрують під мурашок формою і забарвленням свого тіла (приклад бейтсівської мімікрії). Стафіліни з роду Dinarda в мурашниках харчуються мертвими мурашками, відходами і кліщами, що мешкають на живих мурашках. Німфи кліщів-уроподид прикріплюються до тіла робітниць і харчуються слиною, що виділяється мурашками тоді, коли вони облизують один одного.
У кублах декількох родів мурашок (форміка, лазіус, мірміка) зустрічається невеликий (3 мм) безкрилий цвіркун-мурашколюб (Myrmecophilus acervorum), який постійно облизує своїх господарів, харчуючись виділеннями їхньої кутикули.
Прикладом жуків-коменсалів мурашок є деякі види бронзівок, наприклад Potosia metallica, личинкові стадії якої проходять в мурашниках рудих і малих лісових мурашок, червоногрудих мурашок-червців і деяких інших.
Конвергенцію (можливо, одна з форм мімікрії) видно на прикладі яєць паличника, що мають їстівні елайосомоподобні придатки. Мурашки приносять їх до гнізд, де виводяться личинки палочників.
Кочові мурашки переносять із собою кліщів роду Larvamima (Larvamimidae), оскільки ті подобою свого тіла, нагадують дрібних личинок мурашок.

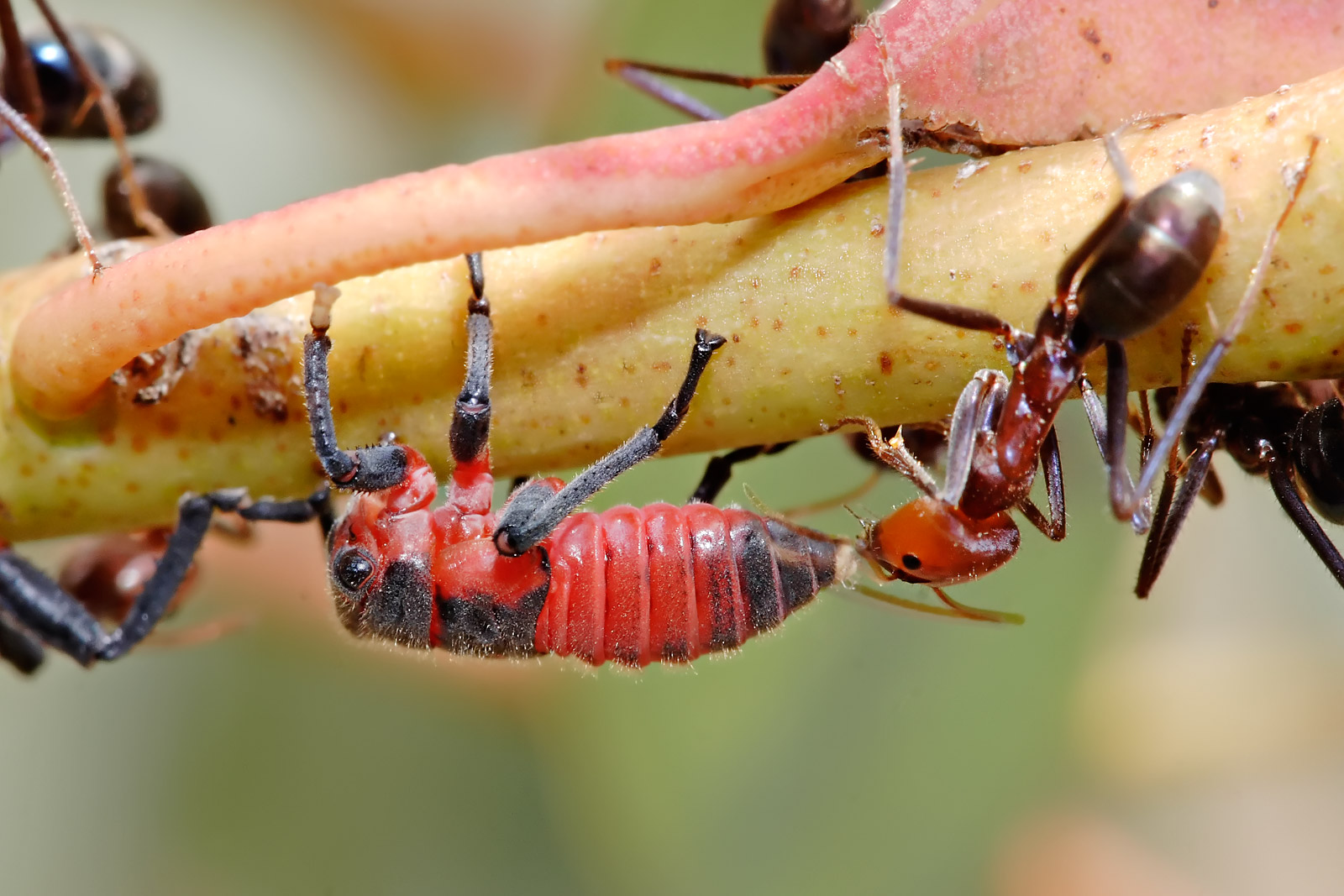
Мураха «пасе» німфу цикади з підродини Eurymelinae

Мурашки-грибівники з триби Attini, зокрема мурашки-листорізи, вирощують деякі види грибів з родів Білопечериць і Білогнойовиків родини Печерицеві. У цьому поєднанні мурашок і грибів, виживання кожного з видів залежить від іншого. Мурашки Allomerus decemarticulatus розвинули тристоронній симбіоз з рослиною-господарем Hirtella physophora і липким грибом, якого вони використовують як пастку для комах.
Myrmelachista schumanni створюють сади диявола, вбиваючи навколишні рослини і розчищаючи місце для Duroia hirsuta, у стеблах яких вони живуть. Таке видозмінення лісу забезпечує мурашкам більше місця для гнізд. Деякі дерева мають додаткові поза-квіткові нектарники, які служать їжею для мурашок, а ті, своєю чергою, захищають рослини від травоїдних комах.
Багато тропічних видів дерев мають насіння, поширювані мурашками. Мірмекохорія дуже поширена в Африці й Австралії. Виживання і розповсюдження деяких рослин у пожежонебезпечних пасовищних екосистемах, особливо залежить від мурашок. Мірмекохорія властива і багатьом лісовим травам помірного поясу (копитняк, кислиця, деякі фіалки, ожика тощо). Багато мірмекохорного насіння має особливі зовнішні живильні придатки, елайосоми, якими мурашки харчуються.

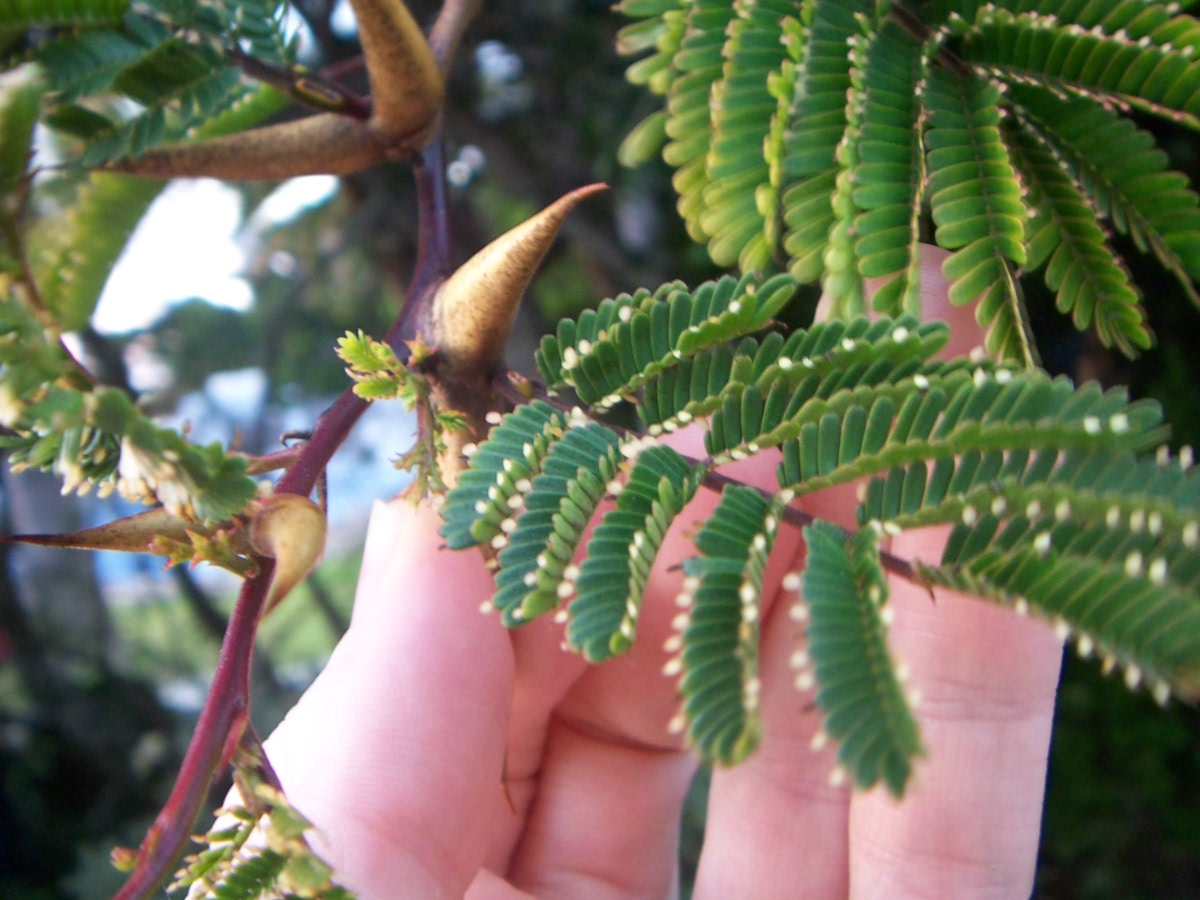
Листя з добре помітними «харчовими тільцями», що знаходяться на кінчиках листків

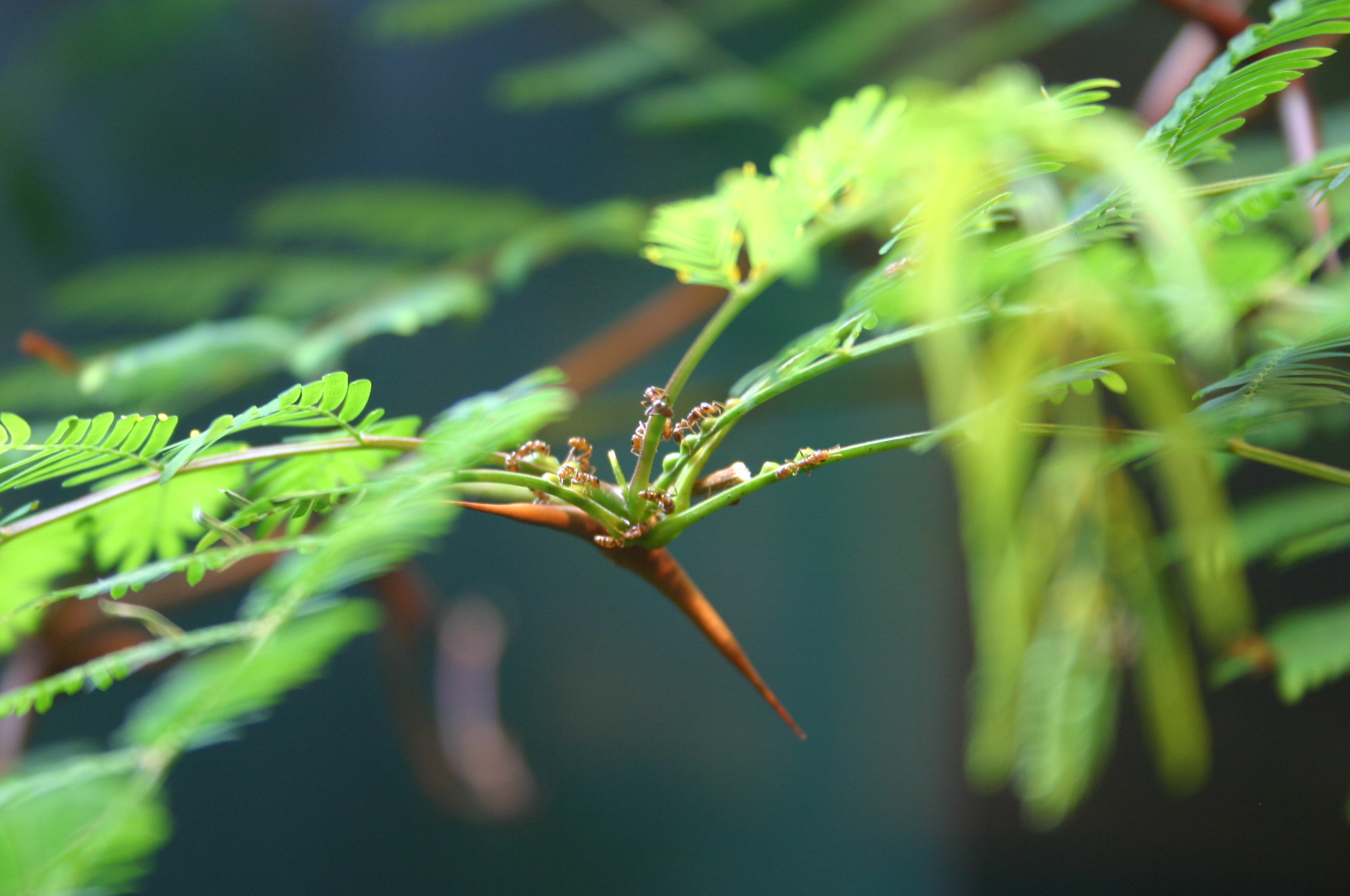
з мурашками, що на ній живуть

У низки видів тропічних дерев, спосіб залучення мурашок досяг високої досконалості: вони володіють не тільки екстрафлоральними нектарниками, що містять цукри, але і відповідними місцями для облаштування мурашками гнізд і навіть забезпечують мурашкам тверді білкові і жирові корми. Багато видів акації (Acacia sphaerocephala, Acacia cornigera, Acacia collinsii) приваблюють мурашок за допомогою «харчових тілець» (тільця Бельта), що містяться на кінчиках листків, і наявністю порожнин у пристосованих роздутих колючках, в яких є місця для влаштування гнізд. В них селяться мурашки одного з видів роду псевдомірмекс, які захищають своє «гніздове» дерево від комах-фітофагів.
У хижих рослин роду Непентес спостерігаються майже усі різновиди відносин з мурашками: нейтральні, хижак — жертва (мурашки як найважливіша здобич) і мутуалістичні. Мурашки Camponotus schmitzi не лише живуть у стеблах непентеса Nepenthes bicalcarata, але і здатні красти з його глечиків упалі туди комахи. Мурашки також нападають на ссавців і очищають від інших рослин певну ділянку навколо дерева, знищуючи простягнуті до нього гілки. Виявлено кілька мутуалістичних систем «мурашки-рослини», наприклад Crematogaster—Macaranga; Tetraponera—Barteria; Ocotea—Myrmelachista; Triplaris—Pseudomyrmex. Мурашки підродини доліходерини — види з роду Azteca — селяться на деревах роду Cecropia, які надають їм житло і їжу. У цих прикладах вищого ступеня мутуалістичних взаємин між мурашками і рослинами перші забезпечують дереву захист, отримуючи, своєю чергою, територію, що задовольняє потребам у просторі проживання і їжі. Дослідження за допомогою ізотопних маркувань показали, що рослина також отримує азот від мурашок. Іншим прикладом такого ектосимбіозу є дерево Macaranga, пов'язане з гострочеревими мурашками. Тропічна рослина Costus woodsonii виділяє з приквітків нектар, і на рослині, змінюючи один одного, залежно від пори року, мешкають два види мурашок: Camponotus platanus і мала вогняна мурашка.
Кочові мурашки, що ведуть кочовий спосіб життя, відомі своїми «рейдами», тобто набігами. Подібні скупчення мурашок виду ецитон Бурчеллі привертають птахів, що супроводжують мурашок услід, як-от дереволазні або сорокушові, котрі використовують мурашок як нагоничів комах та інших дрібних членистоногих.

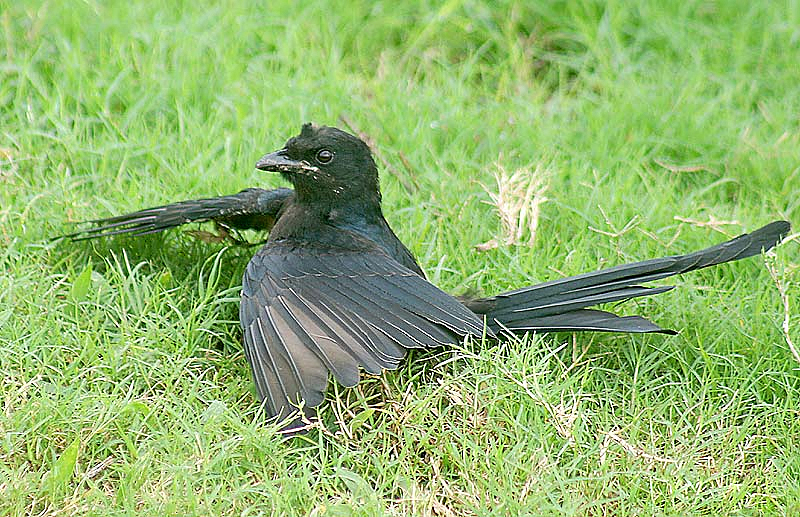
Чорний дронго (Dicrurus macrocercus) під час мурашіння

Більш аніж 250 видів птахів використовують мурашіння. Вони відпочивають на мурашиних кублах, де мурашки, забравшись до них на крила і пір'я, видаляють ектопаразитів. Інші птахи «купаються» в мурашниках або розчавлюють мурашок і змащують ними пір'я, переслідуючи тотожні цілі. Водночас, птахи обирають мурашок (з підродин форміцини і доліходерини), які викидають струмені мурашиної кислоти, що має інсектицидні властивості.

#### Паразити, клептопаразити і паразитоїди
Гриби з родів Кордицепс і Ophiocordyceps заражають мурашок, змушуючи їх забиратися на рослини і повисати на своїх мандибулах. Грибок вбиває мурашку, на її залишках проростає міцелій і плодові тіла. Можливо, гриб змінює поведінку мурашок, щоб допомогти розсіяти свої спори в місцях проживання, які найкраще підходять для гриба. Також на представниках роду форміка паразитують два інших гриби — Laboulbenia formicarum і Alternaria tenuis. Випадки зараження ними починаються пізнім літом. Увечері заражені мурашки залишають свої кубла, забираються на верхівки рослин, чіпляючись за стебла жувальцями і ніжками. Незабаром після цього вони гинуть і приклеюються до стебел рослин за допомогою клейких виділень зі зчленувань грудей. Наступного дня крізь тіло мурашок проростає міцелій гриба, а на третій день розвиваються конідії.

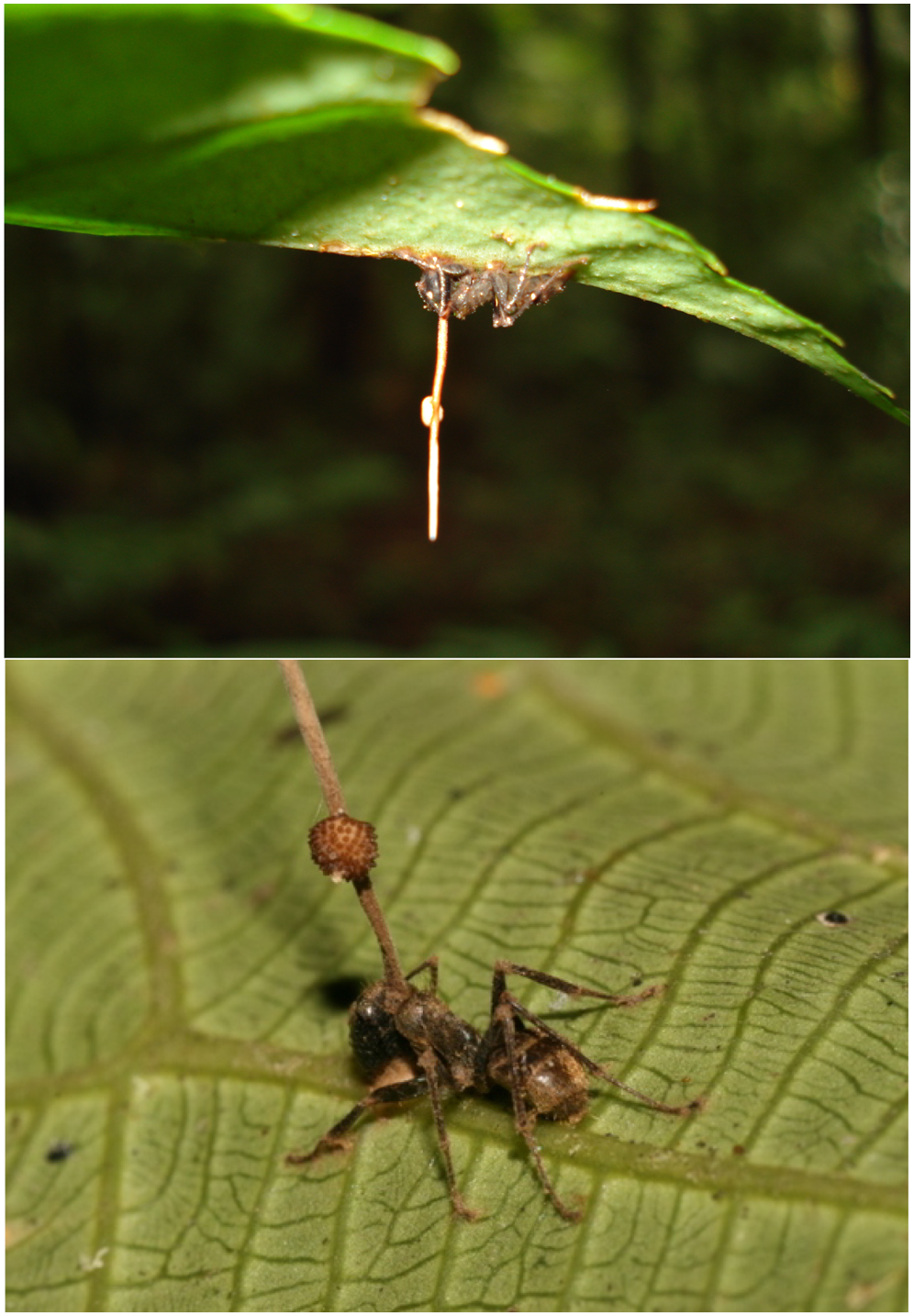
Плодове тіло Ophiocordyceps unilateralis, проросле з тіла мурашки

Віялокрилі також паразитують і керують мурашками, змушуючи їх підніматися на стебла трави, щоб допомогти паразитам у пошуках партнера для спаровування.
Тетрадонематиди Myrmeconema neotropicum, що інфікують Cephalotes atratus, змінюють чорний колір черевця робочих на червоний. Паразит також змінює поведінку мурашки, змушуючи високо тримати своє черевце. Птахи поїдають таких мурашок. Послідом заражених птахів, зібраним іншими мурашками, годують молодняк, і цикл повторюється.
Також відомо кілька видів гельмінтів, які паразитують на мурашках (представники Allantonematidae, Mermithidae та інших). Наприклад, ланцетоподібний сисун (Dicrocoelium lanceatum) і рабдитиди виду Pelodera janeti, паразитують на представниках роду форміка, деякі представники мермітид (зокрема рід Mermis). Вони проходять увесь цикл розвитку в одній господині-мурашці. Так, мурашки можуть поїдати цисти ланцетоподібного сисуна. Потрапляючи до вола мурашок, церкарії просвердлюють його стінку і виходять у порожнину тіла. Одна з них проникає у підглотковий ганглій, де утворює цисту — так званого «мозкового хробака» (нім. Hirnwurm) в області відгалуження нервів до ротових органів. Надалі відбуваються різкі зміни поведінки зараженої мурашки: вона виходить із гнізда і тривало висить, причепившись мандибулами до верхівок трав'янистих рослин. Тут заражену мурашку і поїдають дефінітивні (кінцеві) господарі ланцетоподібного сисуна.
Усі види їздців сімейства Eucharitidae є паразитоїдами мурашок. Кожен з видів паразитує тільки на одному виді мурашок. Їздці відкладають яйця на відвідуваних мурашками рослинах. Вилуплювані личинки прикріплюються до робочих особин мурашок і переносяться на них у кубло, де шукають личинок мурашок, до яких прикріплюються зовні або проникають усередину, після чого розвиток припиняється до лялькування личинки мурашки. Після заляльковування личинка їздця мігрує у порожнину тіла лялечки, де починає харчуватися, а потім заляльковується. Імаго їздця можуть якийсь час залишатися в мурашнику під захистом мурашок, а потім виходять з гнізда для спарювання. Мурашки не здатні відрізнити личинок паразитоїдів від власного розплоду завдяки хімічної мімікрії.
Жук Myrmecophodius excavaticollis з родини пластинчастовусих мешкає в гніздах мурашок роду Solenopsis і зрідка поїдає лялечок мурашок. Також в мурашниках паразитують жуки з роду ломехуза, імаго і личинки яких живляться яйцями та личинками мурашок. Ломехузи здатні поступово приводити сім'ї мурашок до занепаду і загибелі. Мурашники, заражені ломехузами, не можна використовувати для штучного розселення з метою захисту лісу від шкідників.
Мухи Старого світу з роду Bengalia полюють на мурашок і клептопаразитують, вихоплюючи у них з щелеп здобич або виводок. Безкрилі і безногі самиці малайзійських горбаток живуть у кублах мурашок роду Aenictus, де про них піклуються мурашки. Горбатки з роду Pseudacteon і деякі представники роду апоцефалус є паразитами мурашок. Дорослі самиці мух за допомогою яйцекладу під час швидкого повітряного нападу відкладають в мурашці яйце. Личинка певний час розвивається, а потім мігрує в голову, де вона продовжує харчуватися гемолімфою і тканинами, викликаючи поступову загибель мурашки. Заляльковування відбувається там же, після чого у мурашки відпадає голова. Личинки мурашиних дзюрчалок мешкають в мурашниках і харчуються мурашиним розплодом або падлом. Самиця мухи відкладає свої яйця недалеко від гнізда мурашок, а потім, використовуючи хімічну мімікрію, личинки проникають усередину.
Серед двокрилих комах (Diptera) асоціація з мурашками відзначена серед багатьох видів горбаток (Phoridae), у деяких мух-дзюрчалок (Syrphidae) з підродини Microdontinae, а також у довговусих з родин комари (Culicidae), мокреці (Ceratopogonidae), галиці (Cecidomyiidae) і ґрунтові комарики (Sciaridae). Також до справжніх паразитів слід відносити гамазових кліщів, які харчуються гемолімфою мурашок.

#### Природні вороги

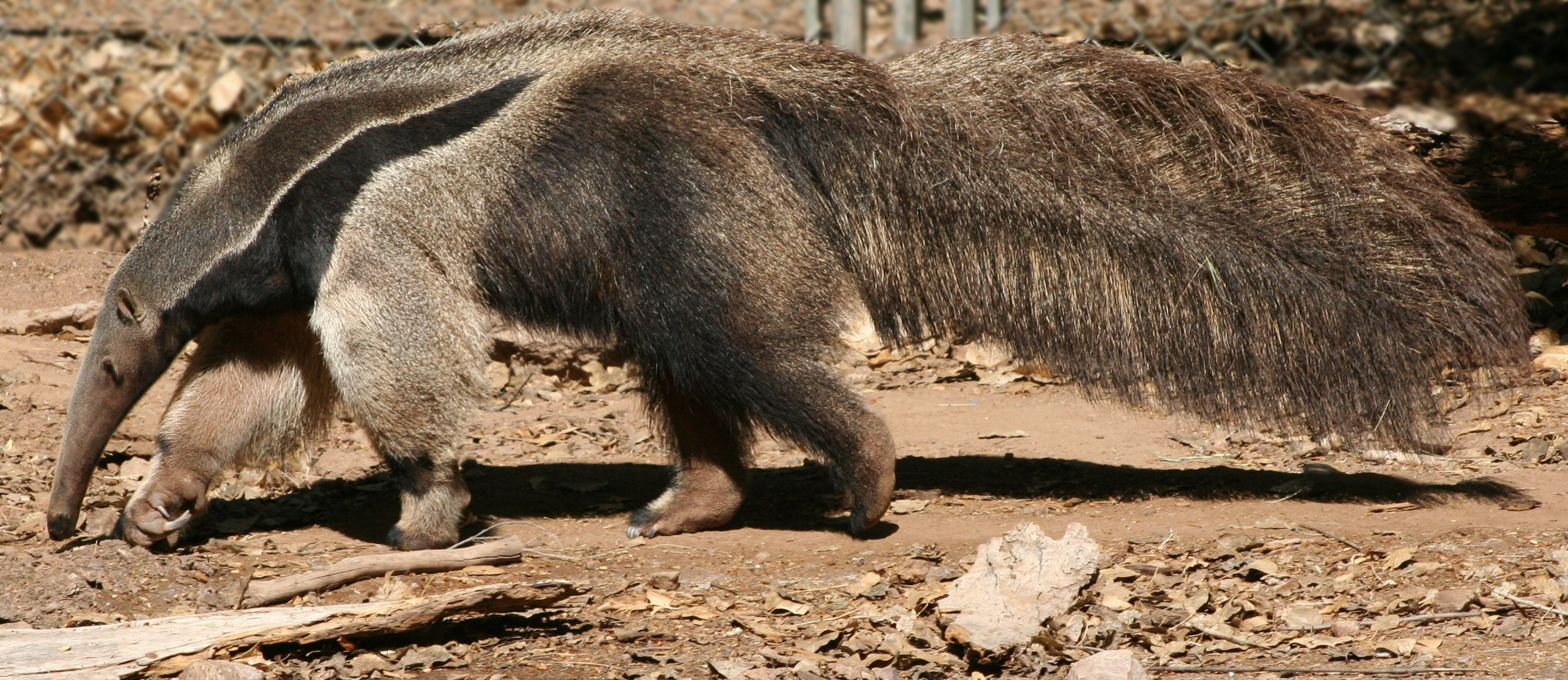
Гігантський мурашкоїд живиться суто мурашками і термітами

Південноамериканські дереволазові харчуються переважно мурашками, а токсини на їхній шкірі можуть складатися з отрути мурашок. Деякі ящірки також харчуються винятково мурашками — наприклад, молох харчується тільки мурашками-фуражирами, здебільшого Ochetellus flavipes, яких ловить за допомогою липкого язика.
Багато птахів, наприклад дятли, співочі птахи, підкоришники, також люблять ласувати мурашками. Личинки мурашиних левів ловлять комах, зокрема і мурашок у свої ловчі ямки конічної форми, викопані в піску.
Мурахоїди, панголіни і деякі види сумчастих Австралії (наприклад, намбат) зосереджені на харчуванні тільки мурашками і для цього виробили цілу низку пристосувань — довгий липкий язик для захоплення комах і сильні кігті, щоб розривати мурашині кубла. Трубкозуб харчується мурашками родів Anoplepis, Camponotus, Crematogaster, Dorylus. Бурі ведмеді також харчуються мурашками, і близько 12 %, 16 % і 4 % від їхнього обсягу фекалій, відповідно, навесні, влітку і восени становлять мурашки.

### Роль у природі

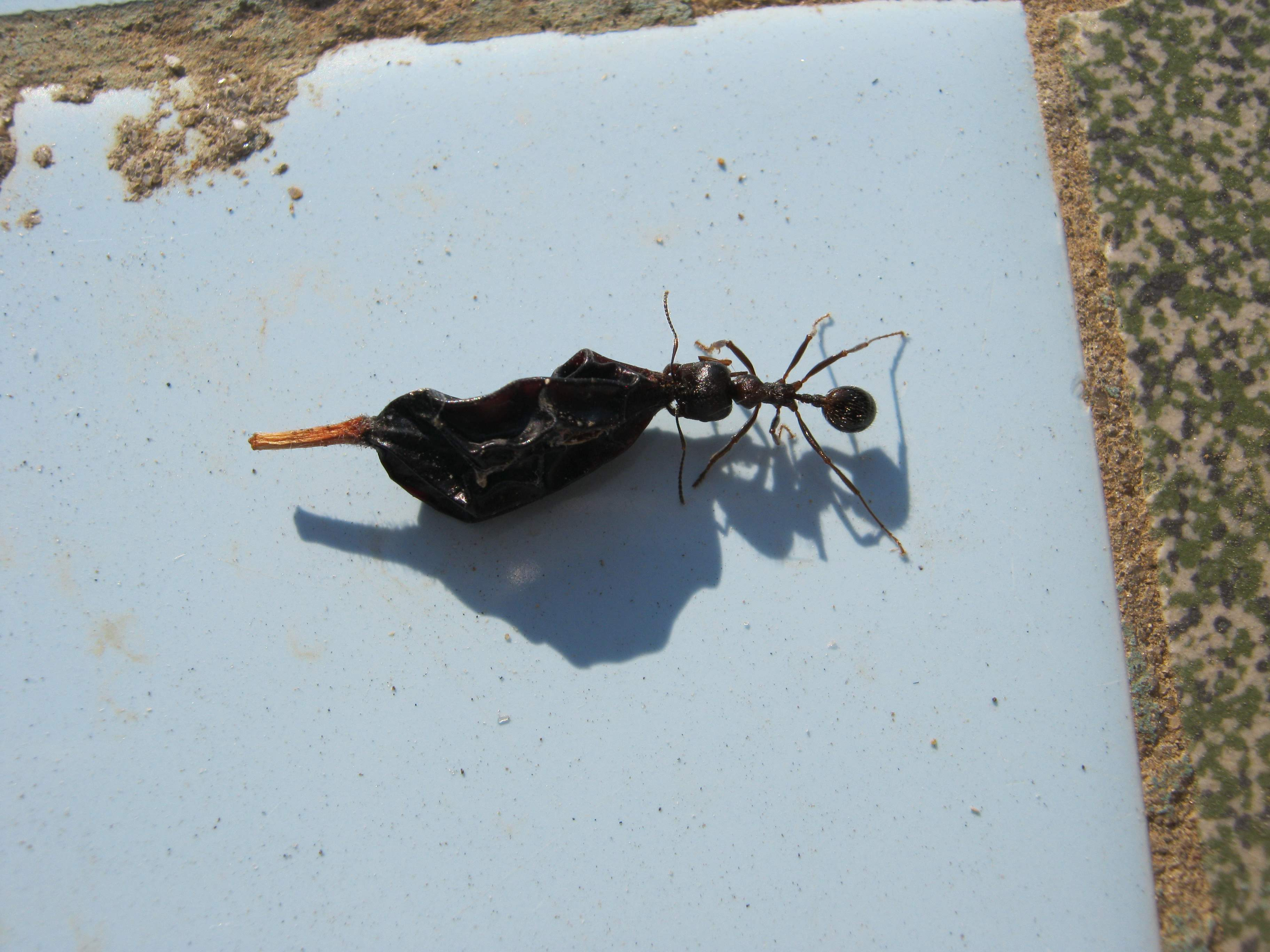
Мірмекохо́рія — поширення мурахами насіння йошти. Севастополь. Крим. Україна. 2013 рік.

Мурашки — це майже 2 % від усього видового різноманіття тваринного світу та до 80 % біомаси комах (близько 20 % біомаси усіх тварин).
У лісах помірного пояса і тропічних лісах мурашки забезпечують переміщення і аерацію ґрунту. Багато земляних видів мурашок є ґрунтотвірними, розпушувачами, що переорюють, удобрюють ґрунт. Їхня ґрунтотвірна діяльність полягає в перемішуванні ґрунту, зміні його механічного та хімічного складу. У дощових тропічних лісах 99,9 % поживних речовин залишалися б у верхньому шарі ґрунту, якби не переносилося вглиб, зокрема і мурашками. Мурашки разом з термітами можуть збільшувати врожайність у регіонах із сухим і спекотним кліматом, де відсутні дощові черв'яки. У дослідних умовах в Австралії вони збільшують урожай пшениці на 36 %.
Багато мурашок також є важливими ланками у харчових ланцюгах як хижаки, котрі харчуються безхребетними. Мурашки, що поселяються в деревині чи влаштовують свої гнізда у старих пнях, беруть участь в механічному руйнуванні мертвої деревини, прискорюючи процеси її розкладання. Мурашки, що харчуються насінням, безпосередньо сприяють розселенню багатьох видів рослин. Насіння деяких рослин (так званих мірмекохорних рослин) розселяються тільки мурашками (копитняк, фіалки, пролісок й іншими). У степах і пустельних краях, насіння багатьох рослин розноситься винятково мурашками. Мурашки — єдині комахи, які розсіюють насіння в великих кількостях, усіма материками і майже в усіх екосистемах. Загалом у світі налічується близько 3000 видів мірмекохорних рослин (близько 1 % флори), а в Європі більше 275 таких видів.
Також мурашки служать їжею для багатьох тварин.
Мурашки — одні з найпотужніших біологічних агентів ерозії мінералів і ведуть перед з уловлювання вуглекислого газу з атмосфери. Під впливом мурашок процес перетворення таких мінералів, як силікати магнію і кальцію у карбонат кальцію і магнію (MgCO3 і CaCO3, останній є основним складником вапняку, мармуру і крейди) пришвидшується від 50 до 300 разів. Така зумовлена мурашками ерозія мінералів, могла зіграти важливу роль у кайнозойському похолоданні на Землі.
Зі 42 космополітичним видів мурашок дванадцять мають велике екологічне, сільськогосподарське або інше (як шкідники в будинках) значення: Anoplolepis gracilipes, Linepithema humile, Monomorium pharaonis, Nylanderia bourbonica, Paratrechina longicornis, Pheidole megacephala, Solenopsis geminata, Solenopsis invicta, Tapinoma melanocephalum, Technomyrmex difficilis, Trichomyrmex destructor и Wasmannia auropunctata.

## Розповсюдження
| Регіон     | Кількість видів |
| ---------- | --------------- |
| Неотропіка | 2162            |
| Неарктика  | 580             |
| Європа     | 180             |
| Африка     | 2500            |
| Азія       | 2080            |
| Меланезія  | 275             |
| Австралія  | 985             |
| Полінезія  | 42              |

Мурашки живуть по всьому світові, крім Антарктики, Ісландії, Ґренландії і деяких віддалених островів. Завдяки значному поширенню, численності і добре помітним гнізд, мурашки повсюдно відомі людям. Мурашки посідають різні екологічні ніші й у змозі використати широкий розбіг харчових ресурсів, будучи прямими або непрямими споживачами листя, або стервоїдами і хижаками. Більшість видів мурашок усеїдні, але деякі зосереджені на певній їжі. Їхнє екологічне панування може бути виміряно значенням їхньої частки в загальній біомасі. Різні оцінки показують, що мурашки складають від 10 % до 20 % (в тропіках до 25 %) від загальної біомаси наземних тварин, перевершуючи частку хребетних.
Понад 200 видів мурашок зустрічаються далеко за межами свого природного нативного ареалу, а 42 види мурашок стали космополітичним завдяки людській комерції. Двадцять з них мають популяції, що закріпилися в усіх 7 біогеографічних регіонах (окрім Антарктики): Афротропіка, Палеарктика, Неарктика, Неотропіка, Індо-Малайзія, Австралазія і Океанія. Зі 42 космополітичних мурашиних видів 35 (83 %) родом зі Старого Світу, а 7 (17 %) вийшли з Нового Світу.
П'ять видів мурашок (Anoplolepis gracilipes, Linepithema humile, Pheidole megacephala, Solenopsis invicta і Wasmannia auropunctata), що поширилися світом за допомогою комерції людини, занесено до списку 100 найнебезпечніших інвазійних видів організмів, які згубно впливають на екологічні зв'язки місцевих біот. Один вид (фараонова мурашка) було завезено 2013 року до Ґренландії (летовище Kangerlussuaq/Sondre Stromfjord), де раніше мурашок не виявляли.

## Мурашки і людина

### Економічне значення

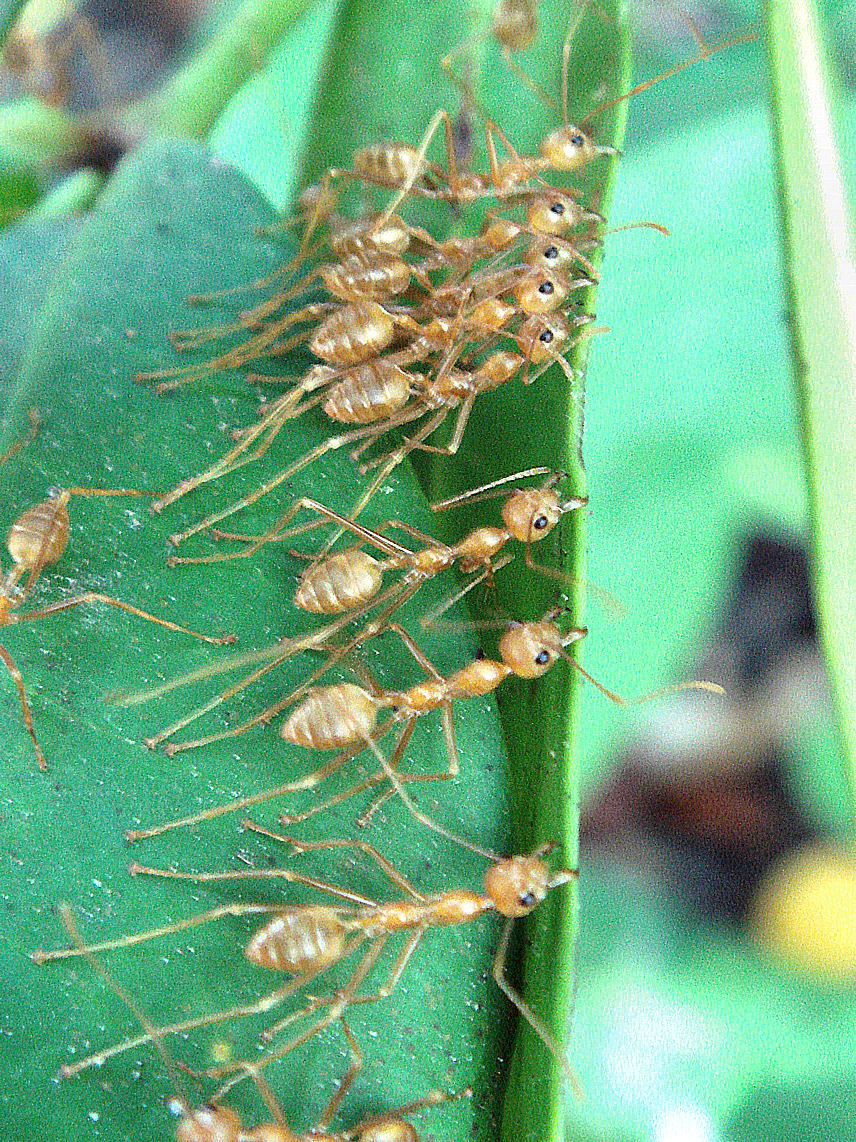
мурашки-ткачі використовуються для біологічної боротьби зі шкідниками при вирощуванні цитрусових у Південному Китаї

Мурашки виконують безліч екологічних завдань, корисних для людини, зокрема підтримання певної кількості комах-шкідників та аерацію ґрунту. Завдяки активному хижацтву, мурашки діяльно знищують багато видів комах-шкідників (зокрема гусениць метеликів і псевдогусеней пильщика), віддають перевагу видам, які трапляються у великих кількостях. Винятком можна вважати відгодівлі дубового шовкопряда, де, поїдаючи гусениць шовкопряду, мурашки можуть завдавати серйозної шкоди цій галузі. Використовування мурашок-ткачів для вирощування цитрусових на півдні Китаю, вважається одним з найстаріших застосувань біологічної боротьби зі шкідниками.
У Південній Африці мурашки використовуються для збору врожаю ройбушу, що має маленьке насіння, які застосовуються для виробництва трав'яного чаю. Рослина розкидає своє насіння далеко, що ускладнює його ручне збирання. Чорні мурашки збирають і зберігають його й інше насіння у власному гнізді, звідки люди можуть збирати насіння. До 150–200 г насіння можна зібрати з одного мурашника.
З іншого боку, мурашки можуть заподіювати незручності, коли вони вторгаються в людські оселі або завдають економічних збитків. Так, трофобіоз мурашок з попелицями, червцями і деякими іншими комахами, що вважаються шкідниками, має негативне значення в оцінках економічного значення мурашок. Шкода від розведення попелиць деякою мірою може відшкодуватися тим, що падь є одним з важливих джерел додаткового харчування для хижих і паразитичних комах.
Деякі види, наприклад фараонова мурашка, сприяють поширенню бактеріальних і вірусних захворювань людини. Інші види можуть служити проміжними господарями низки паразитів: наприклад, мурашки роду форміка для ланцетоподібного сисуна, що викликає дикроцеліоз у худоби.
У деяких частинах світу (переважно в Африці і Південній Америці) великі мурашки, особливо кочові, використовуються для зашивання ран під час хірургічних операцій. Щелепами мурашок захоплюють краї рани і закріплюють їх на місці. Тіло потім відрізують, а голова та щелепи залишаються, сприяючи зведенню країв рани.

#### Шкідники
Здатність мурашок дієво використовувати ресурси, нерідко призводить до їхнього конфлікту з людьми, бо мурашки можуть пошкоджувати культурні рослини (наприклад, розводячи на них попелиць) або вторгатися в оселі людини.
Значення мурашок в природі велике, проте деякі види харчуються рослинами, плодами і ягодами, завдають шкоди сільському господарству, і вважаються шкідниками. У тропічних країнах плантаціям можуть шкодити мурашки-листорізи.
Мурашки можуть забиратися в житлові та господарські приміщення, квартири, де псують солодкі і м'ясні продукти. Також вони можуть іноді заповзати до вуликів і шкодити бджільництву. У плодових садах вони часто є супутниками інших шкідників — попелиць, мідяниць, червців, цикад, які виділяють велику кількість паді.
Отже, низку видів можуть вважати шкідниками сільського і лісового господарства, а також побутовими шкідниками.
Через високу пристосовність мурашиних сімей винищити всю популяцію майже неможливо. Через це, керування чисельністю мурашок-шкідників — це питання стеження за місцевими популяціями, а не знищення усіх сімей, і більшість спроб контролю є тимчасовими рішеннями.
Серед мурашок до шкідників зараховують дернових мурашок, жовтих божевільних мурашок, фараонових мурашок, мурашок-червців, зокрема, Camponotus consobrinus, аргентинських мурашок, Tapinoma sessile, червоних вогняних мурашок, рудих мірмік. Рівень популяції мурашок підтримується за допомогою інсектицидів-приманок в рідкому вигляді або в гранулах. Принади збираються мурашками як продовольство і доправляються в гніздо, де отрута поширюється на інших членів сім'ї через обмін їжею. Борна кислота і боракс часто застосовуються як інсектициди.
Один з видів мурашок, що є шкідником — це невелика, 3 мм завдовжки, жовтого кольору, фараонова мурашка, яка стала космополітом, що розселився по всій земній кулі в процесі перевезення вантажів. Окрім м'ясних і молочних продуктів, вони можуть харчуватися хлібом, борошняними виробами, цукром, пошкоджувати ентомологічні колекції. Ці мурашки можуть бути механічними переносниками низки інфекційних захворювань.

### Отруйність
Деякі мурашки з підродин Myrmeciinae і Ponerinae мають отруту, небезпечну для людини. Серед них вид Paraponera clavata, рід Dinoponera з Південної Америки, а також Myrmecia з Австралії. Смертельно небезпечними можуть бути вжалення мурашки Myrmecia pilosula. Червона вогняна мурашка може викликати потужну алергічну реакцію у високочутливих людей і анафілактичний шок.

### Охорона мурашок
Хоча більшість видів мурашок володіє стійкістю до багатьох спроб людей їх знищити, деякі види перебувають під загрозою зниження чисельності або вимирання. Переважно це острівні види, що розвинули в ході еволюції особливі риси, зокрема Aneuretus simoni зі Шрі-Ланки й Adetomyrma з Мадагаскару. До Червоного списку загрозливих видів МСОП занесено 149 видів мурашок. Ліометопума звичайного і тапіному кінбурнську внесено до Червоної книги України (обидва види зі статусом Рідкісний).
В окремих країнах Європи охороняють і розселяють кубла рудих лісових мурашок. Для прикладу, 1971 року в РРФСР проводилася всеросійська операція «Мураха» з картування, охорони і розселення корисних видів лісових мурашок роду Formica. В Україні знищення (розорення) мурашників є адміністративним правопорушенням згідно статті 153 «Знищення або пошкодження зелених насаджень або інших об'єктів озеленення населених пунктів», за яке передбачено попередження або накладення штрафу на громадян від десяти до тридцяти неоподатковуваних мінімумів доходів громадян, а на посадових осіб — від тридцяти до п'ятдесяти неоподатковуваних мінімумів доходів громадян.

### Споживання в їжу

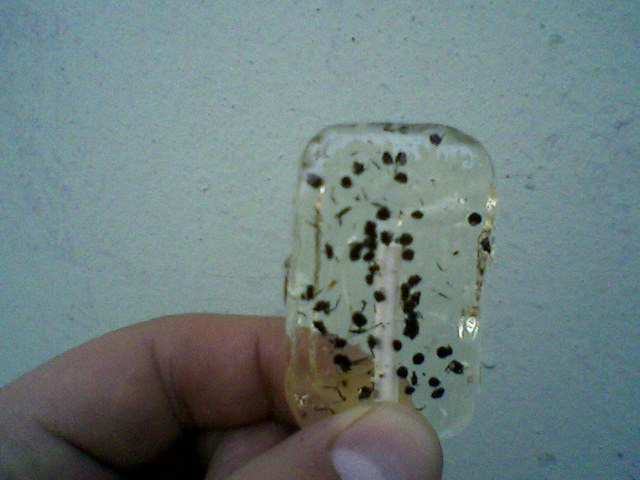
Льодяник з мурашками

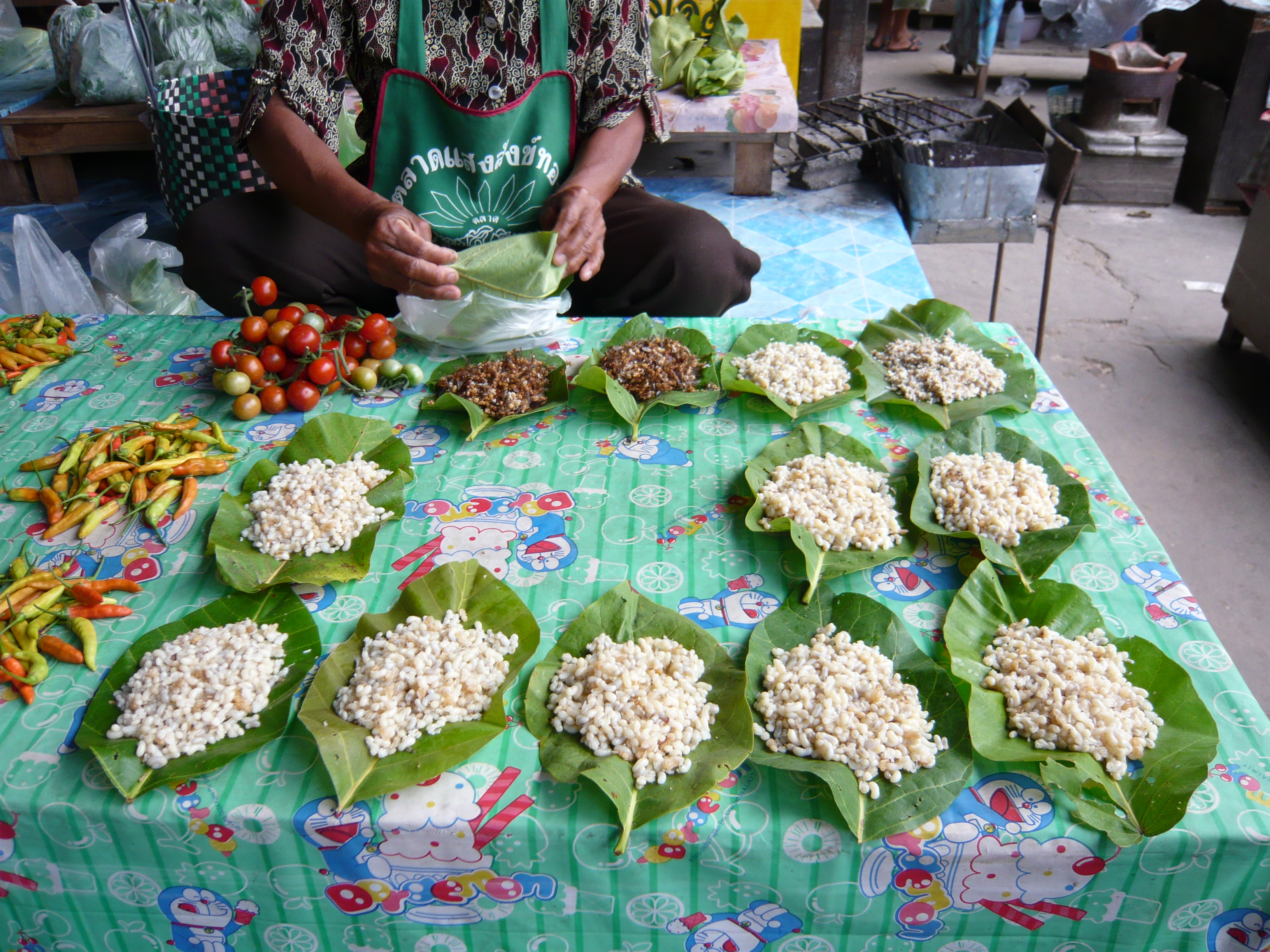
Мурашині личинки на ринку в Ісаані (Таїланд)

Мурашки і їхні личинки їстівні і вживаються в їжу в різних частинах світу. «Яйця» (лялечки, личинки) двох видів мурашок з роду Ліометопум є основою для приготування страви, відомого в Мексиці під назвою «escamoles». Їх розглядають як різновид ікри (або яєць комах) і продають за високою ціною, приблизно по 90 доларів за кг, через те, що вони є сезонними і важко відшукуваними ресурсами. У Південній Америці (в департаменті Сантандер в Колумбії) збираються великотілі мурашки, відомі у місцевого населення як «hormigas culonas» (мурашки-листорізи виду Atta laevigata), яких смажать живими і вживають у їжу.
У різних частинах Південної (Індія) і Південно-Східної Азії (М'янма, Таїланд) паста із зелених мурашок-ткачів (Oecophylla smaragdina) слугує приправою до овочевої (або м'ясної) страви карі. Яйця і личинки мурашок-ткачів, так само, як і їхні дорослі особини, використовуються для приготування тайського салату «yum» (тай. ยำ), у стравах під назвою «yum khai mod daeng» (тай. ยำไข่มดแดง) або салаті з яєць червоних мурашок (страва походить з регіону Ісаан на північному сході Таїланду). Мурашок-ткачів також використовують в їжу аборигени Австралії (Північний Квінсленд). Мексиканські індіанці їдять робочих мурашок, відомих як «медові бочки» (Myrmecocystus).
Завойовник Колумбії Гонсало Хіменес де Кесада у своїй доповіді «Стислий виклад завоювання Нового Королівства Гранада» (1539, змінено анонімним автором в 1548—1549 роках) повідомив про звичаї вирощування мурашок (різних видів) для приготування хліба:
Ця земля панчів родюча та забезпечена прожитком і їжею більша її частина, тому що інша її частина менш рясна, а ще одна, набагато менше, і доходить до такої потреби в будь-якому місці у панчів, що коли їх підкорили, то натрапили на тих, хто жив в землі Тунхи між двох багатоводних річок, в деяких горах, на провінцію людей, не дуже численних, чиїм прожитком були одні лише мурашки, і з них вони готували для їжі хліб, перемішуючи їх [у борошно]. Котрих мурашок превеликий достаток у самій провінції, і їх вирощують для цієї мети в загонах. І [ці] загони є якимись перегородками, побудованими з широкого листя; і навіть є там, у тій провінції, різноманітність мурашок: одні — великі, а інші — дрібні.— Гонсало Хіменес де Кесада. «Стислий виклад завоювання Нового Королівства Гранада»

### Вивчення мурашок

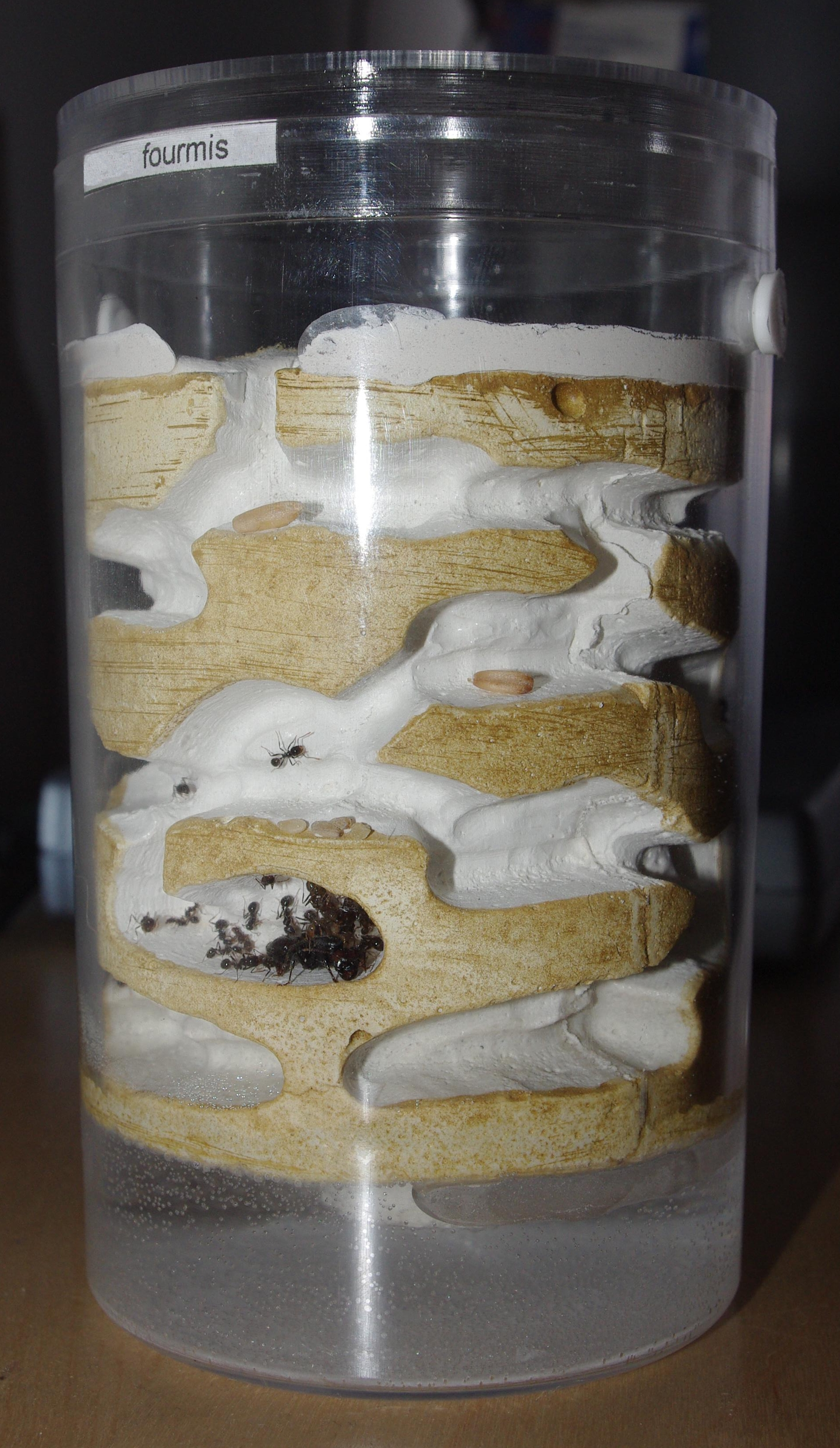
Формікарій

Мірмекологи досліджують мурашок як в лабораторних, так і в польових умовах. Різноманітна поведінка цих комах робить їх модельними організмами для наукових експериментів. Дослідники перевіряють на мурашках різноманітні припущення в областях екології і соціобіології, і вони особливо важливі в дослідженні прогнозів теорій відбору родичів (родинний добір) і еволюційно стійких стратегій розвитку. У мурашок було вперше виявлено сприйняття ультрафіолетового світла (John Lubbock, 1881). Для дослідження окремих особин мурашок, яких утримують в лабораторних мурашниках (формікаріях), мітять особливими різнокольоровими барвниками. Також для прикладу, з 1963 року в СРСР (пізніше — в Російській Федерації) раз на 4 роки проходять Всеросійські мірмекологічні симпозіуми.
Кілька разів мурашки доправлялися на космічні станції. Наприклад, 12 січня 2014 за програмою НАСА колонію з 800 робочих особин дернових мурашок, розділену на 8 відсіків, було доправлено на МКС для дослідження організації їхньої поведінки в умовах невагомості.

## Мурашки в культурі

### У мітології

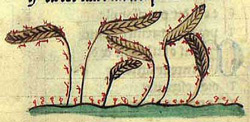
Мініатюра «мурашки» («Бестіарій Філіпа де Тона», 1120 рік)

У шумеро-аккадській мітології червоні мурашки вважалися посланцями богині підземного світу Ерешкігаль, а битва червоних мурашок в чиємусь будинку розглядалася як знамено.
За відомим грецьким міфом, Зевс перетворив мурашок острова Егіна на людей, зробивши їх царем свого сина Еака — так з'явилося плем'я мірмідонян, яке брало участь у Троянській війні під проводом Ахілла. За іншим переказом, мірмідоняни походять від героя Мірмідона, сина Зевса, який зачав його від Еврімедуси, перетворившись на мурашку.
Автором зверненого до Індри гімну «Ріґведи» (X. 99) вважається Вамра, або Вамрака («мурашка») Вайкханаса, а в його тексті (а також в гімні I. 51, 9) згадується міт про перетворення самого Індри на мурашку, яка проникла у ворожу фортецю. У руській билині є подібний сюжет: Волх Всеслав'євич звертає своїх дружинників на мура́х, щоб вони змогли пробратися крізь стіни і ворота «індійського царства». На «золоту мурашку» перетворюється також юнак в осетинській казці. У російській народній казці «Кришталева гора» Іван-царевич, обернувшись мурашкою, проникає крізь маленьку тріщину в кришталеву гору і звільняє царівну.
Чимало згадок про мурашок розкидано у мітології індіанців. Наприклад, в міті індіанського народу, відомого як «Чорноногі», мурашки постають як винахідники мистецтва вишивання по шкірі.
Геродот розповідає, що величезні мурашки («величиною майже з собаку») в пустелі видобувають золотий пісок, який забирають індійці; це сказання набуло достатньо значного поширення в античній і середньовічній літературі, аж до «Фауста» Гете. Згадку про «золото мурашок», яким володіють царі, що живуть берегами річки Шайлоди, містить і «Магабгарата».
Ацтеки вірили, що мурашки показали Кетцалькоатлю розташування маїсу, а народи центрального В'єтнаму розповідали про мурашку Хмоч Кенту, яка принесла людям рис після всесвітнього потопу.
За індійською легендою, зображеною у вірші Леконта де Ліля «Смерть Валмікі», великий поет Вальмікі в старості впав у аскезу і був з'їдений мурашками (власне ім'я valmīki означає «мурашник» і родинно імені Вамра, українській, грецькій і іншим назвам мурашки в індоєвропейських мовах).

### У письменстві і фольклорі

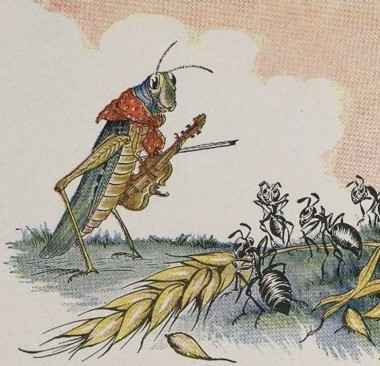
Ілюстрація до байки Езопа «Мурашка і коник»

Мурашки часто використовувалися в казках, байках і дитячих оповіданнях як зразок працьовитості та взаємодопомоги, наприклад, у народній українській казці «Мурашка і голуб», казці-оповіданні «Куди поспішали мурашки», видатного українського педагога-письменника Василя Сухомлинського, або у «Казці про мураху Рудика» Ірини Прокопенко. У байках українського письменника Леоніда Глібова «Коник-стрибунець», Івана Крилова «Бабка і Мурашка» і байці Езопа «Мурашка і коник», одним з головних персонажів є мурашка. Мурашки також згадуються в релігійних текстах, зокрема Біблії (Книга притч Соломонових), Корані та інших.
Іди до мурашки, ліню́ху, поглянь на дороги її — й помудрій: нема в неї воло́даря, ані уря́дника, ані прави́теля; вона загото́влює літом свій хліб, збирає в жнива́ свою ї́жу.
мура́шки, — не сильний наро́д, та пожи́ву свою загото́влюють літом;— Біблія (Огієнко). «Книга притч Соломонових»
В єврейському мідраші мурашка виказує царю Соломону. На питання чи є на світі будь-хто більш великий, аніж він — Соломон, Мураха відповідає, що вважає себе більш великою і цар не має права надто пишатися.
Також мурашки присутні в наступних літературних творах: Юрій Нікітін — «Мегасвіт», «Владики Мегасвіту», Бернар Вербер — «мурашки», «День мурашки», «Революція мурашок», Анна Старобинець — «Перехідний вік», Андре Моруа — «мурашки», Кліффорд Саймак — «Місто», казки для дітей Ондржея Секори — «Мурашки не здаються», «Пригоди мурашки Ферди», Наталії Романової — «Мураха Червона Точка», Віктор Пєлєвін — «Життя комах», Валерій Медведєв — «Баранкин, будь людиною!», Ян Ларрі — «Незвичайні пригоди Карика і Валі». Вигадані гігантські доісторичні мурашки присутні у фантастичному романі Володимира Обручева «Плутонія». Людське суспільство, організоване за принципом мурашника, описано в романі Френка Герберта «Вулик Геллстрома» («Hellstrom's Hive», 1973).
Українські народні прислів'я та приказки
- Мурашка слабка, але камінь рушить.
- Мала мурашка тілом, та велика справою.
- Старається, як мурашка.
- Мурашка мурашці рада.
- У мурашки голова з просяне зернятко, а розуму — комірка.
- Мурашки спільно і лева долають.

### У кіно і музиці
Прийди до мене, моя мурашко,

Як рудокоп в туман приходить,

Лиш альтруїсти у златі бродять,

Моя мурашко...
«Мой муравей»
Приди ко мне, мой муравей,

Как рудокоп в туман приходит,

Лишь альтруисты в злате бродят,

Мурашки є головними персонажами різноманітних мультфільмів: наприклад українських «Пригоди моторної Мурашки», «Дружно мурахи крокують вперед», радянських —"Подорож мурашки", знятого за мотивами казки Віталія Біанкі, «Слон і мурашка», «Бабка й мурашка», "Баранкин, будь людиною, в інших іноземних мультфільмах: «Мураха Антц», «Пригоди Фліка», «Гроза мурашок». Мурашки є персонажами французького анімаційного телесеріалу Minuscule, де вони показані цілеспрямованими і працьовитими. Також мурашки є тимчасовими персонажами мультиплікаційного флеш-серіалу «Happy Tree Friends», де найчастіше вони вкрай жорстоко розправляються та навіть вбивають охочого поласувати ними мурашкоїда «Ботаніка».
У кінематографі мурашки нерідко з'являються у фільмах жахів, як страхітливі істоти, — «Вони!», «Імперія мурашок», «Скляний мурашник», «Викрадач кісток», «Навала», «Марабунта». Кочові мурашки з роду Dorylus під назвою Siafu було показано у фільмі «Індіана Джонс і Королівство кришталевого черепа» 2008 року. Вони зображуються надмірно великими за розміром, дуже зухвалими і сильними, а також поза їхнього природного місця існування: вони не зустрічаються в Перу або Бразилії, де відбувається дія фільму.
Українська співачка TAYANNA випустила трек «Мурашки» 2019-го, а Кузьма Скрябін 2014-го записав пісню — «Ми українці, як мурашки». Мураха є символом музичного гурту The Prodigy. Також у рок-гурту Stone Temple Pilots є пісня «Army Ants» (Шаблон:Tr), що входить до складу музичного альбому «Purple».
У назвах британської групи Adam and the Ants («Адам і мурашки») і деяких її піснях зазначено мурашки (сингл «Antmusic» був № 2 у січні 1981 року в британському чарті).
Відеокліп німецького музичного гурту Rammstein на пісню «Links 2-3-4» розповідає про битву населення мурашника з жуками і був знятий як за допомогою природних знімань, так і комп'ютерної анімації. У радянсько-російського гурту Акваріум в альбомі «Треугольник» є композиція «Моя мурашка» (рос. Мой муравей).

### В образотворчому мистецтві

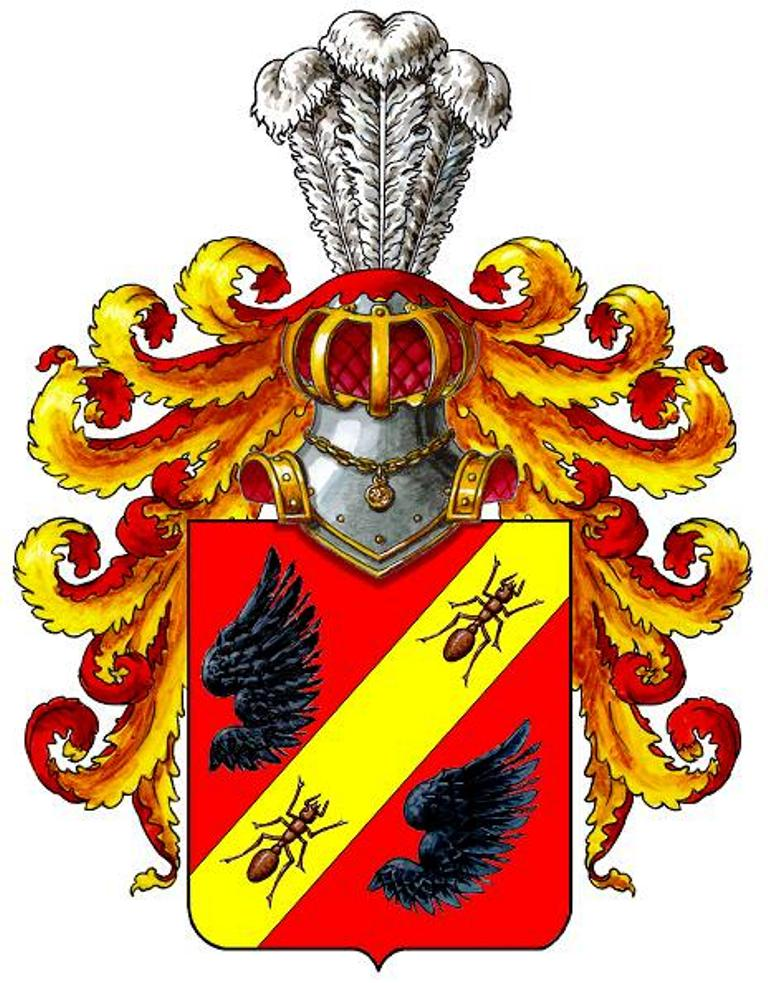
Герб дворянського роду Баженових

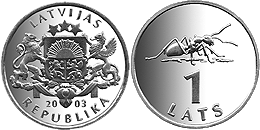
1 лат — Мураха (2003)

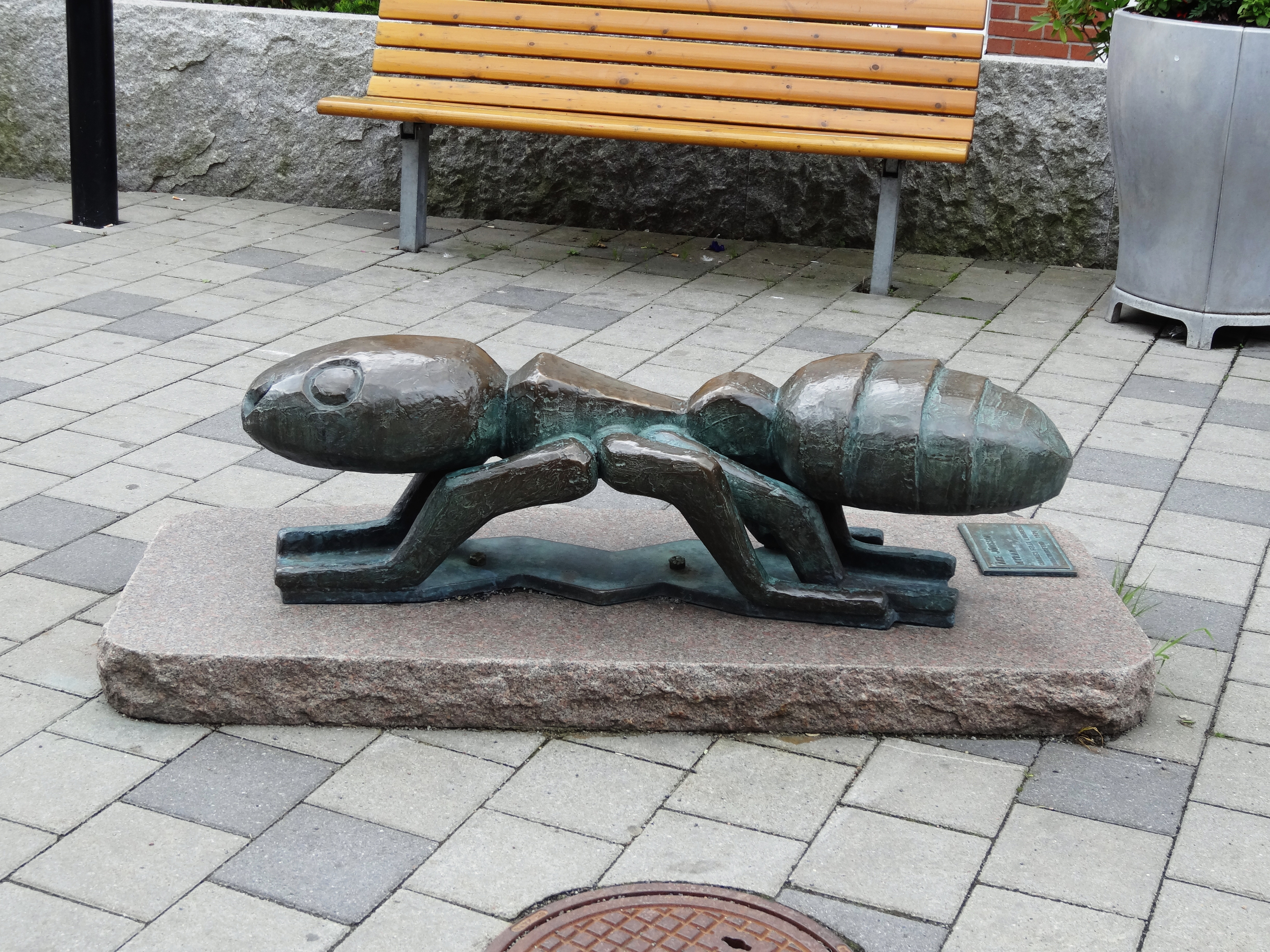
Пам'ятник мурашці (Ґетеборг, Швеція)

Мурашки стали символом творчого пориву Сальвадора Далі при написанні його картин, а згодом і символом високих духовних відносин і любові Далі й Гали. Сам він говорив, що одного разу до нього уві сні прийшла гігантська мурашка з людськими вустами і говорила з ним голосом Гали, яку він зустрів через кілька днів. На кількох картинах Далі повсюдно зустрічаються мурашки.

### В геральдиці
В геральдиці мурашка, як і бджола, служить емблемою працьовитості і покірливості.

### В нумізматиці
Мурашки зображено на аверсі пам'ятної монети з мідно-нікелевого сплаву Банку Латвії гідністю 1 лат, випущеної 2003 року.
Мурашок також зображено на лицьовій стороні срібних монет Боспорського царства. Існує припущення, що їх було викарбувано в античному місті Мірмекії, заснованому греками в середині VI століття до н. е. на березі Керченської протоки.

### У сучасній культурі
- З кінця 1950-их по 1970-ті роки мурашині ферми були знаними освітніми дитячими іграшками у США. В пізніших версіях, для більшої наочності, використовувався прозорий гель замість ґрунту[301].
- Мураха є знаком платіжної системи WebMoney. Голова мурашки відбивається в треї при увімкненому клієнті.
- Комп'ютерна стратегія в реальному часі «Empire of the Ants»[en] дозволяє вирощувати віртуальну мурашину колонію.
- Пам'ятник «грошовій мурашці» встановлено 2015 року в Києві (навпроти кінотеатру «Україна» по вулиці Городецького); з одного боку монети яку тримає мурашка, що стоїть на двох ногах, є напис «На Удачу», з іншого — «На Щастя» (автор скульптури Дмитро Ів).[302]
- Знімок литовського фотографа Каваляускаса «обличчя мурахи деревоточця (Camponotus) великим планом», який спершу можна сприйняти за монстра з фільму жахів, взяв участь у конкурсі Small World Photomicrography Competition-2022, де був відзначений званням «Видатне зображення»[303].
- В Україні поширено дитячий «танець мурашок»[304].
- У вірші Івана Драча «Хіба чекати плати за добро?..» йдеться про мурашку-горопашку.[305]

### Географічні назви
Україна
- Мурав'ї — село, Новгород-Сіверський район Чернігівської області.
- Муравня — село, Пулинський район Житомирської області.
- Мура́шка — село, Барський район Вінницької області.
- Муравейник — село, Генічеський район Херсонської області.
- Муравейник — село, Новгород-Сіверський район Чернігівської області.
- Мурашка — річка на Поділлі.

### Наука
- (укр.) Автореферат Мурашки (Hymenoptera, Formicidae) Палеарктики. (еволюція, систематика, фауногенез) [Архівовано 21 листопада 2008 у Wayback Machine.] (Перевірено 20 квітня 2020)
- (рос.) Школа, муравьи и компания // lasius.narod.ru. (мурашки, їхня біологія, світлини, систематика, і огляди останніх відкриттів і статей.)(Перевірено 20 квітня 2020)

### Розведення і форуми
- (рос.) Сайт про мурашок і мірмекологію. antclub.ru. Архів оригіналу за 18 серпня 2011. Процитовано 20 квітня 2020.
- (рос.) Клуб любителів мурашок. antclub.org. Архів оригіналу за 17 березня 2022. Процитовано 20 квітня 2020.
- (рос.) Культивування колоній мурашок у поліакриламідному гелі. Тропикариум. Архів оригіналу за 22 травня 2011. Процитовано 20 квітня 2020.
- (нім.) World of Ants. Antstore Europe. Архів оригіналу за 18 серпня 2011. Процитовано 20 квітня 2020.

### Світлини та інше
- (англ.) Myrmecos : [арх. 18.08.2011] / Alex Wild.. (Структурована галерея світлин мурашок та інших комах.)(Перевірено 20 квітня 2020)
- (англ.) Ants, Муравьи, Formicidae : [арх. 18.08.2011] / B. Krylov and O. Beznosova.. — Macro Photography & Wildlife Photography. (Галерея макрофотографій мурашок.)(Перевірено 20 квітня 2020)
- (укр.) Звичайна мурашка. naturalist.if.ua. Станіславівський Натураліст. 19 вересня 2009. Архів оригіналу за 13 серпня 2011. Процитовано 9 листопада 2009.(Перевірено 20 квітня 2020)
- (укр.) Паразити мурашк. naturalist.if.ua. Станіславівський Натураліст. 26 серпня 2010. Архів оригіналу за 3 жовтня 2015. Процитовано 1 вересня 2010.(Перевірено 20 квітня 2020)
- (рос.) Виктор Луговской. «Распределённый мозг» муравьиной семьи // Наука и жизнь. — 2007. — Вип. 3.(Перевірено 20 квітня 2020)